# Salis (Adelsgeschlecht)

Stammwappen derer von Salis

Salis ist ein altes Schweizer Adelsgeschlecht aus Soglio im Bergell im Süden Graubündens. Die Familie verbreitete sich stark und zählte vom 16. bis zum 18. Jahrhundert zu den führenden Geschlechtern der Drei Bünde.

## Geschichte

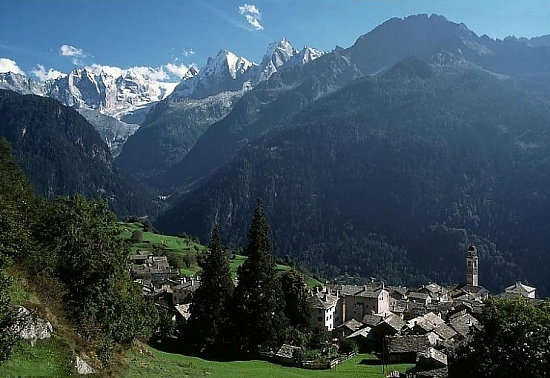
Soglio im Bergell

Als erster sicher beurkundeter Angehöriger des Uradelsgeschlechts erscheint ser Rodolfus de Salice de Solio, der in den Jahren 1285–1293 urkundlich erwähnt und im Frühjahr 1300 verstorben ist. Er war Grundherr in Soglio, das unmittelbar an der heutigen italienischen Grenze liegt, unweit nördlich des Comer Sees, und der vermutlich ein Nachkomme der seit 1202 nachweisbaren patrizischen Familie Salici aus Como war. Salice ist das italienische Wort für Sal-Weide, das Wappensymbol der Familie. Im 12. und 13. Jahrhundert hatten sich wohlhabende Bürger Comos aufgrund der Auseinandersetzungen zwischen dem expandierenden Mailand und der Stadtkommune Como in der Gegend nördlich des Comer Sees angesiedelt.
Das Tal des Bergell gehörte seit dem Jahr 960 dem Bischof von Chur, dessen Ministerialen und Vasallen die Salis wurden, gemeinsam mit den Familien von Castelmur, Stampa und Prevost. Sie erwarben dort Grundbesitz in Soglio und Chiavenna, wo sie sich zunächst Wohntürme erbauten, und erhielten die Knappen- und Ritterwürde. Als Chiavenna 1335 von Chur an die Visconti verkauft wurde, wurden sie auch deren Vasallen. Sie pflegten verwandtschaftliche Beziehungen zum niederen Adel des Churer Hochstifts sowie des Herzogtums Mailand. Die Visconti-Herzöge gewährten ihnen ab 1391 Handelsprivilegien, die sie bis 1544 behielten. 1396 stellten sie den ersten Talrichter (Podestà) im Bergell.

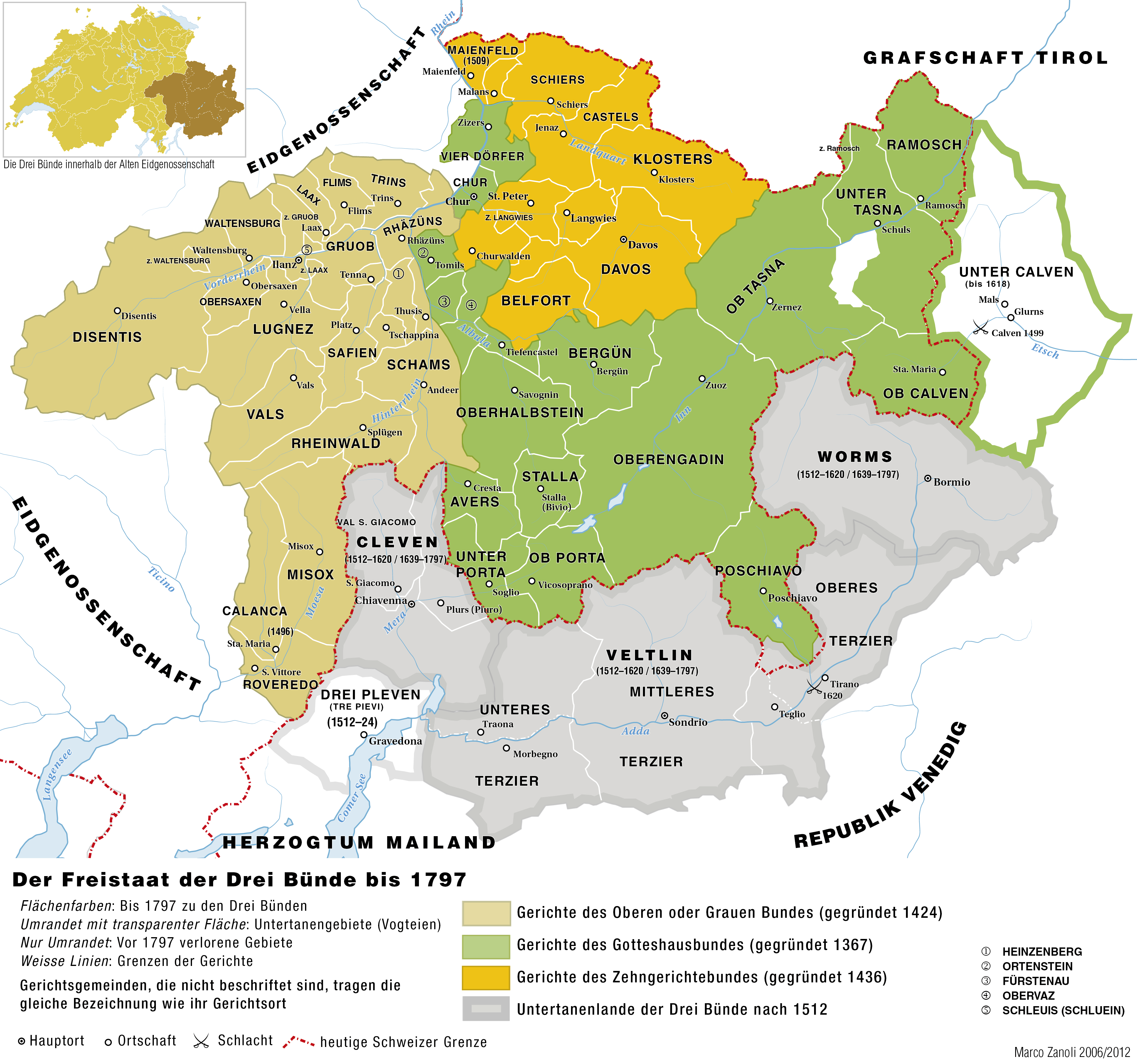
Der Freistaat der Drei Bünde (mit Soglio im Gericht Unter Porta des Gotteshausbundes)

Um 1430 sassen sie auf der Burg Castelmur. Die Familie erweiterte ihren Besitz allmählich in Richtung Norden über das Bergell hinaus ins Oberengadin (Celerina, Zernez) und Prättigau, später auch ins Domleschg. Neben der Stammlinie in Soglio bildeten sich ab dem frühen 16. Jahrhundert Linien in Samedan und Grüsch. Die Blütezeit der Familie begann im 16. Jahrhundert, nach der Entstehung des Freistaats der Drei Bünde. Ab 1499 war der Rätische Freistaat ein Zugewandter Ort der Alten Eidgenossenschaft, aber gleichzeitig bis 1798 ein souveräner Teilstaat des Heiligen Römischen Reiches. Nach Aufhebung der fürstbischöflichen Churer Landesherrschaft durch die Ilanzer Artikel 1524 und 1526 wurden die von Salis – neben den von Planta, den führenden Churer Ministerialen im Engadin – zum mächtigsten Familienverband in Graubünden. Die beiden Geschlechter wurden infolge der Eroberung des Veltlins durch die Drei Bünde 1512 auch dort zu den wichtigsten Ämtergeschlechtern und stellten vielfach den Landeshauptmann sowie zahlreiche Amtsleute. Zeitweilig waren u. a. der Salisturm in Vicosoprano (1537) und die Burgen Rietberg (1554), Campell (1567), Neu-Süns (1574), Neu-Aspermont und Wynegg (um 1600) in ihrem Besitz oder Pfandbesitz. In Maienfeld amtierten sie nach dessen Übernahme durch die Drei Bünde 1509 zeitweise als Landvögte auf Schloss Brandis; Vespasian von Salis erwarb dort 1594 das Weingut Prestenegg und baute es um 1600 zum Schloss Salenegg aus. Ab 1620 errichtete eine Linie das Untere Schloss in Zizers, 1638 eine andere das Schloss Marschlins. Die Salis besetzten oft das Amt des Präsidenten des Gotteshausbundes. Seit dem Spätmittelalter leisteten sie auch Solddienste in Norditalien und ab dem 16. Jahrhundert für die europäischen Grossmächte.
Die Reformation in der Schweiz führte zu konfessioneller Spaltung und zu erbitterten Parteikämpfen auch unter dem rätischen Landadel. Viele Zweige der Familie wurden reformiert, auch um sich vom fürstbischöflichen Landesherrn zu lösen, einige blieben katholisch. Die Salis in Chiavenna stellten den Reformator Agostino Mainardi unter ihren Schutz. Die Parteikämpfe, in denen die Familien Salis und Planta die Häupter der reformiert-französischen und der katholisch-habsburgischen Partei stellten, eskalierten nach der Hinrichtung des Johann von Planta in Chur 1572 nach einem sogenannten «Fähnlilupf». Habsburgisch-Spanien, Habsburgisch-Österreich sowie Venedig und Frankreich investierten gegen Ende des 16. Jahrhunderts riesige Summen zur Bestechung der politischen Führungsschicht der Bünde, in der Hoffnung, sich das Durchmarschrecht über die strategisch wichtigen Bündner Pässe sichern zu können oder wenigstens dem jeweiligen Gegner dieses zu verwehren.

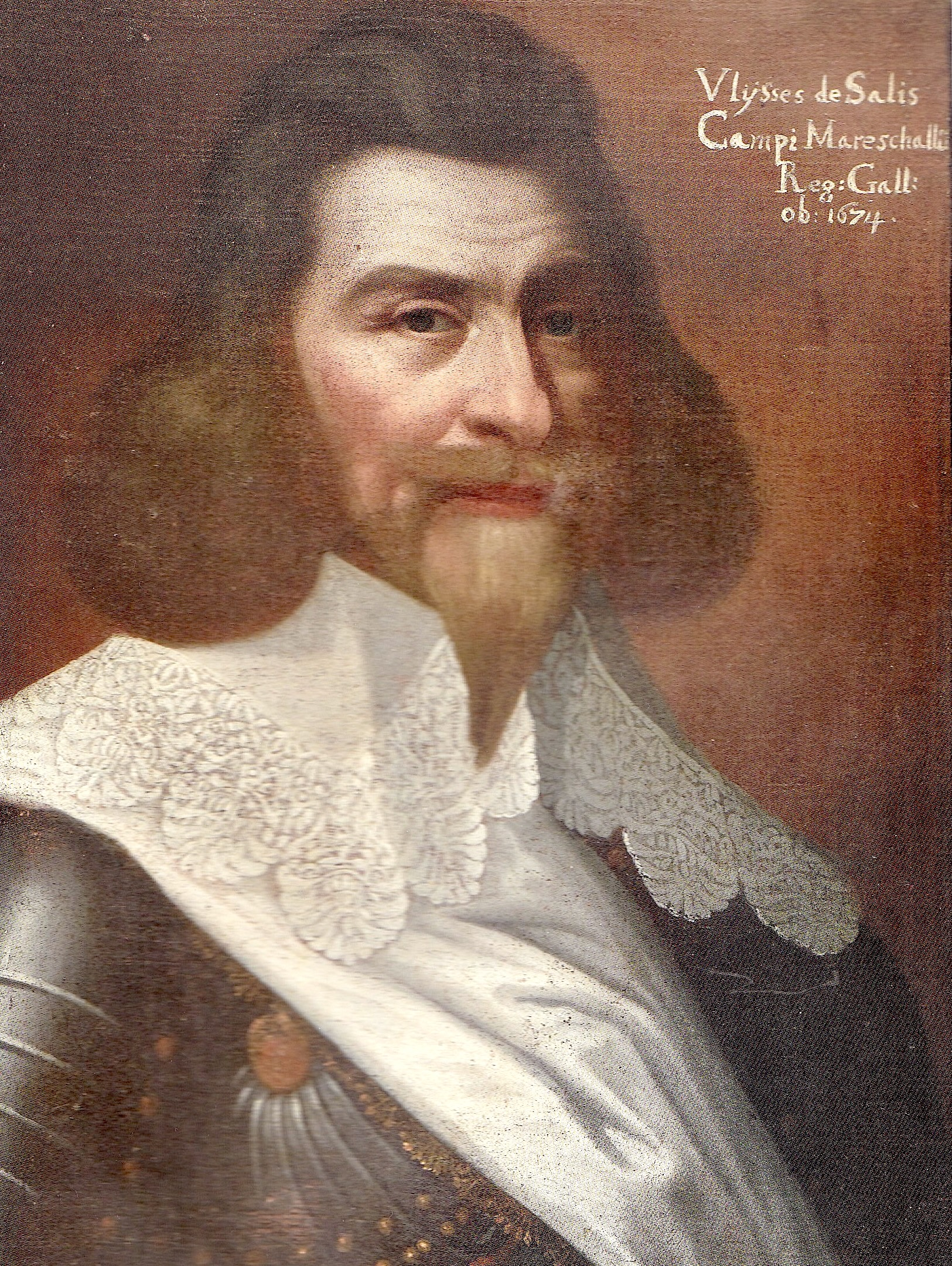
Ulysses von Salis (1594–1674), französischer Maréchal de camp

Als während der Bündner Wirren von 1618 bis 1639 im Kampf zwischen den österreichischen Habsburgern und Frankreich die Bedeutung der Schweizer Alpenpässe, der Reisläufer und der Einnahmen aus den Pensionen stieg und sich beide Kriegsparteien um die führenden Geschlechter Graubündens bemühten, traten die Salis überwiegend auf die französisch-venezianische Seite und gelangten damit zu erheblichem Einfluss auf die Landesgeschicke. Die verwandten Planta waren auf beiden Seiten engagiert. Die Rivalität mit den Planta kulminierte 1621, als Pompejus von Planta, der Anführer der spanisch-österreichischen Partei, auf dem Schloss Rietberg im Domleschg, das er gemeinsam mit den Salis-Grüsch besass, mit deren Unterstützung im Auftrag der venezianischen Partei durch Jörg Jenatsch ermordet wurde.
Friedrich von Salis-Samedan (1512–1570) diente als Oberst und Gesandter der Bünde in Venedig. Hercules von Salis-Soglio (1566–1620) war Gesandter in Venedig und Paris, venezianischer Oberst und ein Förderer der Reformation. 1590 liess er das Grosshaus in Grüsch erbauen. Sein Sohn Ulysses von Salis (1594–1674) verbrachte als Bündner Offizier 27 Jahre überwiegend in französischen Diensten und brachte es zum Maréchal de camp von König Ludwig XIII. Um 1635 erwarb er aus seinen Soldeinnahmen das ruinierte Schloss Marschlins und baute es prachtvoll wieder auf. In der Folge wurde er zu einer der einflussreichsten Persönlichkeiten in den Drei Bünden. Die Linie Marschlins erwarb danach auch die Schlösser Elgg (ZH) und Sulzberg (SG).
Im Dreissigjährigen Krieg gelangte ein Zweig für einige Generationen auch nach Deutschland, wo der Obrist in kurbayrischen Diensten Hans Wolf Freiherr von Salis 1632 vom Hochstift Bamberg mit der Burg Wiesentfels belehnt wurde und 1665 Hans Peter Freiherr von Salis die Burg Lobenstein erwarb. Einzelne Familienmitglieder traten auch in österreichische Kriegsdienste. Im 18. Jahrhundert bildeten die Salis das „fast gebietende Geschlecht“ der Republik Graubünden. In den Stammorten Soglio, Bondo, Tirano und Chiavenna erbauten die Salis im 17. und 18. Jahrhundert barocke Palazzi (von denen die drei ersteren bis heute in ihrem Besitz sind) und erbauten oder erwarben zahlreiche weitere Häuser. Sie erweiterten ihren Besitz auch im nördlichen Graubünden durch den Erwerb einer grossen Anzahl von Grundherrschaften, darunter Schloss Baldenstein und Schloss Haldenstein. Weitere neuzeitliche Herrensitze sind dem Abschnitt „Besitzungen“ zu entnehmen.
Erst kurz vor 1800 wurde die politische Macht der Familie gebrochen, als mehrere führende Familien sowie die Bündner Patrioten sich gegen die dominante Stellung der Salis in Graubünden und in den Untertanenlanden wandten und diese 1794 einschränkten. Der Dichter Johann Gaudenz von Salis-Seewis war während der austro-russischen Invasion der Schweiz 1799 Generalstabschef der helvetischen Armee. Franz Simon von Salis-Zizers unternahm 1814 einen konservativen Putsch. 1832 führte er Papst Gregor XVI. zwei Schweizer Regimenter zur Behauptung des Kirchenstaates zu. General Johann Ulrich von Salis-Soglio war 1847 Oberbefehlshaber der Sonderbundstruppen, während Johann Gaudenz Dietegen von Salis-Seewis als Kommandant einer radikaldemokratischen Miliz an der Märzrevolution von 1848 teilnahm. Meta von Salis-Marschlins (1855–1929) kämpfte als Frauenrechtlerin für das Frauenstimmrecht in der Schweiz.

## Linien und Zweige
Auf den Stammvater Rodolfo (Rudolf, um 1230–1300), der in Soglio lebte, folgten ein Johannes (um 1260–1310) und ein Gubertus (um 1280–1330), vermutlich seine Söhne. Von ihnen stammen die beiden Hauptlinien ab. Die Johannes-Linie blieb im Bergell und Oberengadin (Celerina, Zernez, Samaden) und stellte auch Amtmänner im Veltlin. 1832 ist sie mit dem Zweig Sils im Domleschg (Burg Campell) erloschen.
Die Gubertus-Linie blieb zunächst ebenfalls im Bergell (Soglio) und Veltlin (Chiavenna); ein Gubert Magnus (um 1450–1490) hatte die Söhne Andreas (1492–1547) und Rudolf (1485–1515). Andreas wurde zum Stammvater der Linie Soglio, die sich in verschiedene, teils noch blühende Zweige in Graubünden, Österreich, Deutschland und England aufteilte und unter anderen die Zweige Rietberg (auch in Chur) und Maienfeld (auch in Malans und Holland) ausbildete. Rudolf wurde mailändischer Hauptmann; das inzwischen gestiegene Prestige der Familie wird durch seine Ehe mit Gräfin Maria von Sax-Misox deutlich; auf Rudolfs beide Söhne gehen die Linien Grüsch und Seewis zurück; von den Salis-Grüsch stammt der Zweig in Marschlins ab, den Ulysses von Salis begründete und der 1929 erlosch. Von der noch blühenden Linie Salis-Seewis, die mit Johann Gaudenz (1708–1777) in den Reichsgrafenstand aufstieg, hatte sich um 1700 ein jüngerer Zweig Grüsch abgespalten, der ebenfalls noch blüht.
1582, 1588, 1632 und 1766 erlangten die Angehörigen der Zweiglinien Grüsch, Marschlins, Maienfeld, Seewis und Soglio aus der Gubertus-Linie den Reichsfreiherrenstand bzw. 1694, 1748 die Reichsgrafen- und 1777 die französische Grafenwürde (und 1915 die österreichische Anerkennung); 1815 erhielt ein Zweig den Jonkheer- und 1822 den Baronstitel in den Niederlanden sowie preussische Bestätigungen zumeist mit den Linienbezeichnungen als Beinamen. Aus der Johannes-Linie erhielten 1913 die Salis-Samaden eine österreichische Freiherren-Anerkennung.

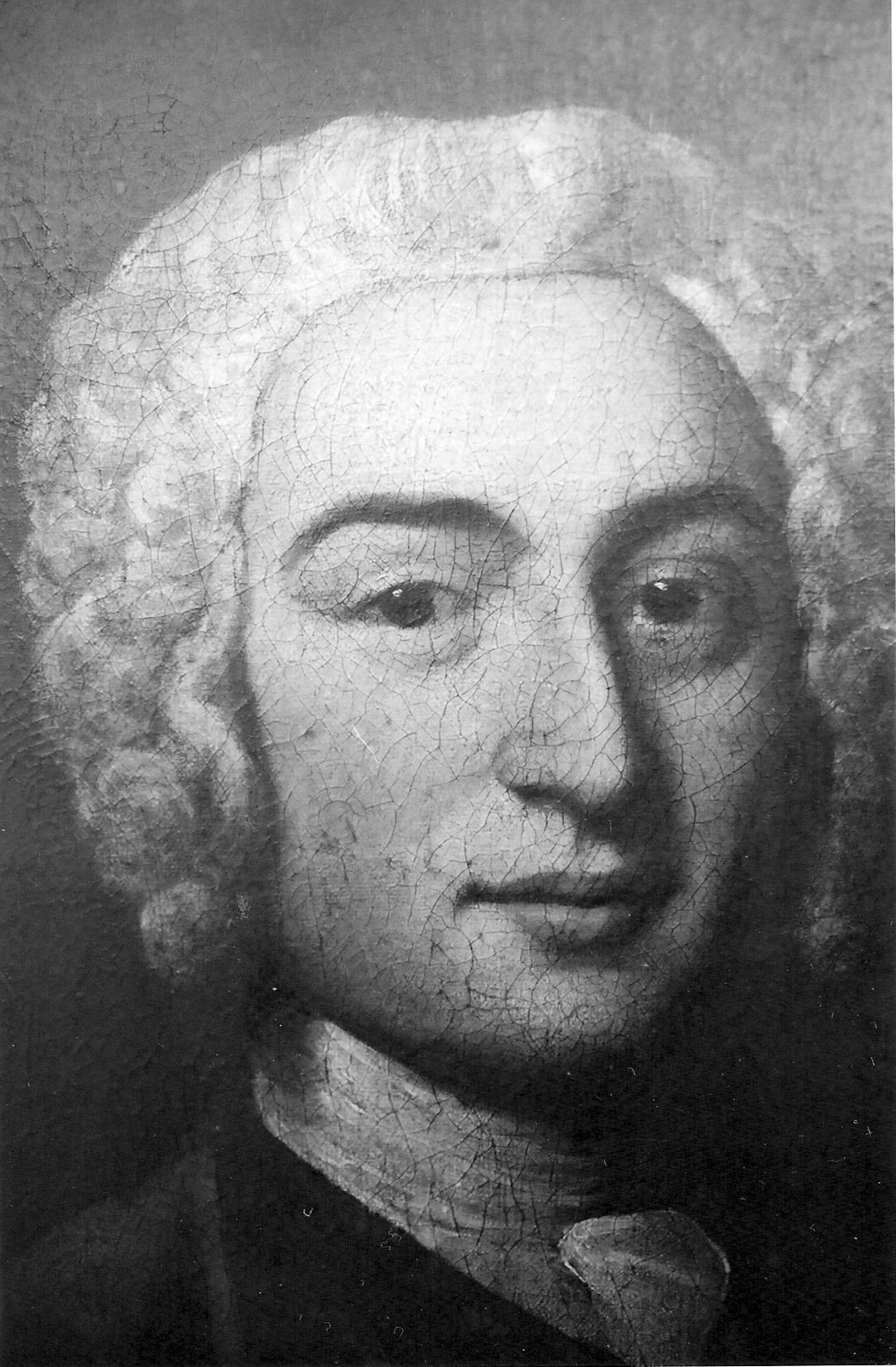
Hieronymus (Jerome) Graf von Salis-Soglio (1709–1794), Begründer des britischen Familienzweiges

Der englische Zweig der Linie Soglio geht auf Oberst Peter Graf von Salis-Soglio (1675–1749) zurück, der das Alte Gebäu in Chur erbaut hat und 1748 von Kaiser Franz I. zum Reichsgrafen erhoben wurde. Er schickte seinen Sohn Hieronymus (1709–1794) nach London, wo dieser Lady Mary Fane heiratete, eine Tochter von Charles Fane, 1. Viscount Fane, einem englisch-irischen Grossgrundbesitzer aus dem Hause der Earls of Westmorland. 1743 wurde er in Grossbritannien eingebürgert und von König Georg II. von 1743 bis 1750 als britischer Gesandter bei den Drei Bünden nach Chur zurückgeschickt. Er liess ab 1766 den barocken Palazzo Salis in Bondo erbauen, einem der Ursprungsorte der Familie im Bergell, der Soglio auf der anderen Talseite gegenüberliegt. Der Palazzo befindet sich bis heute im Besitz der englischen Salis-Linie, die auch die Schweizerische Staatsangehörigkeit besitzt. Sein Sohn Peter Count de Salis (1738–1807) pendelte zwischen England und den Bünden, wo er 1771–1773 und 1781–1783 als Generalkapitän des Veltlin amtierte. Dessen Nachfahren erhielten 1809 von Georg III. das Recht, den ihnen 1748 verliehenen reichsgräflichen Titel auch in Grossbritannien zu führen. Teilweise traten sie zur Church of England über, doch kehrten einige später zum Katholizismus zurück. Sie stellten eine Reihe von britischen Politikern, Diplomaten, hohen Offizieren und Klerikern. Peters Sohn Johann Count de Salis-Soglio-Bondo (1776–1855), Grundbesitzer in England und im Bergell, war 1817 Präsident des Gotteshausbundes und später Minister im Herzogtum Modena. John de Salis, 9th Count de Salis-Soglio (1947–2014), diente als Offizier in der britischen wie auch in der Schweizer Armee und war 1995–2000 Präsident der Helvetischen Assoziation des Souveränen Malteserritterordens sowie Mitglied der britischen Assoziation; er wirkte auch als Botschafter des Ordens sowie des Internationalen Komitees vom Roten Kreuz. Die Linie besass verschiedene Landgüter in England und Irland; heutiger Sitz ist neben dem Palazzo in Bondo Yarlington House, Somerset.
Einen jüngeren deutschen Zweig begründete Johann Anton von Salis-Soglio, als er im Befreiungskrieg 1815 als Hauptmann in österreichischen Diensten ins Rheinland kam und dort die letzte Nachfahrin der Familie Schenk von Schmittburg heiratete, die das Schloss Gemünden im Hunsrück erbte. 1827 wurde er als Freiherr von Salis-Soglio in die preußischen Adelsmatrikel eingetragen. Der Name existiert infolge von Adoption eines Freiherrn von Boeselager bis heute bei der in Gemünden ansässigen Linie. (Adelsrechtliche Nichtbeanstandung der Adoption Boeselager/Salis durch Beschluss des Deutschen Adelsrechtsausschusses von 1956, mit einem gemehrten Wappen.)

## Besitzungen

### Soglio
Am Stammort der Familie in Soglio im Bergell befanden sich im Mittelalter mehrere Wohntürme, die in der Barockzeit teilweise um- und ausgebaut wurden, ferner errichteten Familienmitglieder einige neuzeitliche Palais:

- Cas' Alta (Hohes Haus)[11], unter Verwendung eines mittelalterlichen Wohnturms errichtet 1524 und ausgebaut 1680 durch Landeshauptmann Anton v. Salis. Im getäferten Wohnzimmer gemauerter Turmofen (17. Jh.)
- Casa Battista (seit 1876 Hotel Palazzo Salis)[12][13][14], 1630 für Battista v. Salis unmittelbar neben der Cas' Alta erbaut, über den Mauern eines mittelalterlichen Vorgängerbaus. Zur heutigen Grösse erweitert 1701 für Baptist v. Salis, Neugestaltung der Platzfassade und Innenausstattung 1789 für Friedrich v. Salis. Gewölbte Eingangshalle, toskanisches Treppenhaus, in den oberen Stockwerken zweigeschossige Halle mit Balustergalerie. Stuck, Ausmalung und Tapeten im Stil Louis XVI., reiche historische Ausstattung. Bis heute im Familienbesitz der Grafen von Salis-Soglio (englische Linie), die auch den Palazzo Salis im benachbarten Bondo besitzt. Zu den Gästen gehörten Giovanni Segantini, Hermann Burger, Rainer Maria Rilke und Alberto Giacometti.
- Casa di Mezzo (Südhaus)[15], 1696 unter Verwendung älteren Bestandes als östliche Hofbegrenzung hinter Cas' Alta und Casa Battista erbaut, Bauherren waren die Brüder Friedrich Anton (Bundespräsident), Rudolf (Landeshauptmann) und Andreas Rudolf (Oberstleutnant) v. Salis. 1843 verkauft, die kostbare Inneneinrichtung zerstreut (die Gobelins kamen nach Schloss Gemünden im Rheinland). Täferzimmer mit Supraportenmalereien. Heute im Besitz der Familie Giovanoli.
- Casa Antonio[16], erbaut 1763–66 für Andreas v. Salis durch den Architekten Pietro Solari. Das viergeschossige, siebenachsige Gebäude (Fassade mit flacher Lisenengliederung) liegt östlich der Casa di Mezzo in gleicher Flucht. Seit 1880 nicht mehr im Besitz derer von Salis; die grosse Bibliothek befindet sich ebenfalls in Gemünden. Die zu den drei Palästen gehörenden Gärten waren früher wegen ihrer seltenen Pflanzen berühmt.
- Stallazzo[17], stattlicher zweieinhalbgeschossiger Bau mit Rustikaportal und Balkongittern in der Mittelachse; als Stallgebäude 1696 zusammen mit der Casa di Mezzo erbaut, an der Mauer sechs stilisierte Marmormasken mit Ringen zum Anbinden der Pferde.
- Casa Gubert[18], am östlichen Dorfrand erbaut 1554–73 für Hauptmann Dietegen v. Salis. Im 1. OG Renaissancetäfer von 1574 und Kassettendecke.

### Bilder von Sitzen der Familie
Die folgenden Herrensitze gehörten (oder gehören bis heute) verschiedenen Linien der Familie:

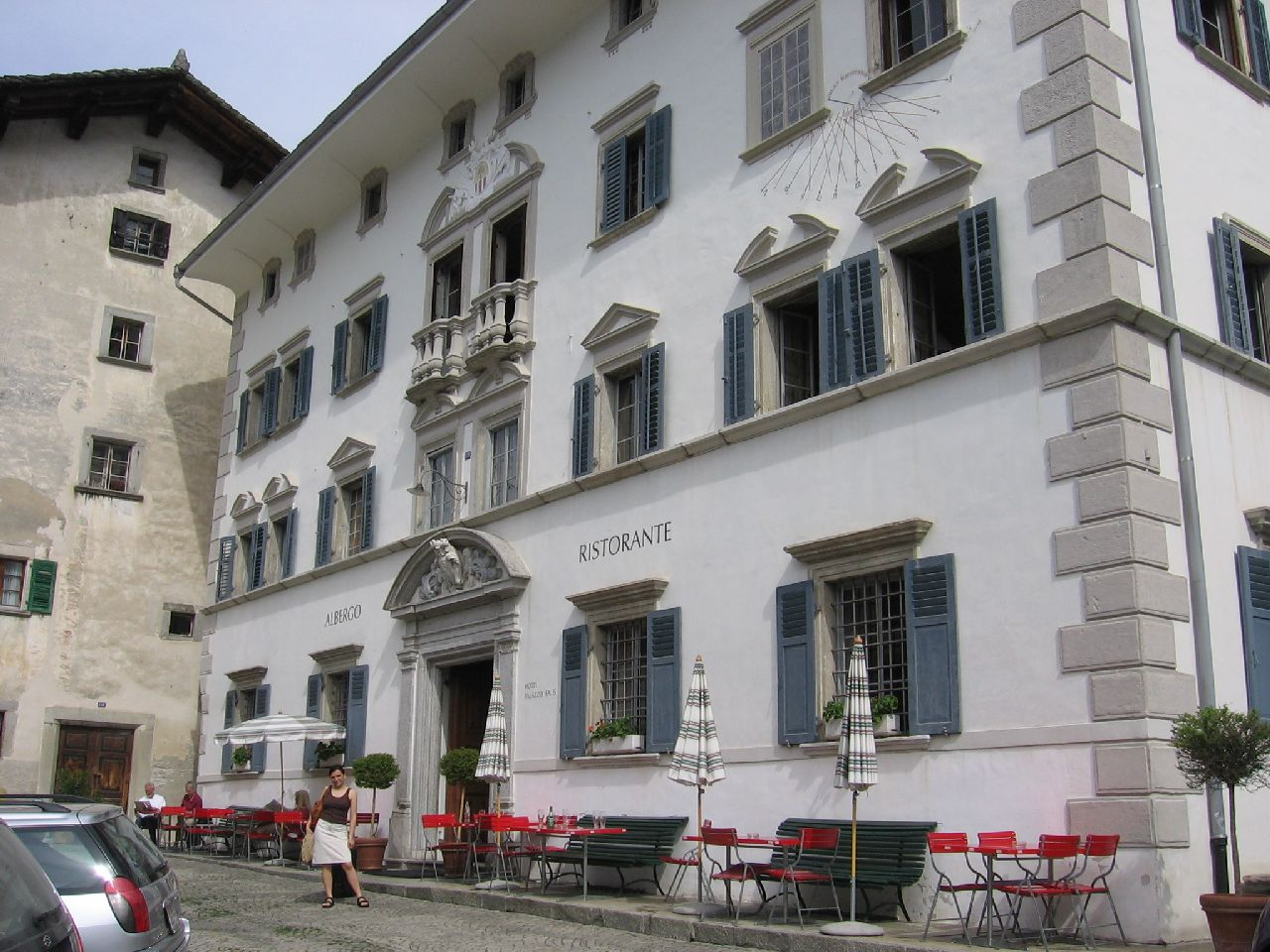
Links Cas' Alta, rechts Casa Battista (Hotel Palazzo Salis) in Soglio, 1630 von Baptista von Salis am Stammort erbaut, bis heute im Besitz der Salis-Soglio
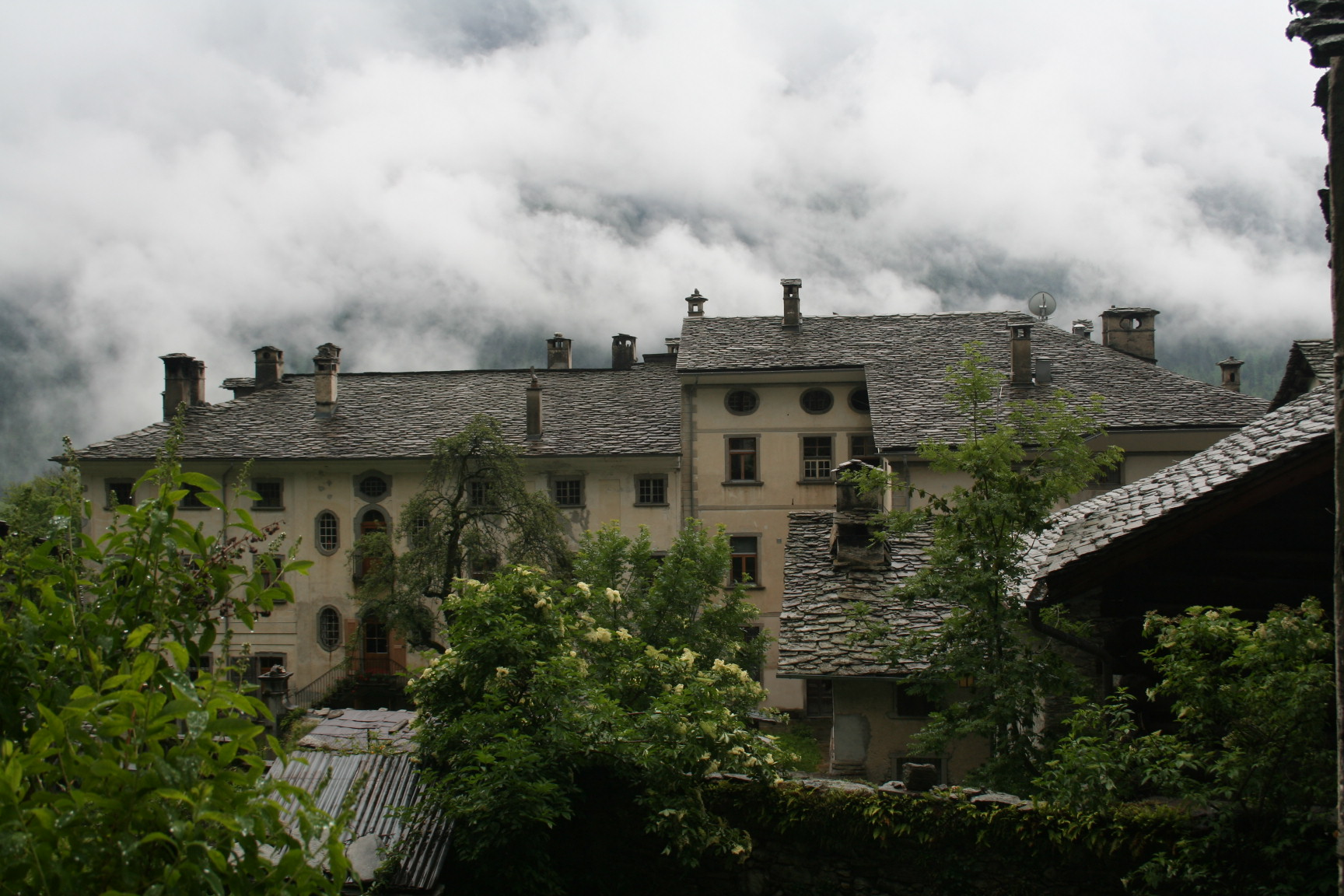
Casa di Mezzo (rechts) und Casa Antonio (links), Soglio
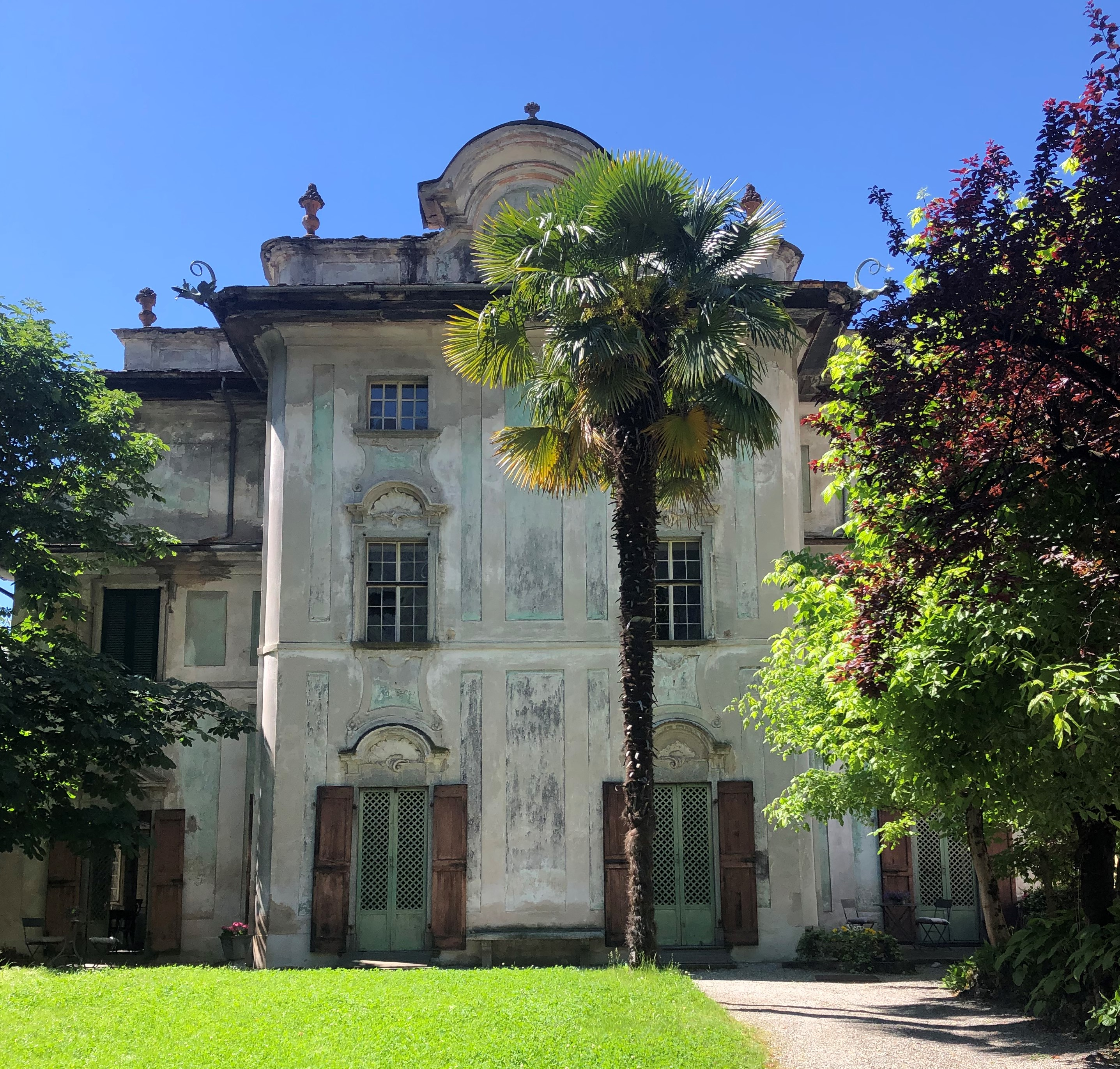
Palazzo Salis, Chiavenna
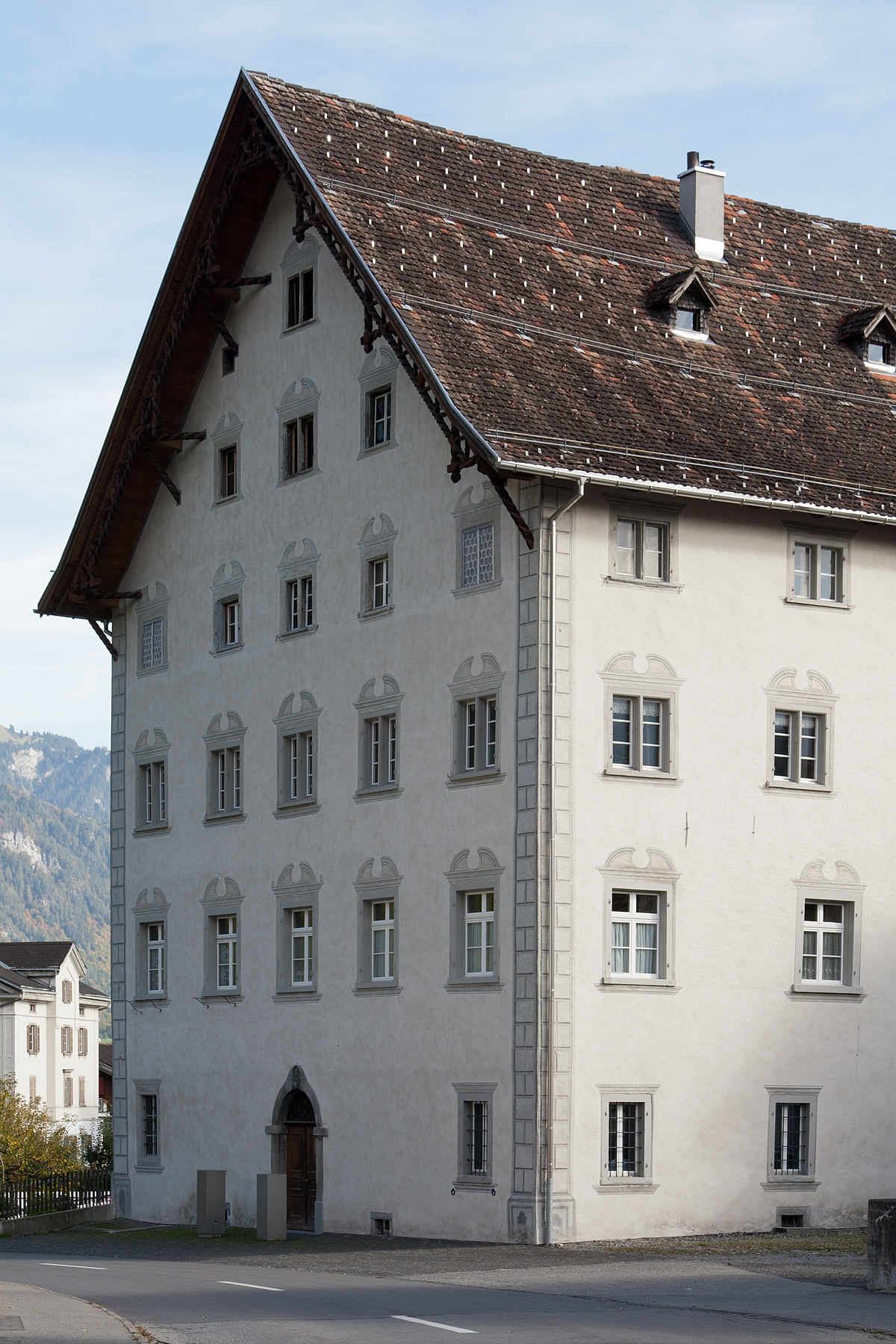
Das Grosshaus in Grüsch, 1590 erbaut von Hercules von Salis-Soglio, einst Sitz der Linie Salis-Grüsch
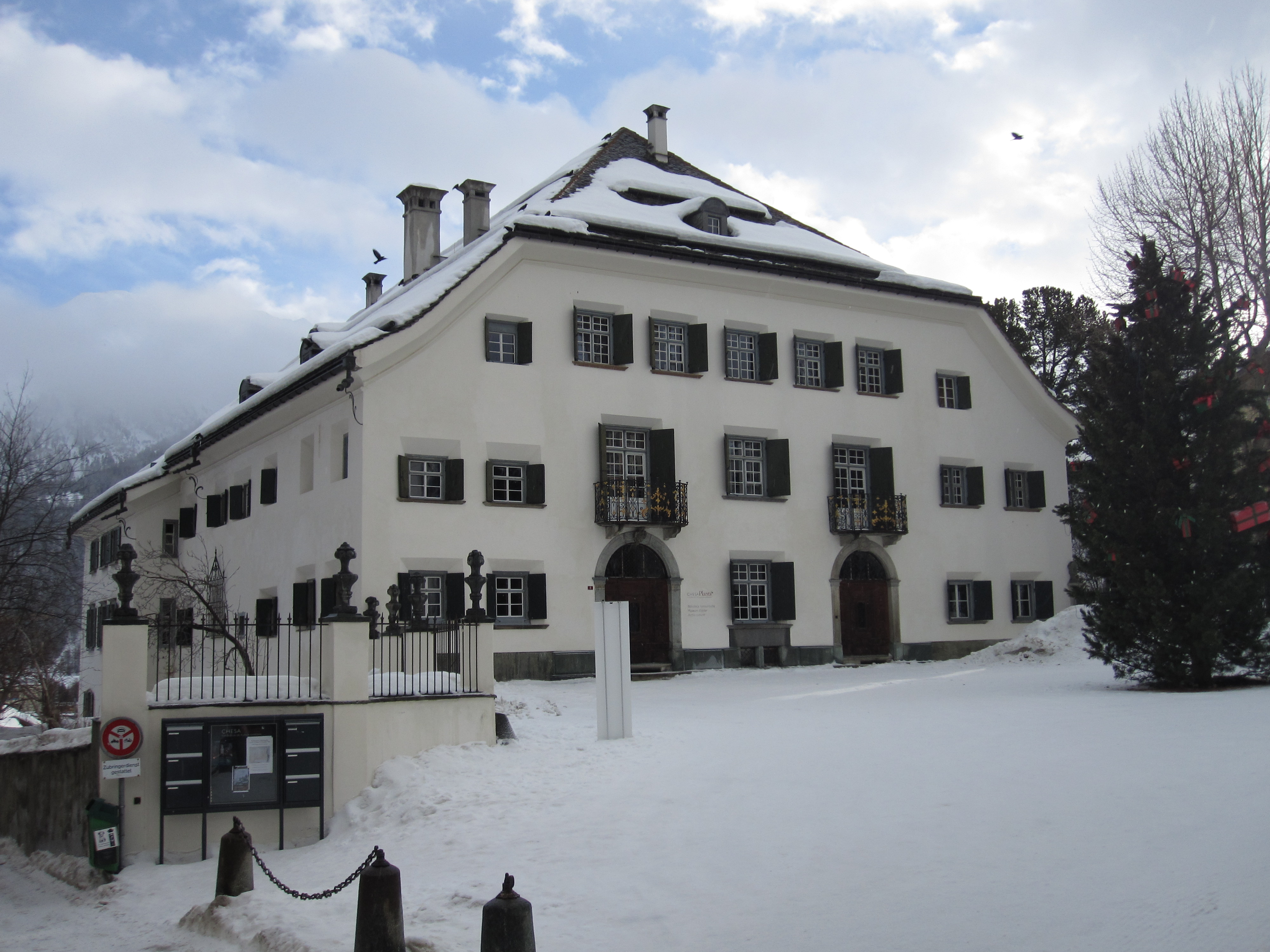
Chesa Planta in Samedan, 1595 von den Salis-Samedan erbaut, seit 1817 im Besitz der von Planta
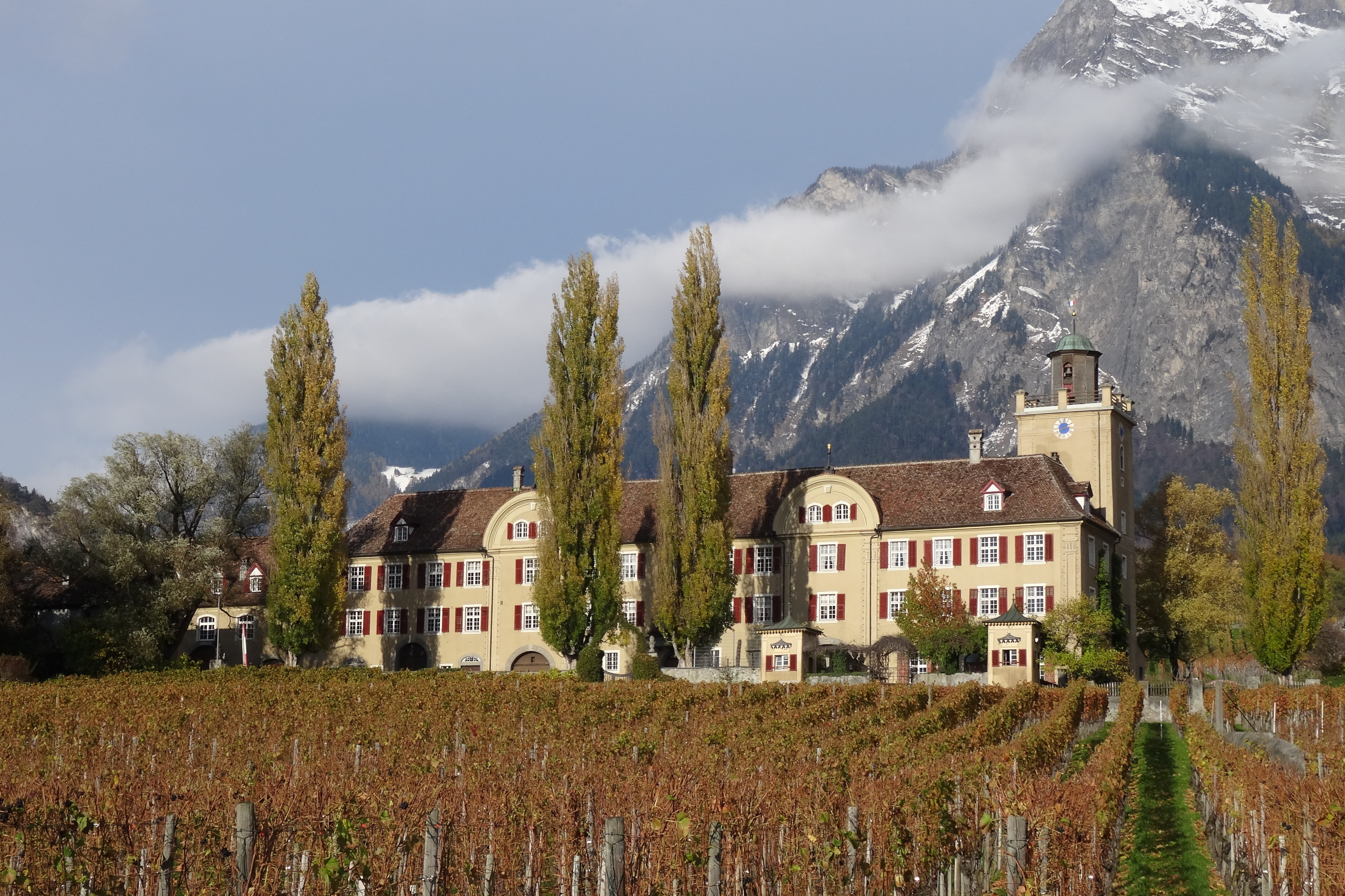
Schloss Salenegg in Maienfeld, 1604 von Vespasian von Salis ausgebaut
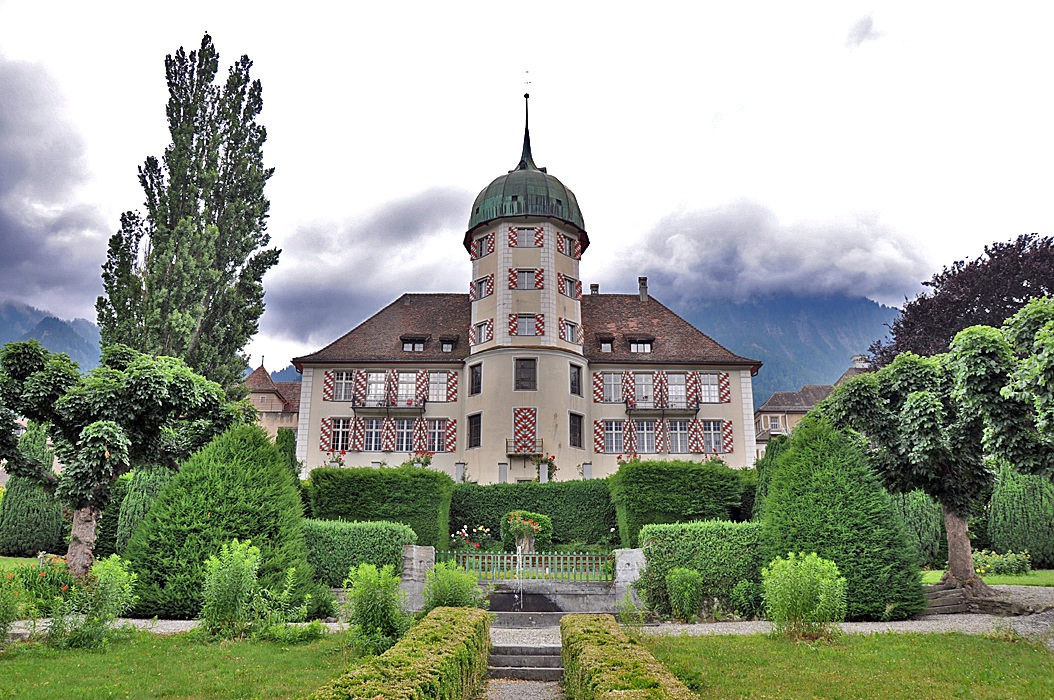
Unteres Schloss Zizers, 1620 bis 1687 von den Salis-Zizers erbaut
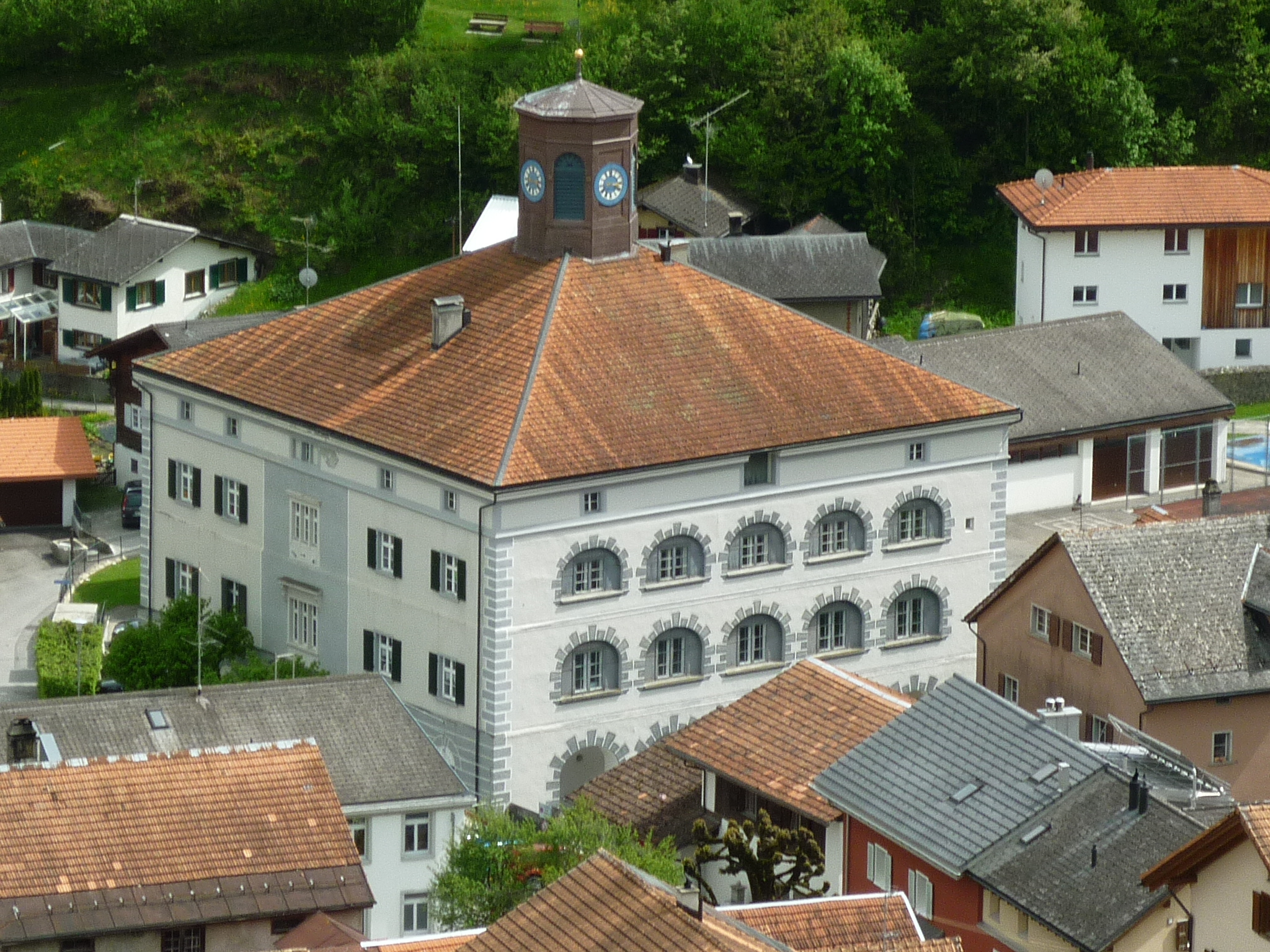
Schloss Seewis im Prättigau, 1630 für Freiherrn Johann Gottfried von Salis-Seewis erbaut
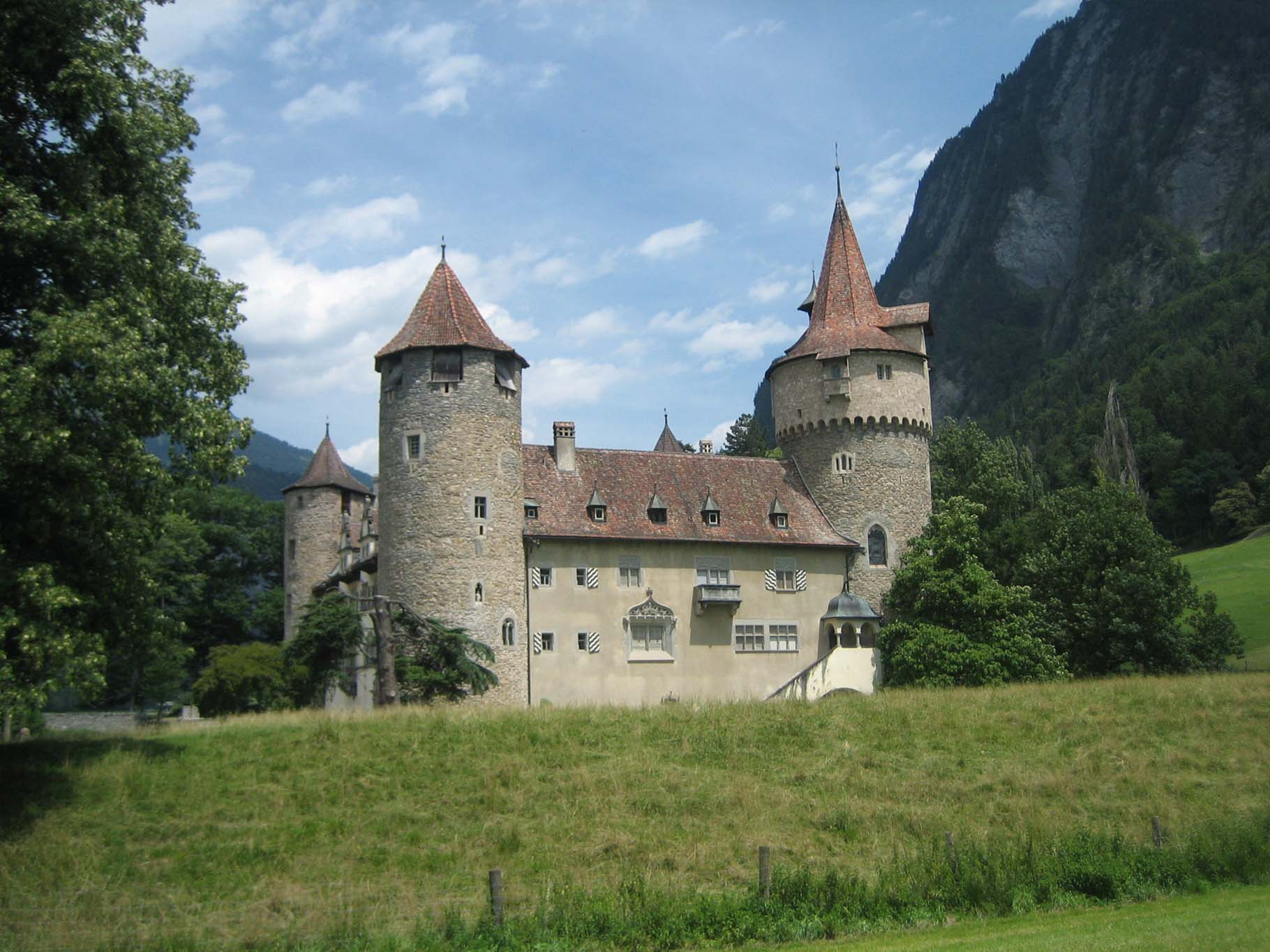
Schloss Marschlins, um 1635 durch Marschall Ulysses von Salis zum Schloss ausgebaut, bis 1934 im Familienbesitz
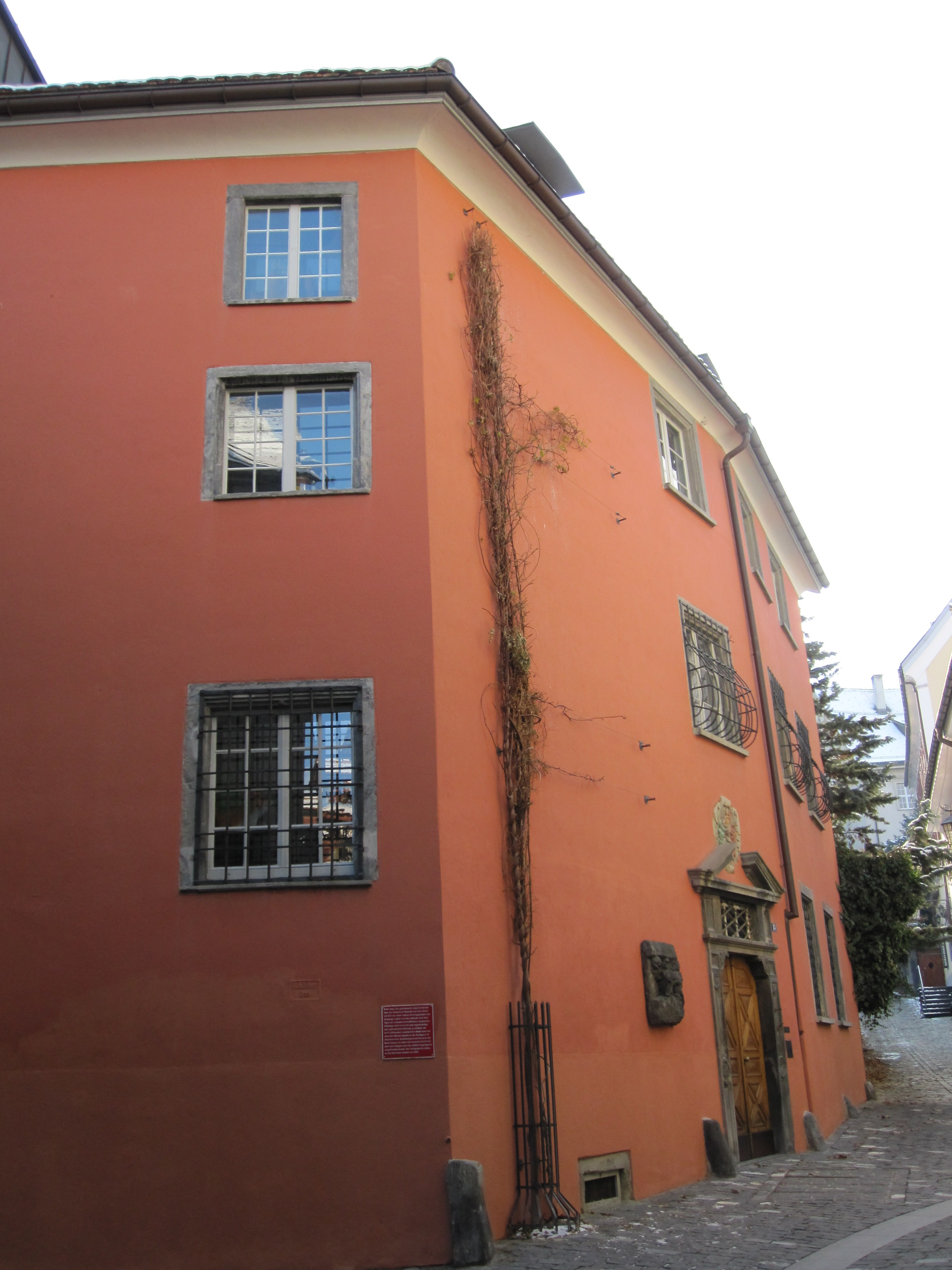
Rotes Haus (Chur), 1637 durch Rudolph von Salis erbaut
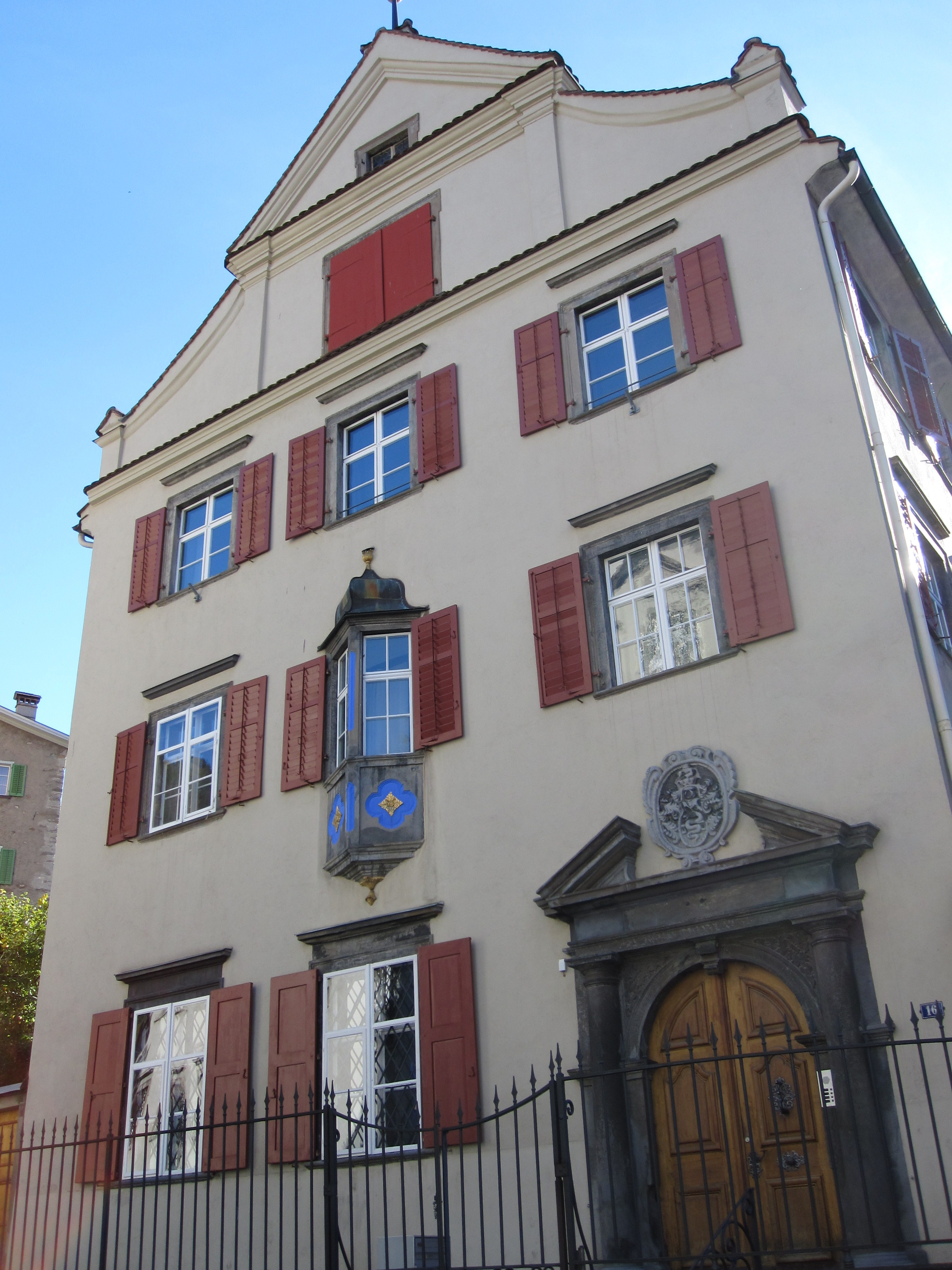
Oberer Spaniöl (Chur), 1645 durch Hauptmann Carl von Salis-Grüsch errichtet
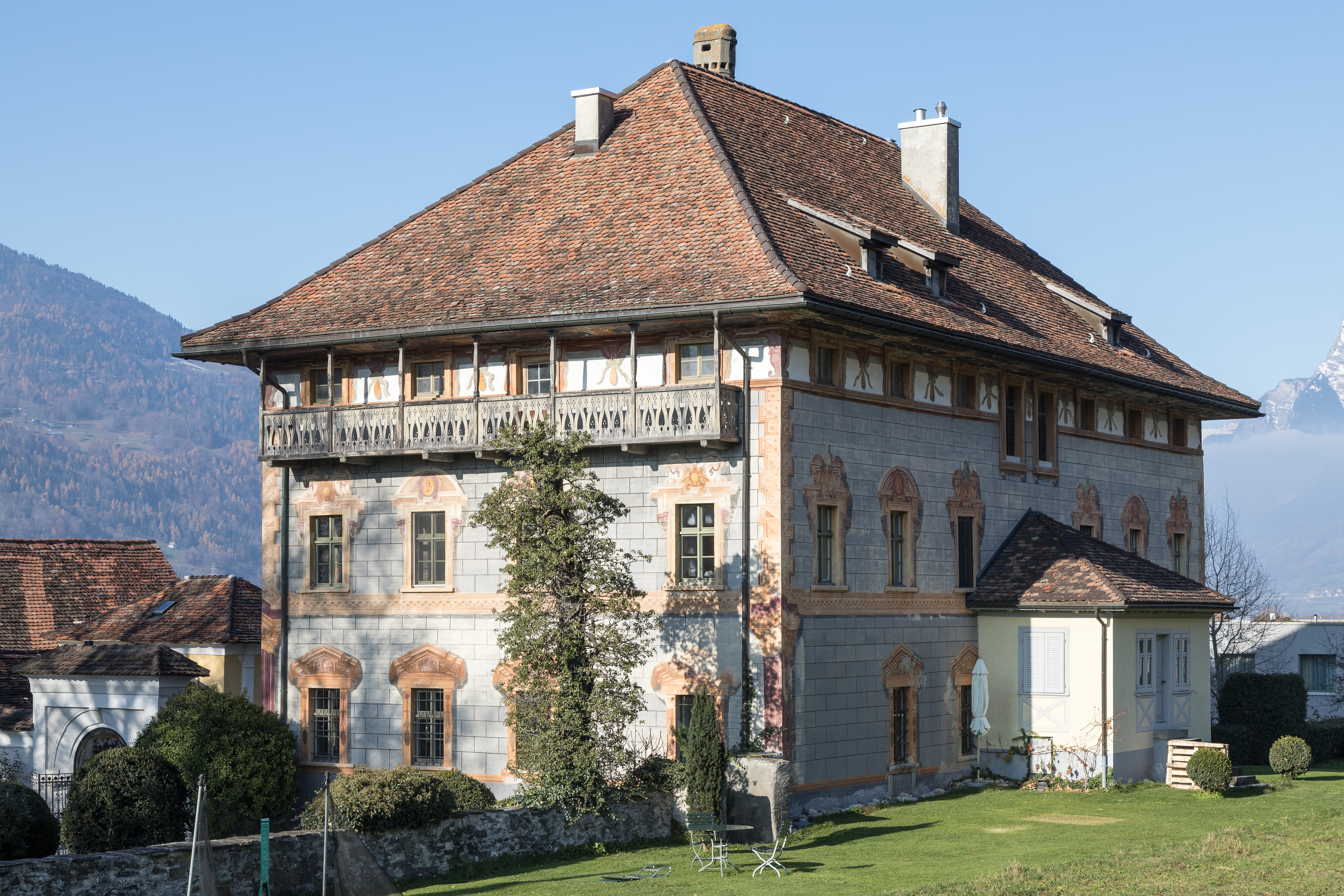
Oberes Schloss Zizers, 1680 durch Simon von Salis erbaut
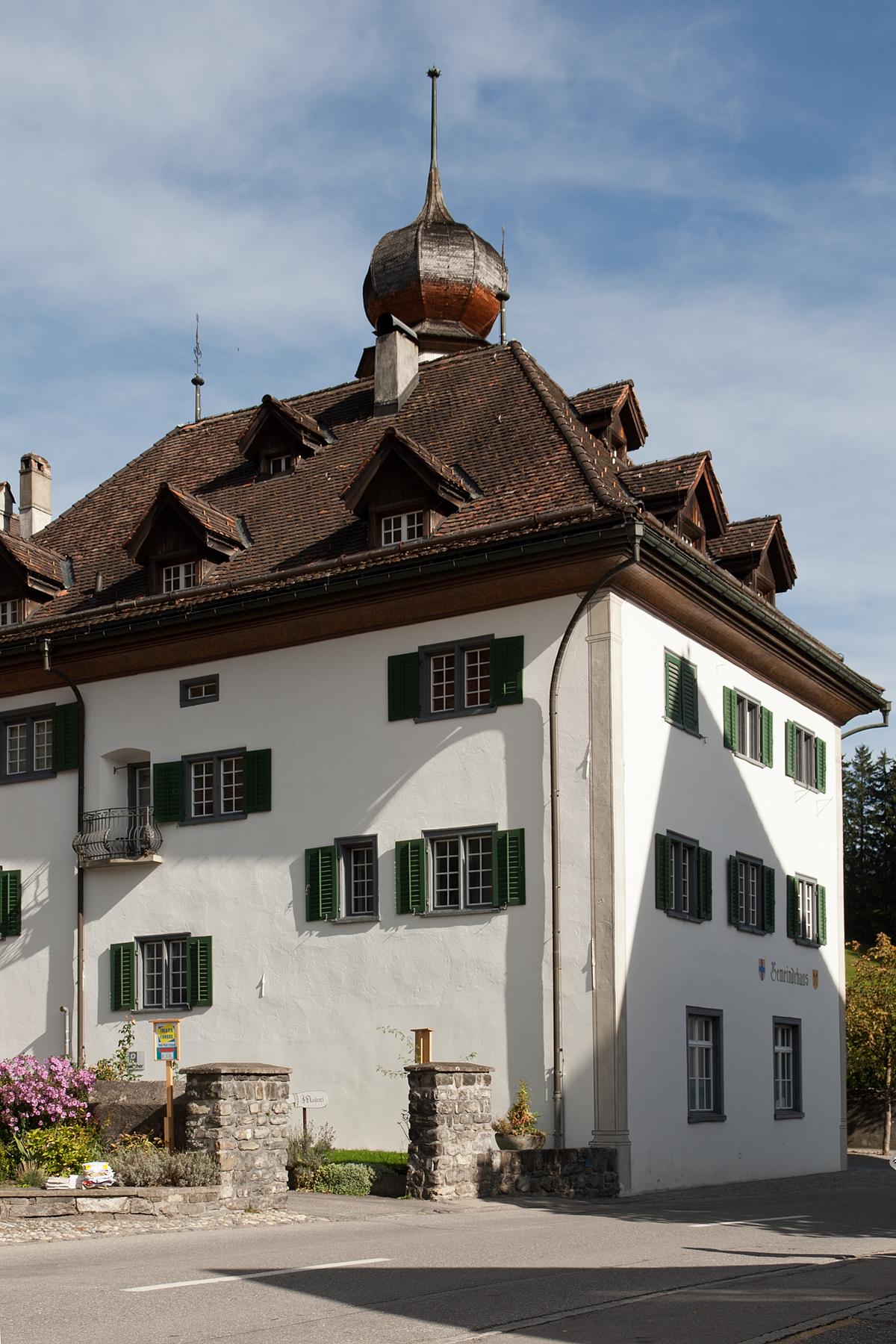
Das Pfruondhus in Grüsch, 1699 als Salishaus erbaut
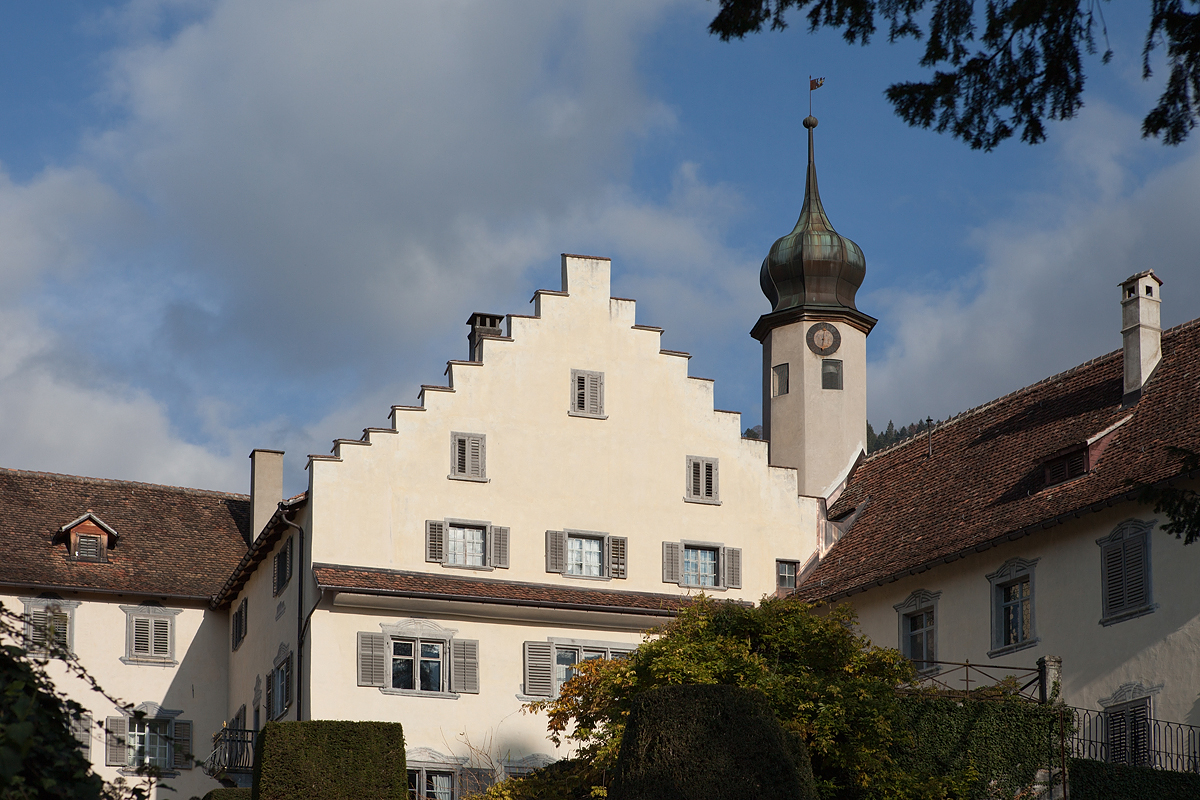
Schloss Bothmar in Malans, von Gubert von Salis-Maienfeld (1664–1736) um 1716 umgebaut, bis heute im Besitz der Grafen Salis-Seewis
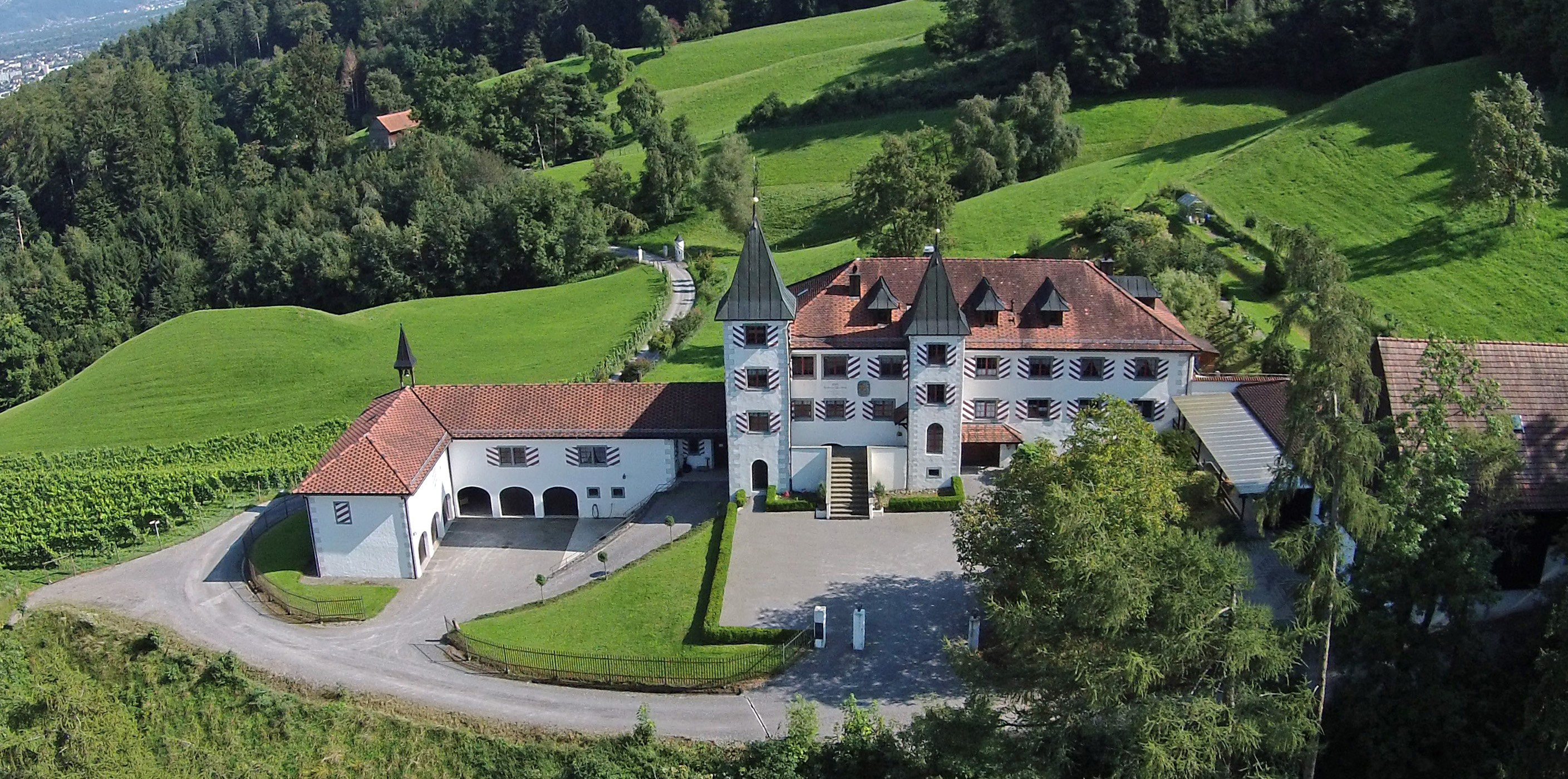
Schloss Weinberg SG, im 18. Jh. im Besitz der Salis-Seewis
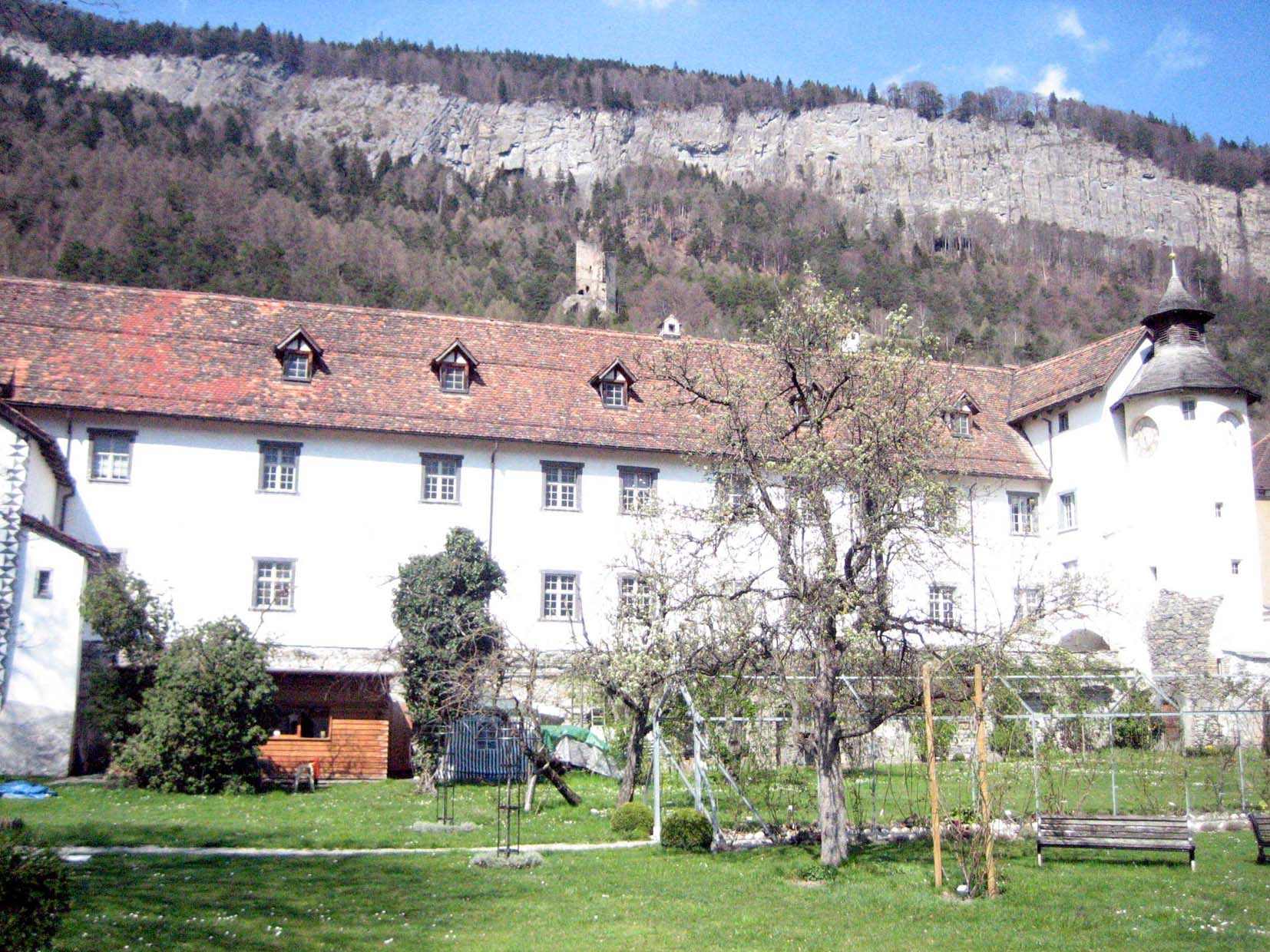
Schloss Haldenstein, 1703 bis 1922 im Familienbesitz
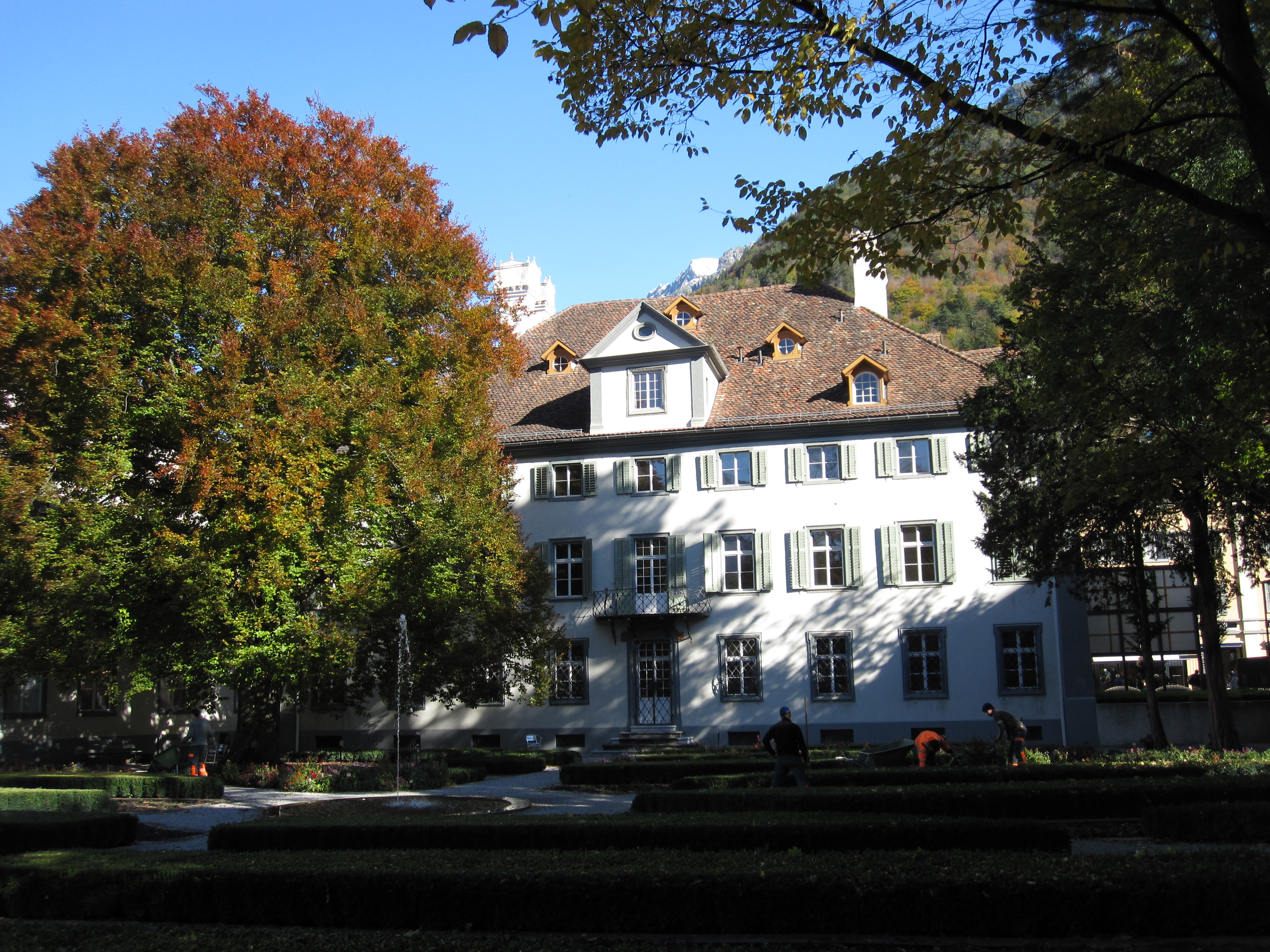
Altes Gebäu (Chur), ab 1727 für Peter von Salis-Soglio erbaut
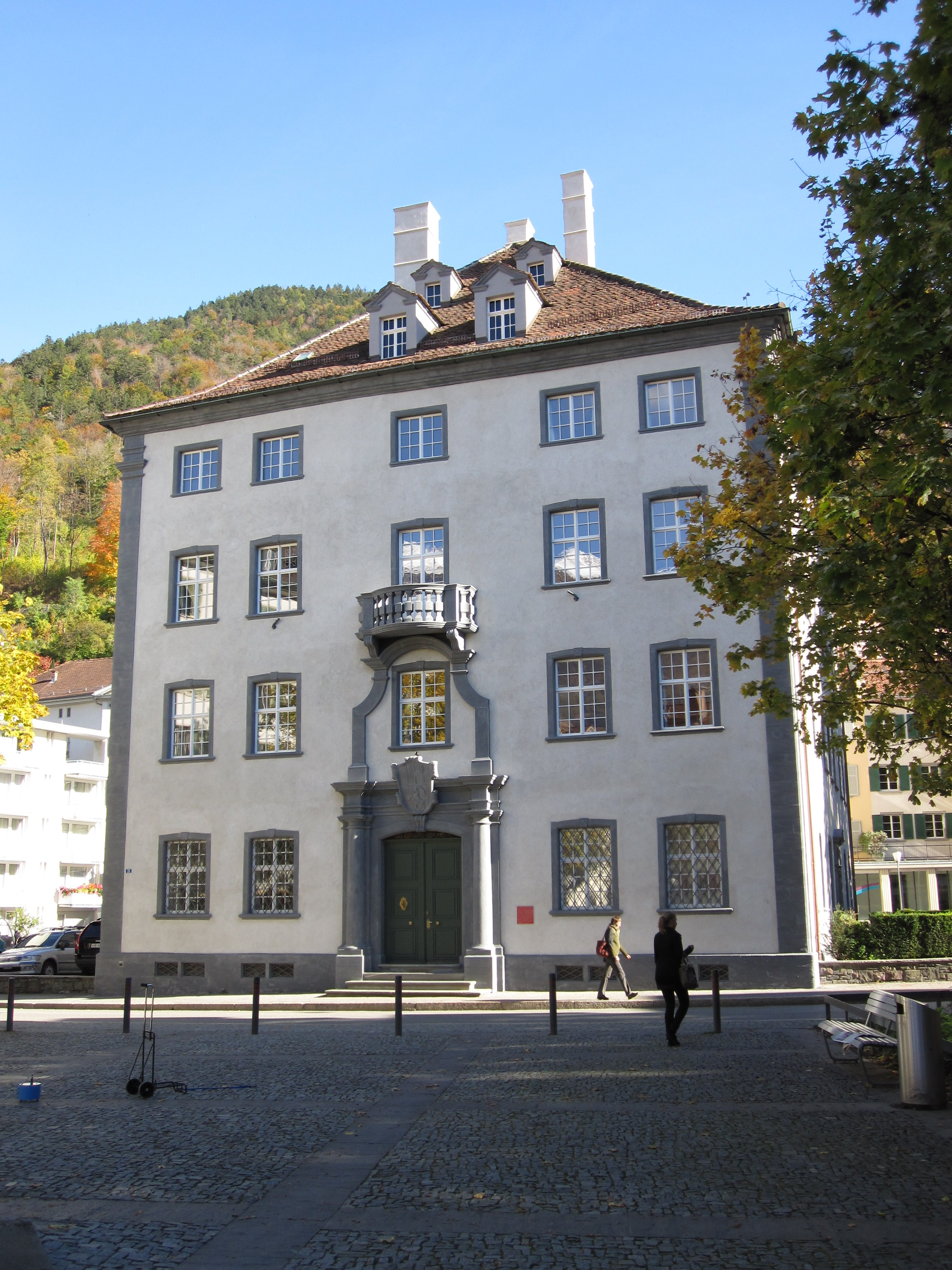
Graues Haus in Chur, 1751 für Andreas von Salis-Soglio erbaut
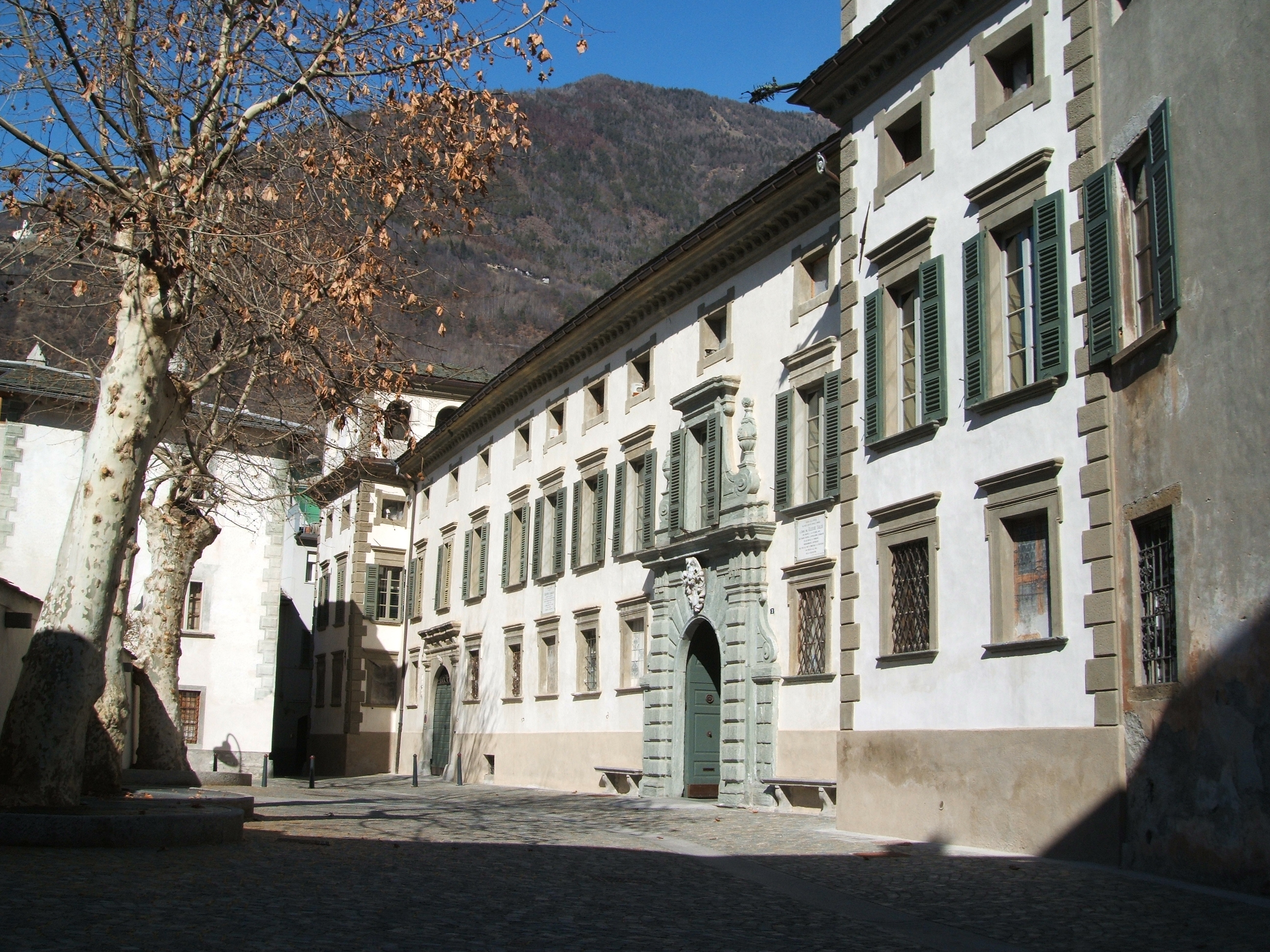
Palazzo Salis in Tirano, bis heute im Besitz der Grafen Sertoli-Salis (Nachfahren der Rita von Salis-Zizers und des Don Francesco Sertoli)
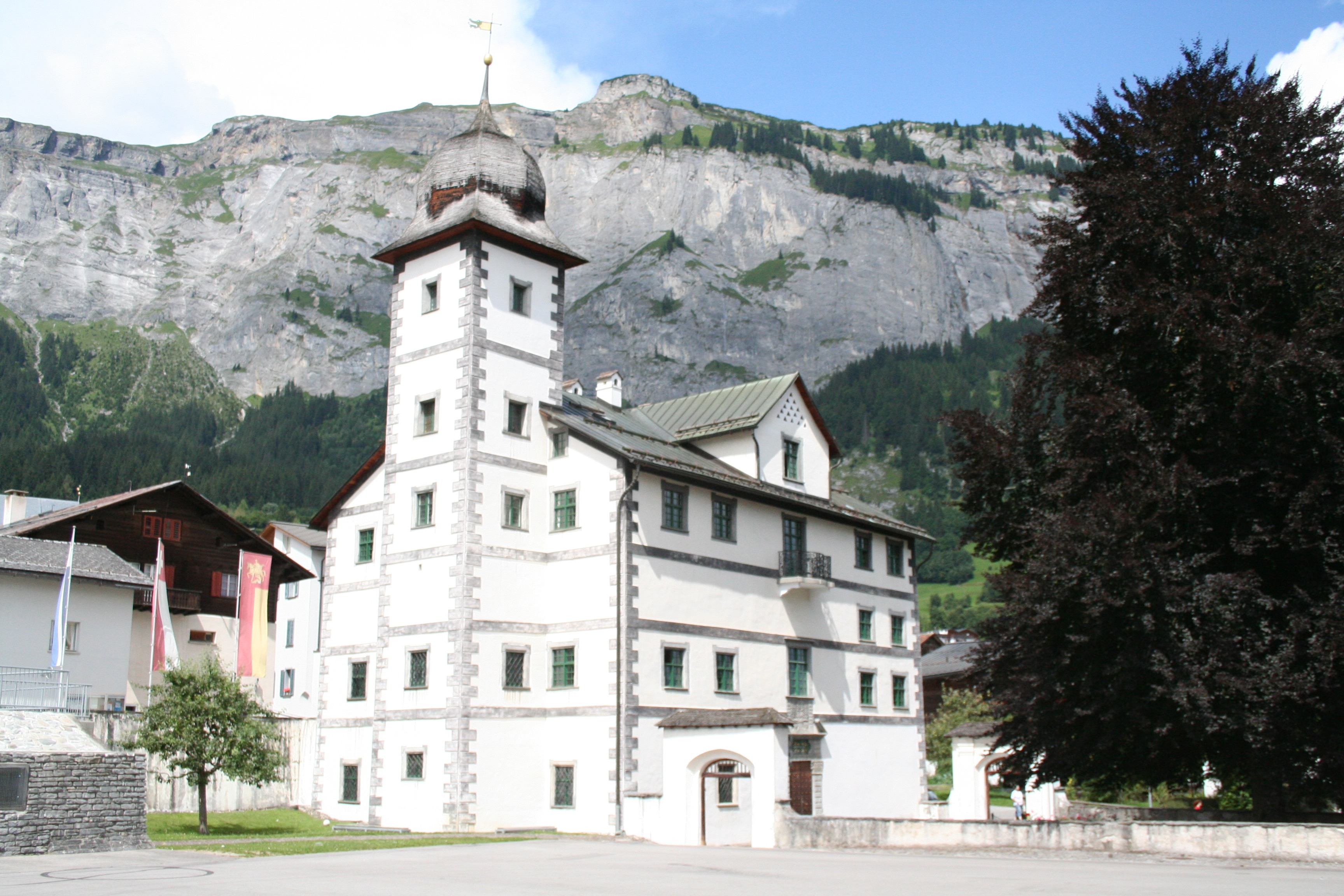
Schlössli Flims, Anfang 18. Jh. bis 1853 im Besitz der Salis-Seewis
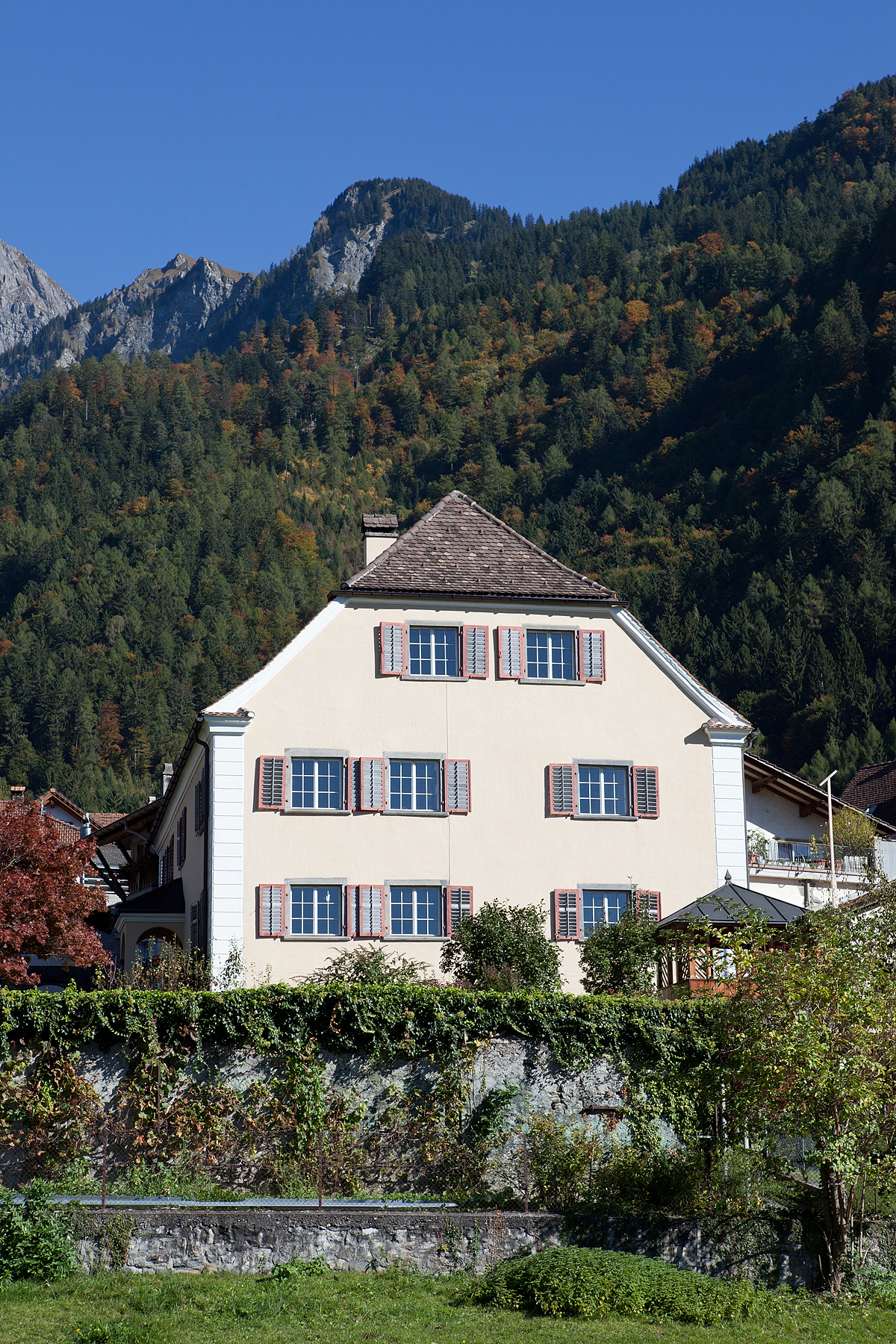
Salishaus in Jenins, 1745 erbaut durch die Salis-Jenins
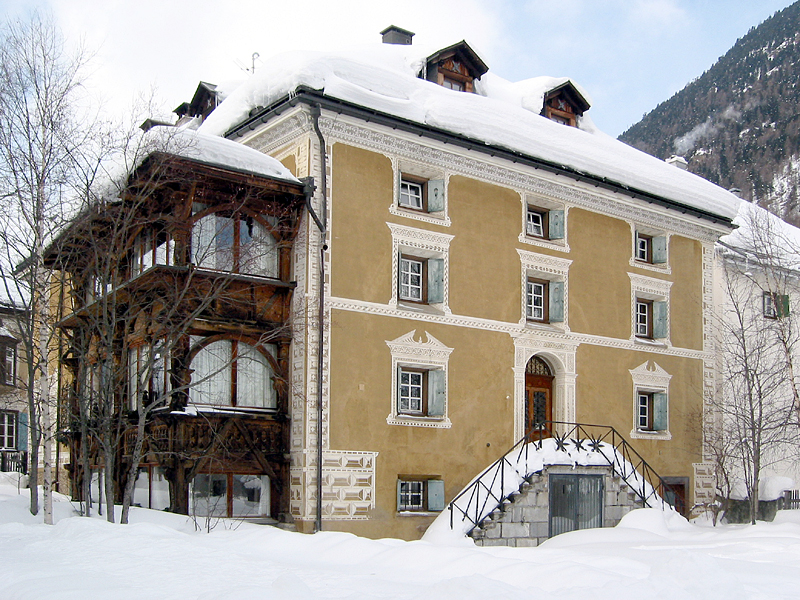
Chesa Salis in Bever, 1590 erbaut, 1877 von Rudolf von Salis-Muralt erworben
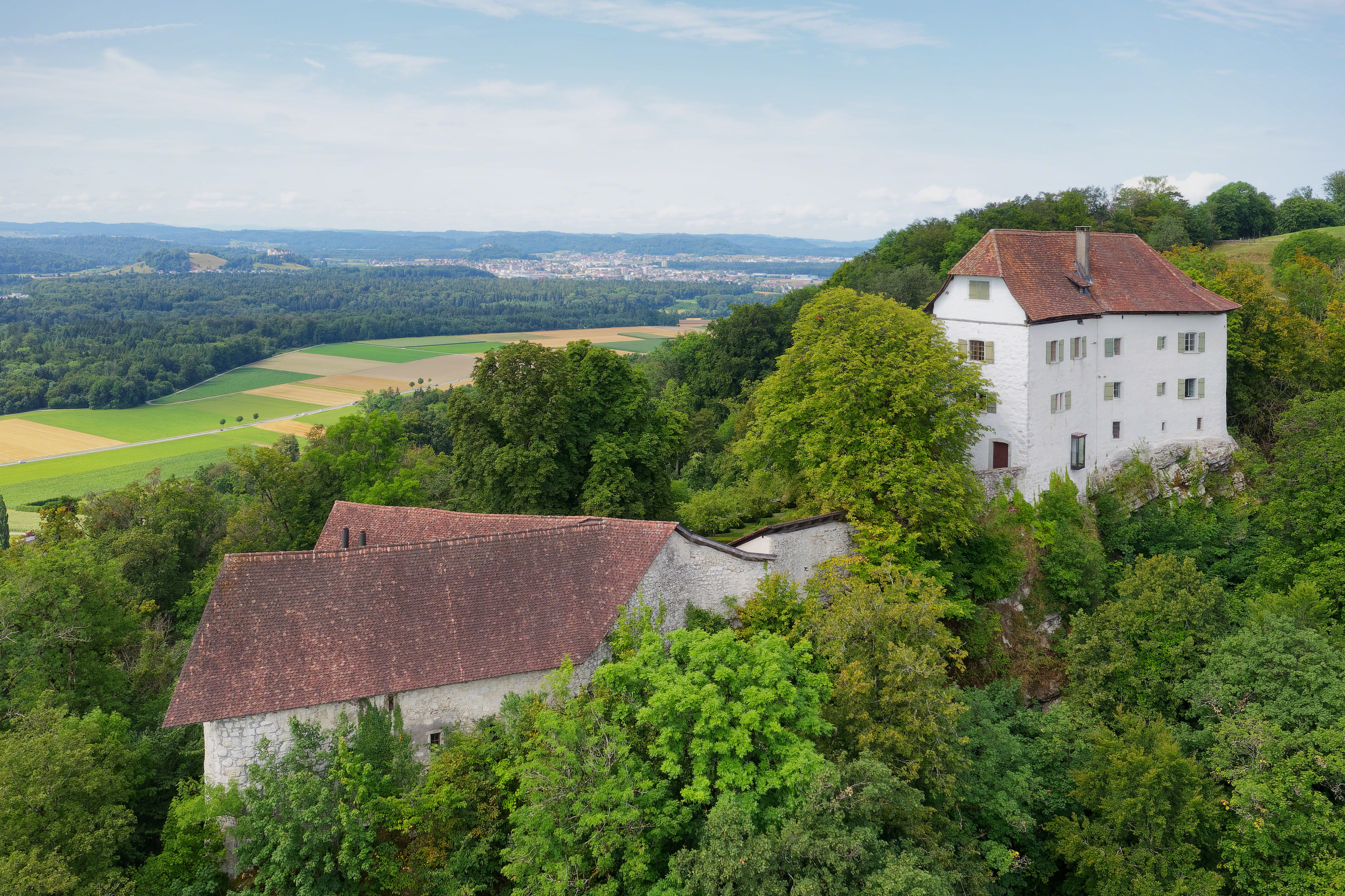
Schloss Brunegg, Aargau, 1945 geerbt von Jean Rudolf von Salis, bis heute im Familienbesitz
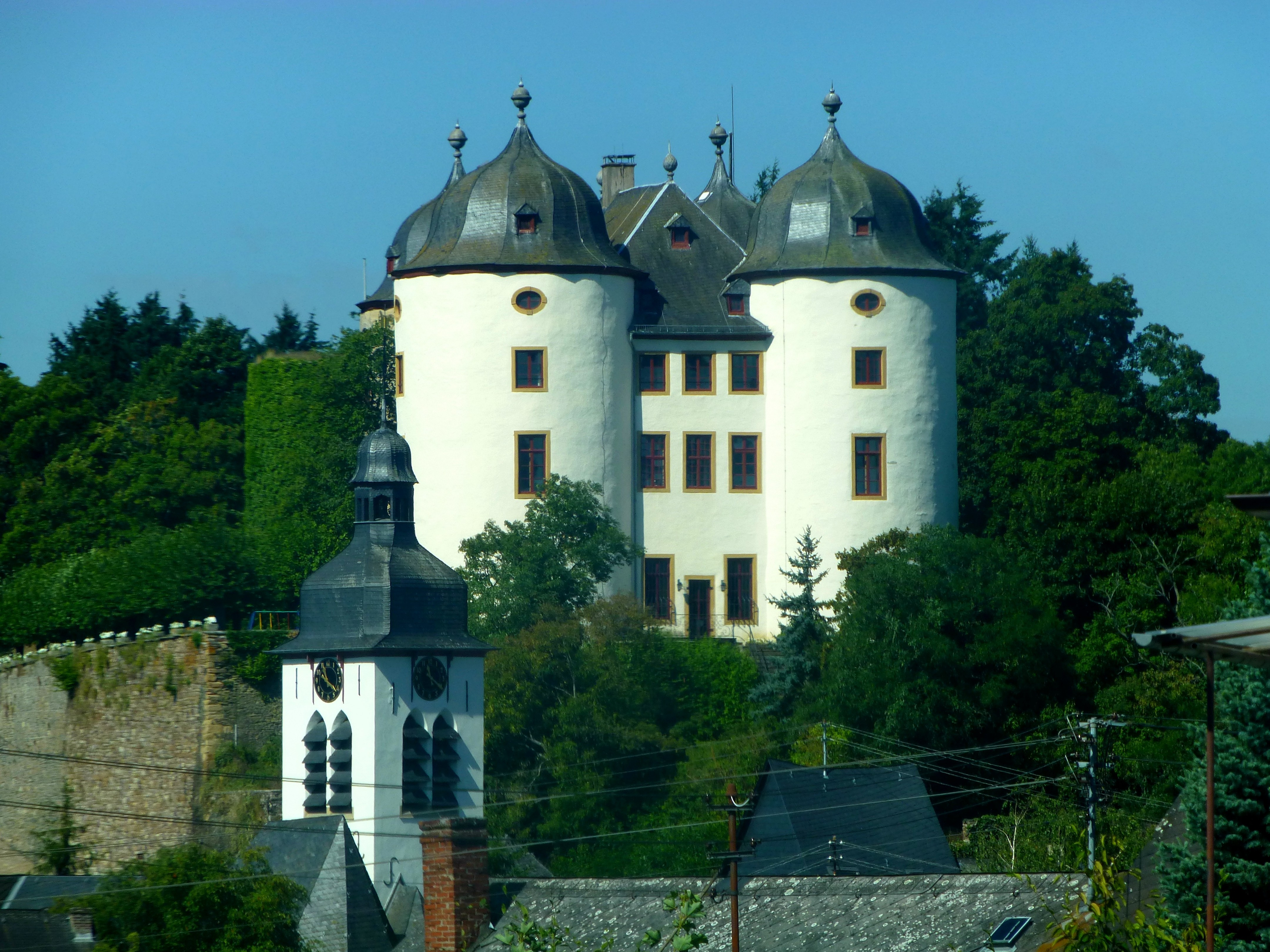
Schloss Gemünden im Hunsrück, seit 1822 bis heute im Besitz der Freiherren von Salis-Soglio
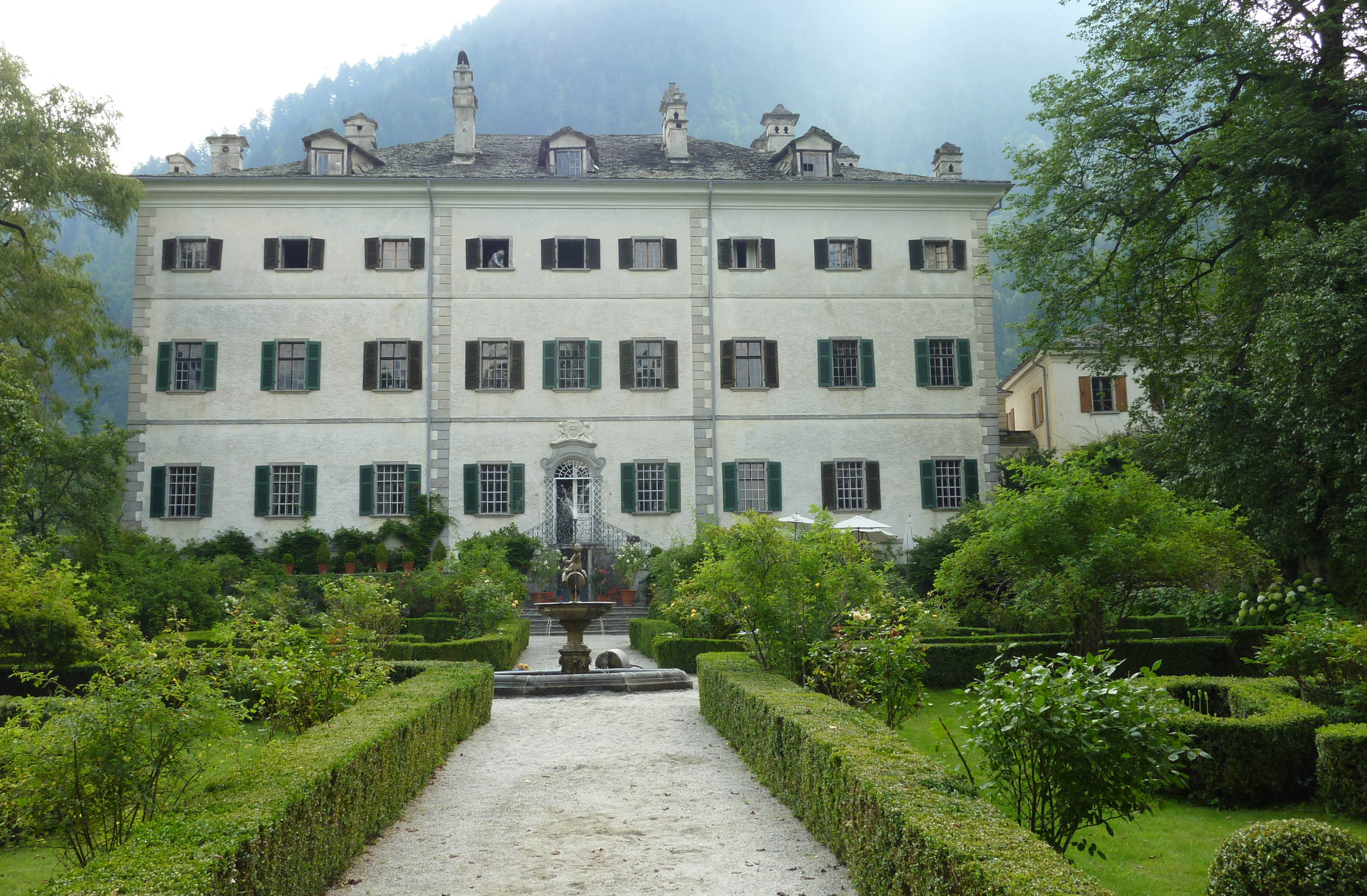
Palazzo Salis in Bondo, erbaut 1766–1776 für den britischen Gesandten bei den Drei Bünden Graf Hieronymus von Salis-Soglio, vermählt mit Lady Mary Fane; bis heute im Besitz der englischen Salis-Linie
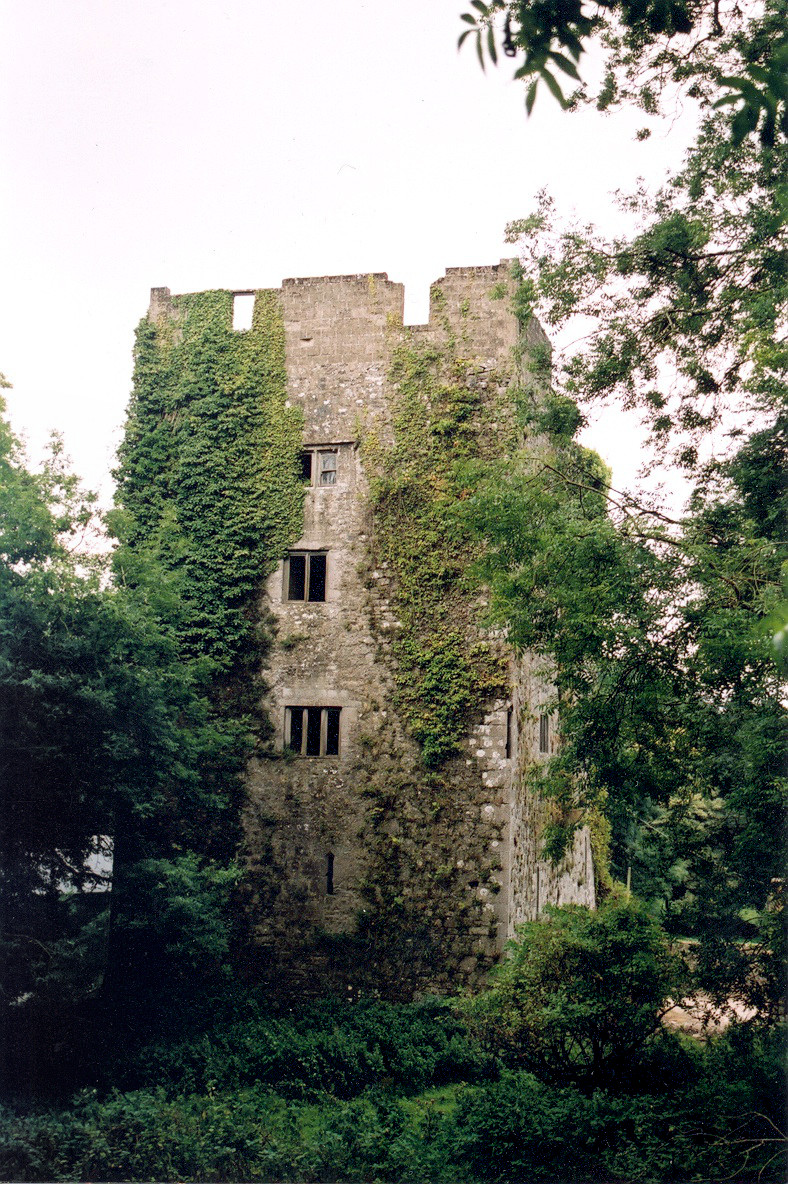
Bourchier Castle, Lough Gur, County Limerick, Irland, 1589 bis ins 20. Jhd. im Familienbesitz Bourchier-Fane-de Salis
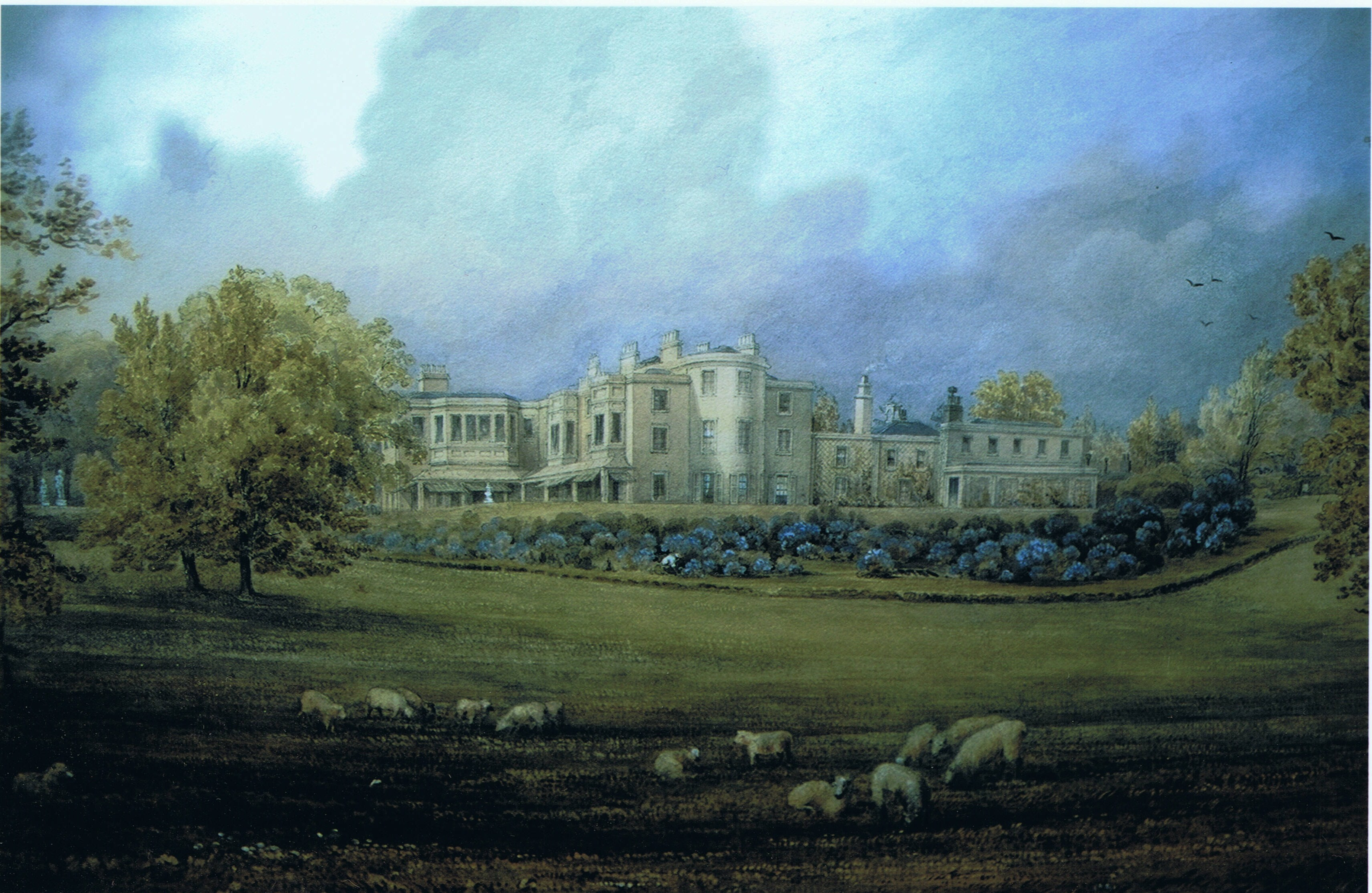
Portnall Park, Virginia Water, Surrey, UK, 1872 bis 1923 im Familienbesitz
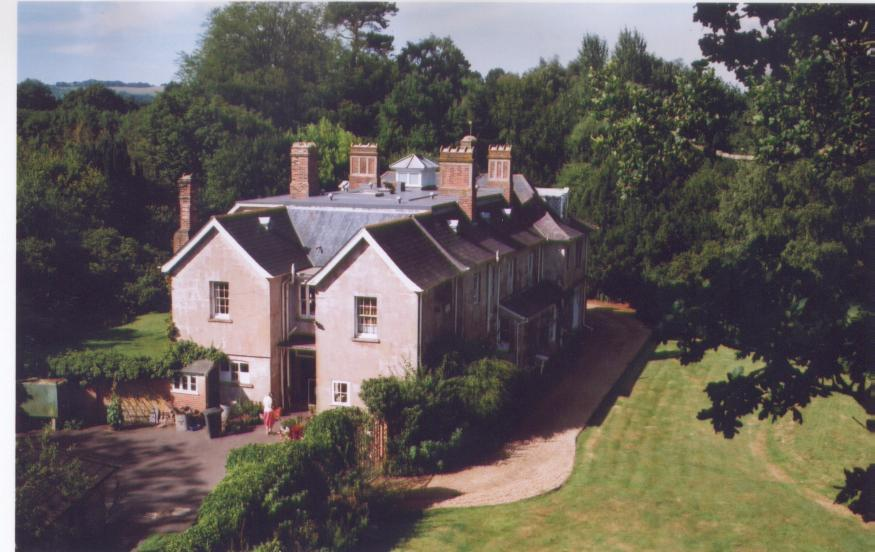
Bourne House, East Woodhay, Hampshire, UK, 1946 bis 2006 im Familienbesitz

Weiter kurzzeitige Besitze: Ansitz Weißenberg, Schloss Paspels und Schloss Ebersberg (Thurgau).

## Wappen

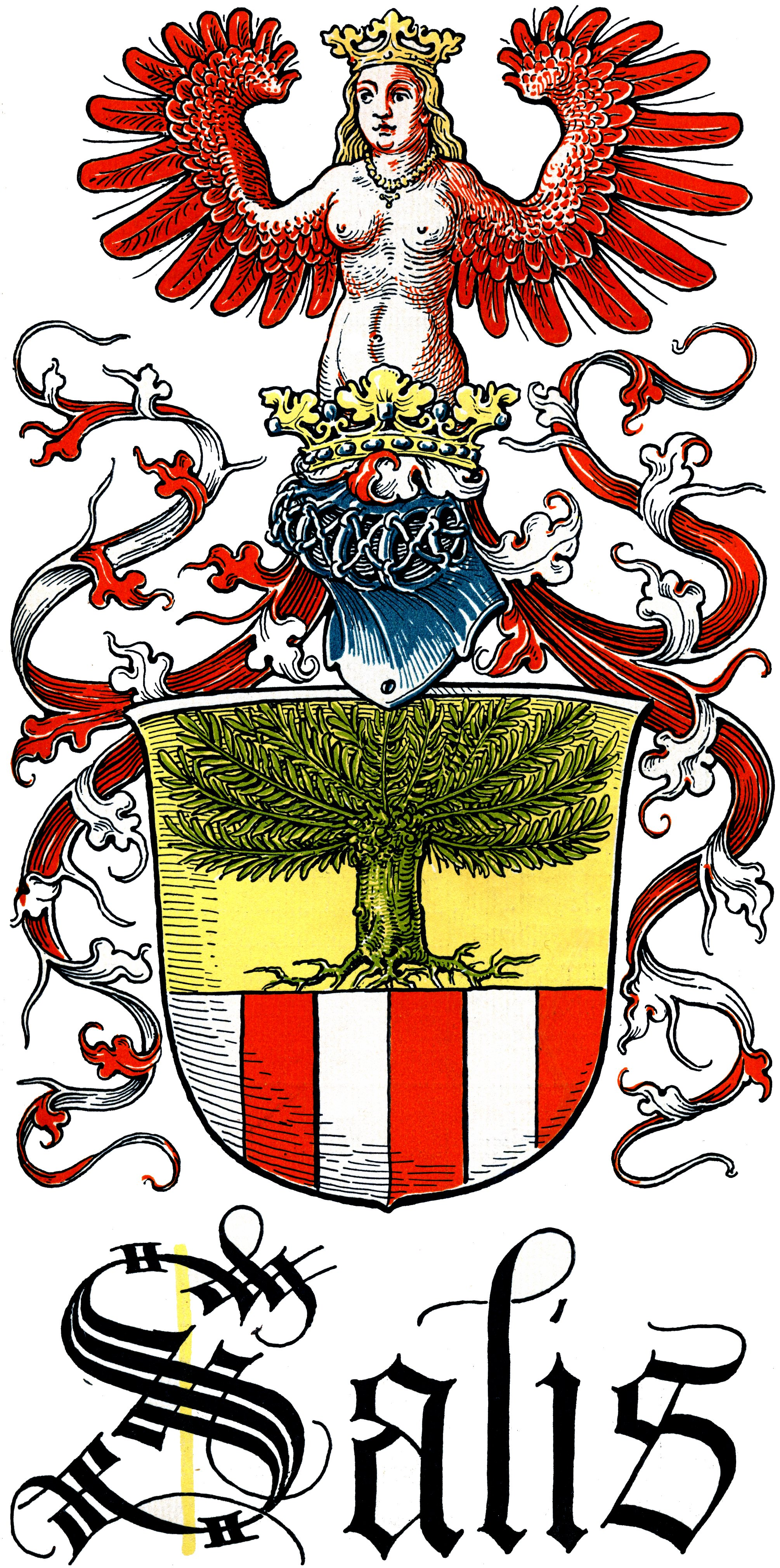
Wappen derer von Salis von Otto Hupp im Münchener Kalender 1931

Das Stammwappen ist geteilt. Oben in Gold ein bewurzelter grüner Sal-Weidenbaum (italienisch salice), unten fünfmal von Silber und Rot gespalten. Auf dem Helm mit rot-silbernen Decken steht eine wachsende, unbekleidete, goldgelockte und bekrönte Jungfrau (Bellona) mit rechts silbernem und links rotem Flügel statt der Arme.
Der Wahlspruch lautet: Mihi sunt pro fructibus arma oder Salix flectitur, sed non frangitur.

### Wappen-Anekdote
Nachdem Vespasian von Salis 1604 sein zuvor erworbenes Maienfelder Schloss Prestenegg sehr vergrössert und in Schloss Salenegg umbenannt hatte, pflanzte er im Hof beim Brunnen eine Sal-Weide, das Wappensymbol der Familie. 1890 hatte sie eine aussergewöhnliche Grösse erreicht. Das Bündner Monatsblatt schrieb im September 1926: „Ihr Stamm misst 5,40 m an Umfang und ihre langen Äste hingen über den ganzen grossen Brunnen herunter, und ihre starken Wurzeln hoben die schweren Steinplatten des Brunnenbodens.“ Als man den Baum fällen wollte, bemerkte man 1910, dass sich in der Baumkrone eine junge Wurzel durch die Rinde in das faule Innere des Stammes gebohrt hatte. Der neue Stamm wuchs im Innern der alten Hülle und hatte 1926 einen Umfang von einem Meter erreicht. Diese aussergewöhnliche Verjüngung der alten Weide inspirierte im August 1926 den oft in der Gegend weilenden Dichter Rainer Maria Rilke zum Gedicht «Die Weide von Salenegg», das er in das Gästebuch von Schloss Salenegg schrieb.

### Wappenbilder

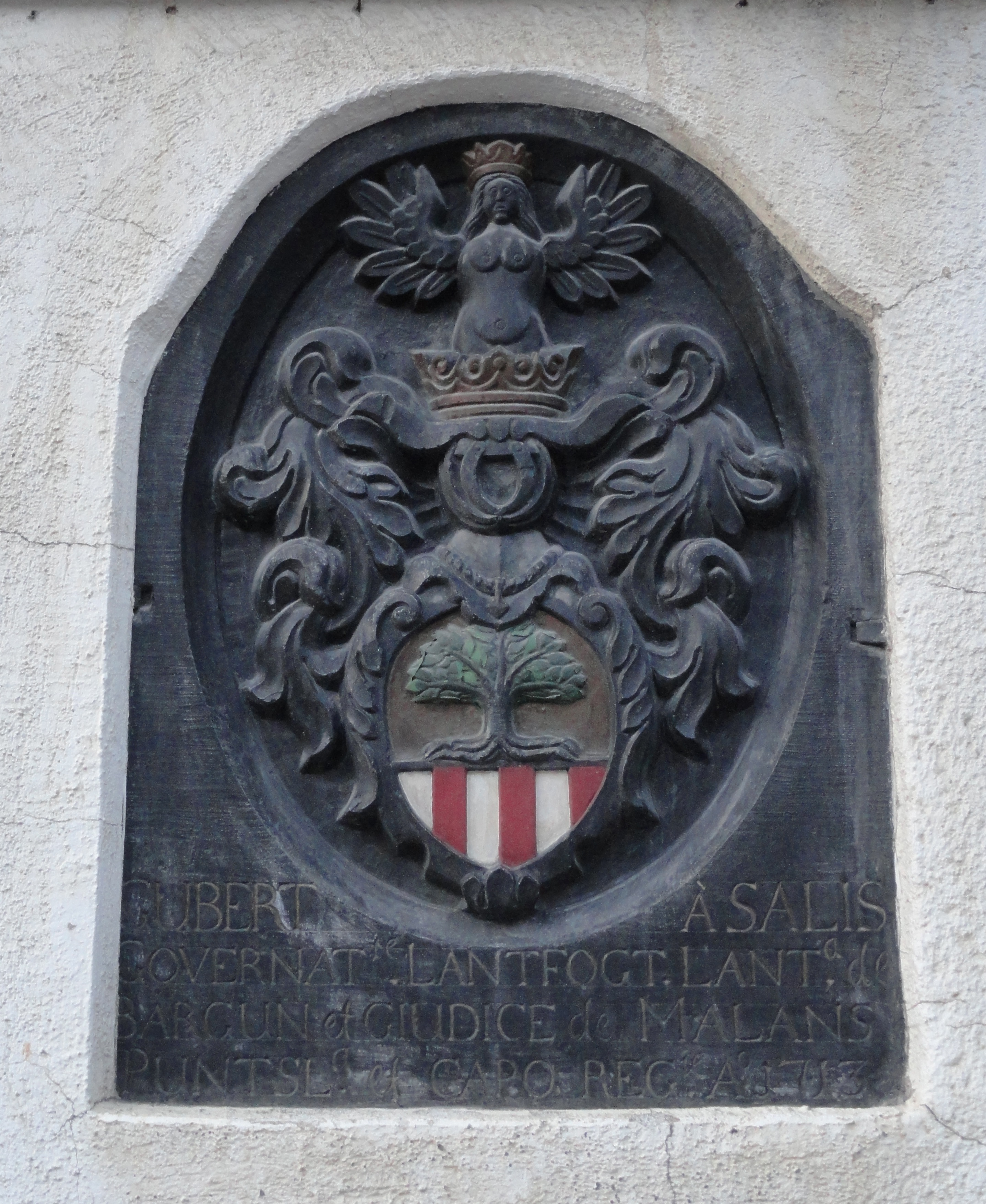
Wappen an einem Haus in Bergün/Bravuogn
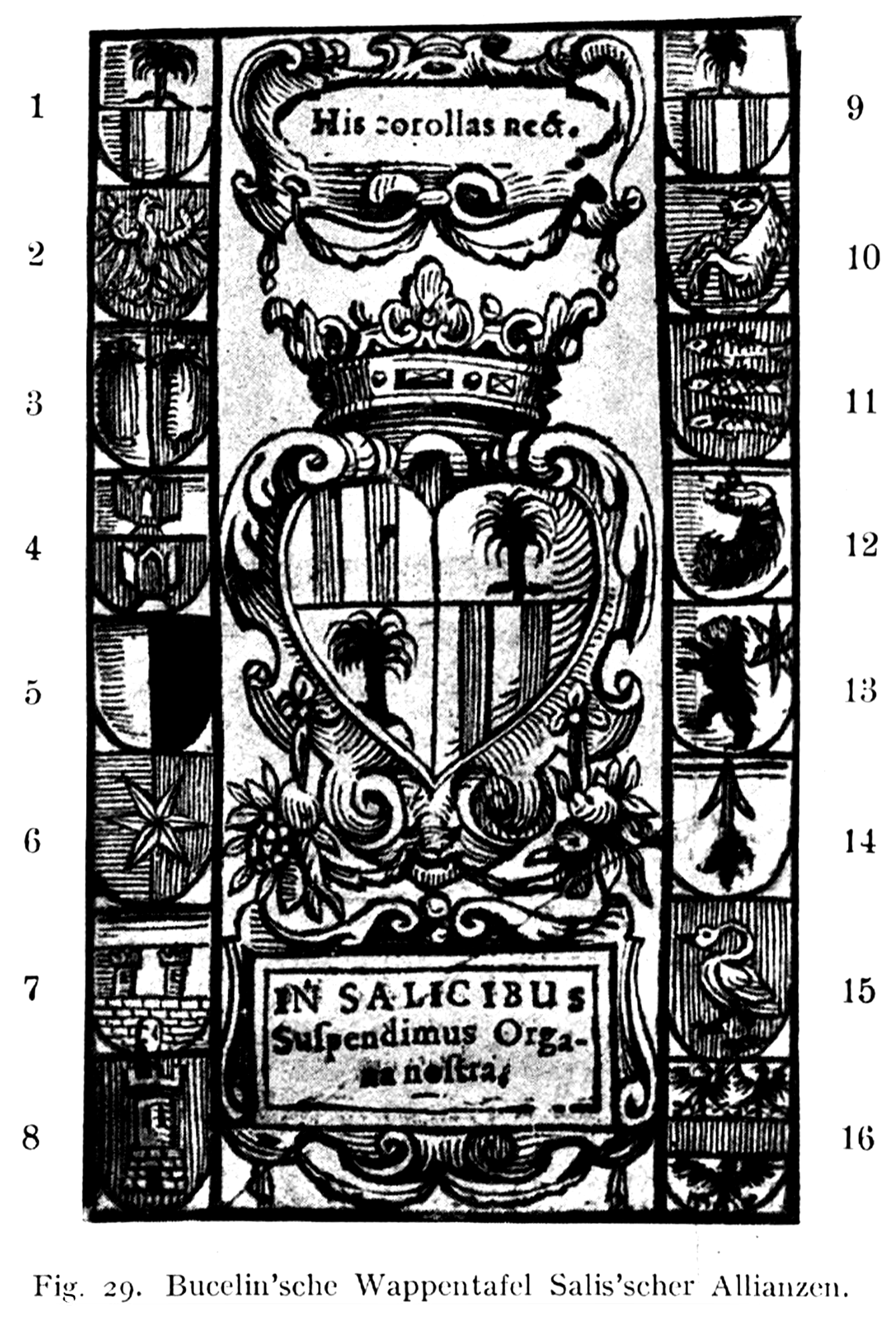
Bucelin'sche Wappentafel Salis'scher Allianzen
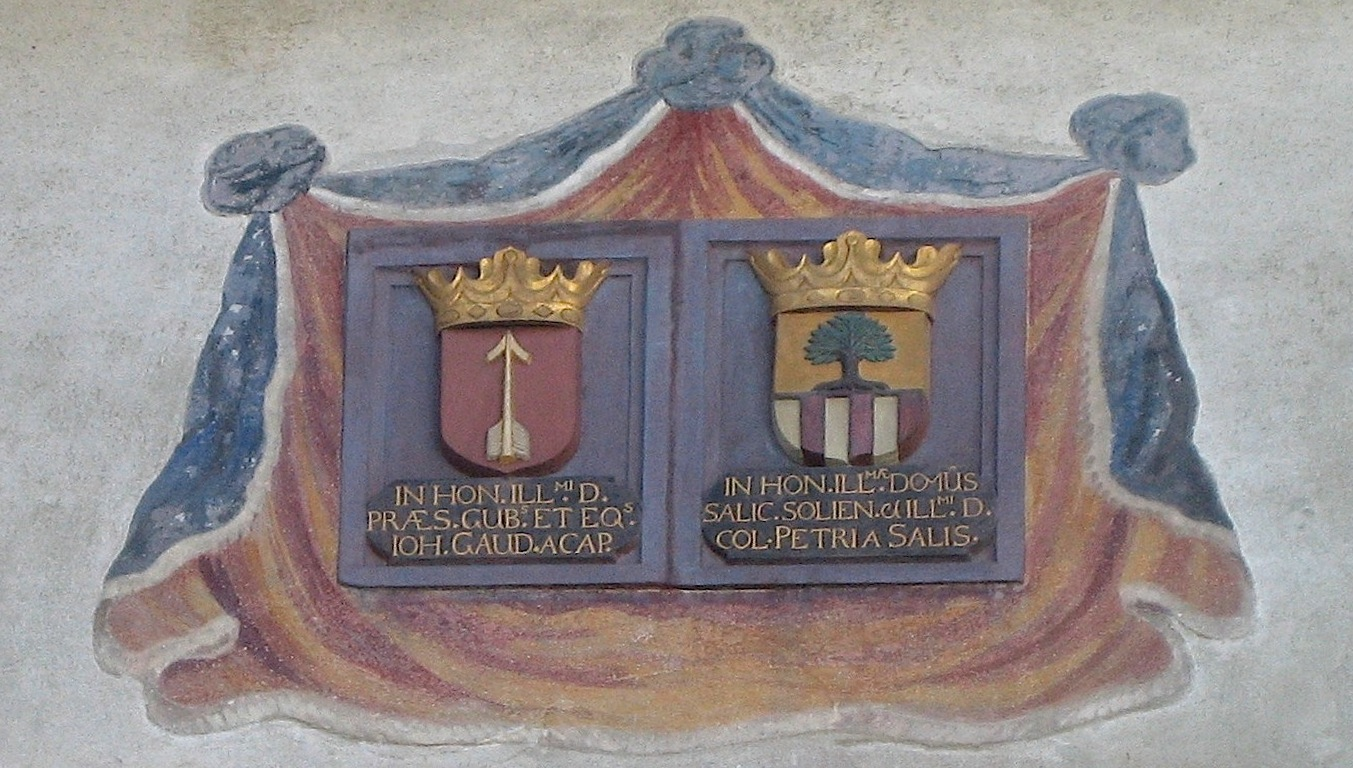
Wappen der Capol und von Salis an der Porta Sura in Ilanz
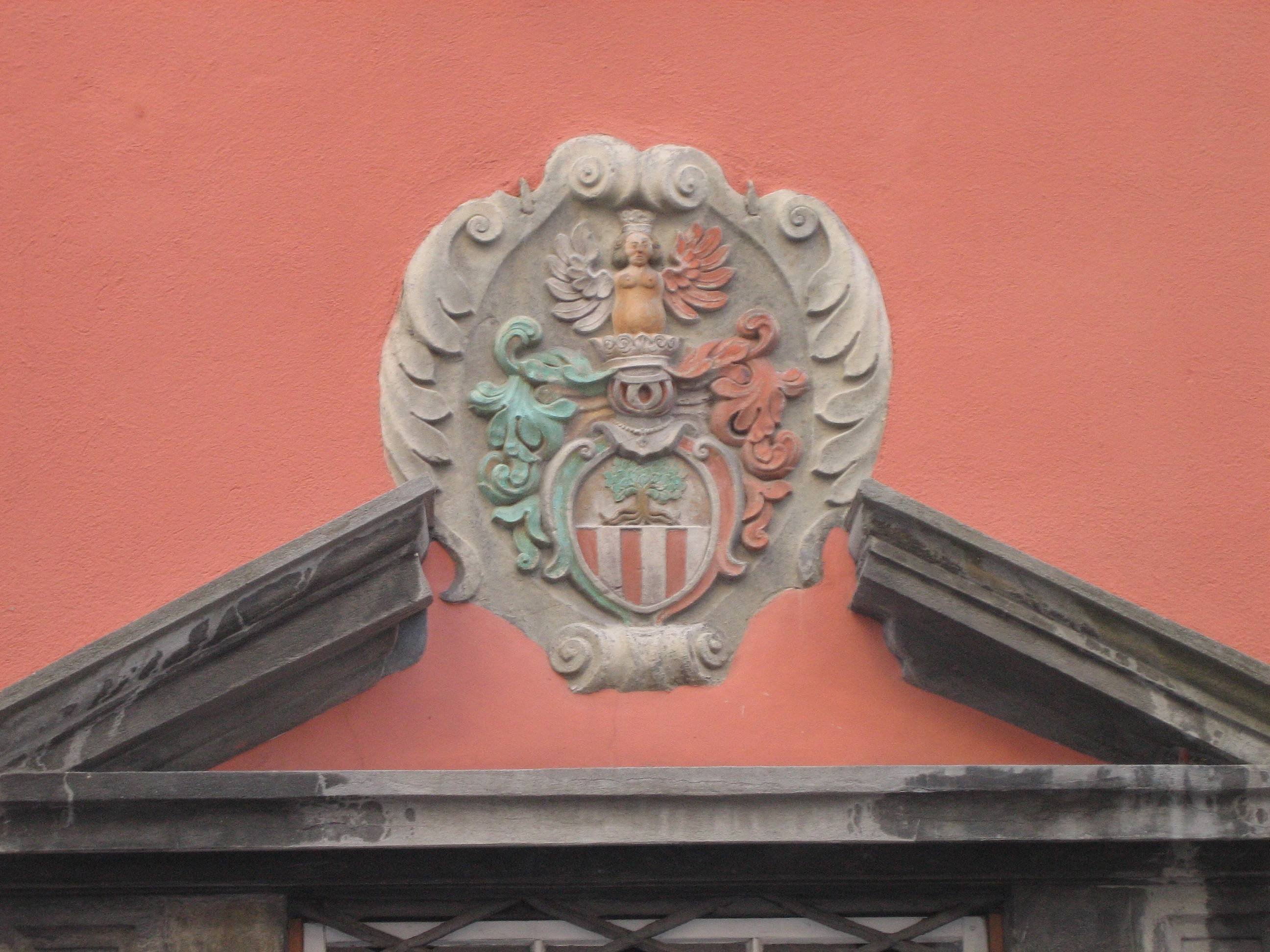
Wappen derer von Salis am „Roten Haus“ in Chur
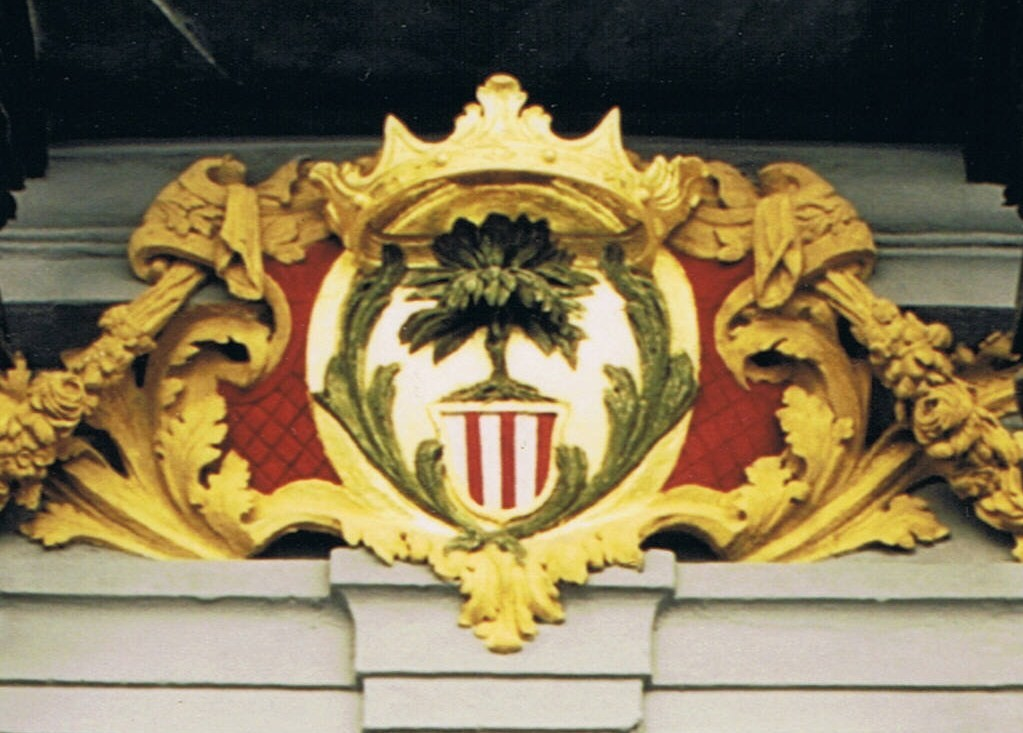
Wappen am „Alten Gebäu“ in Chur
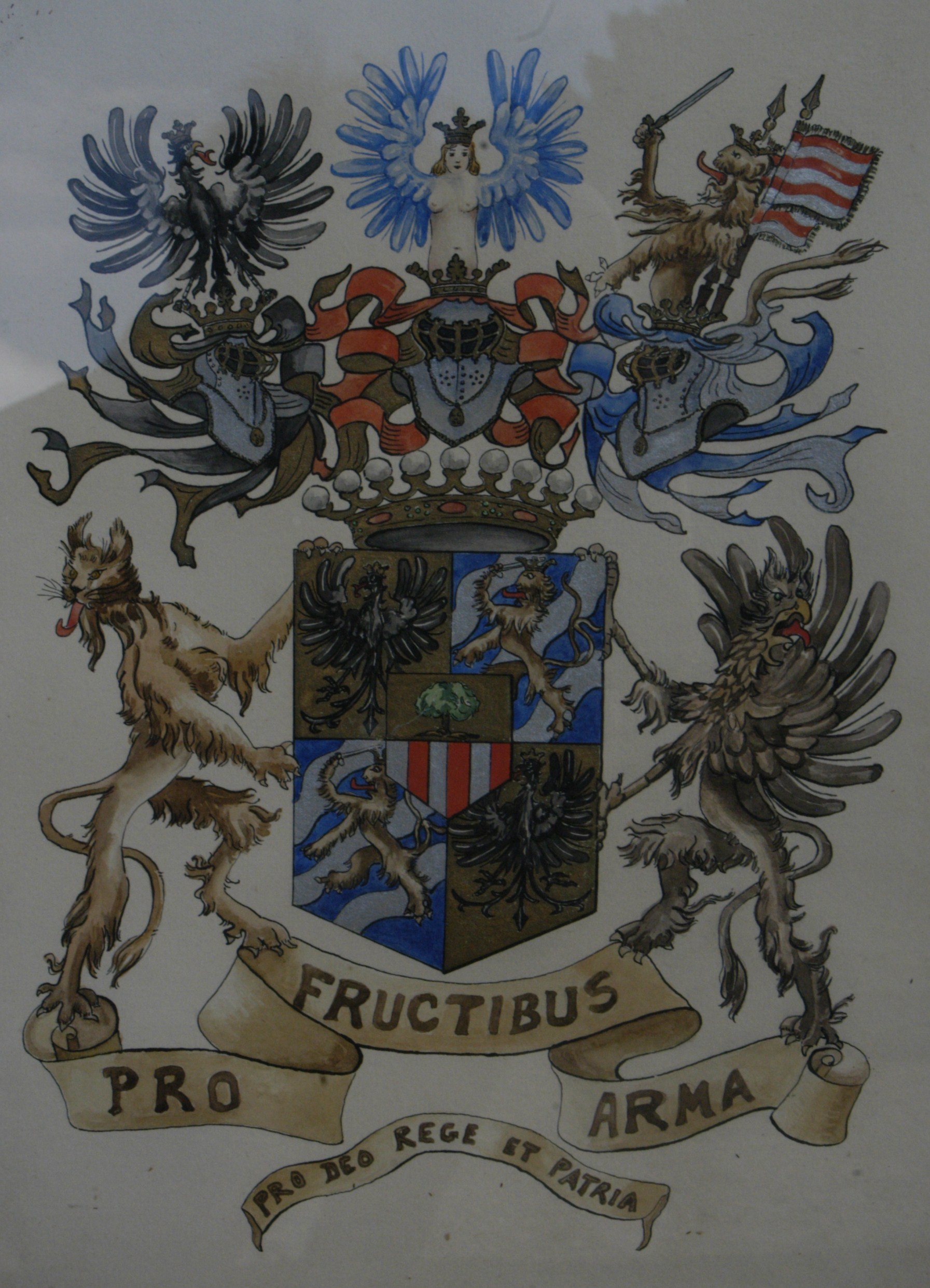
Wappen der Grafen de Salis-Soglio (England)
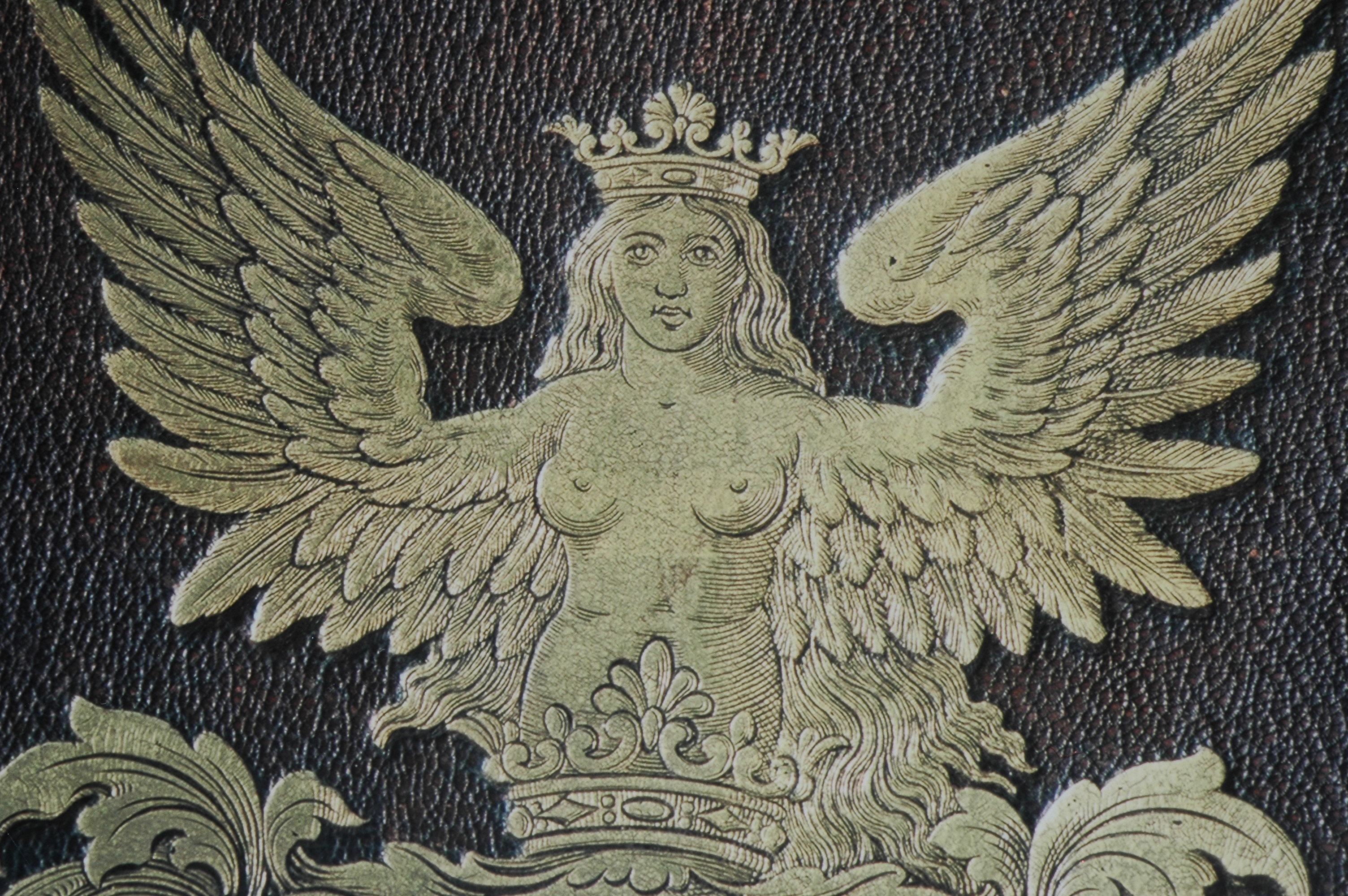
Bellona
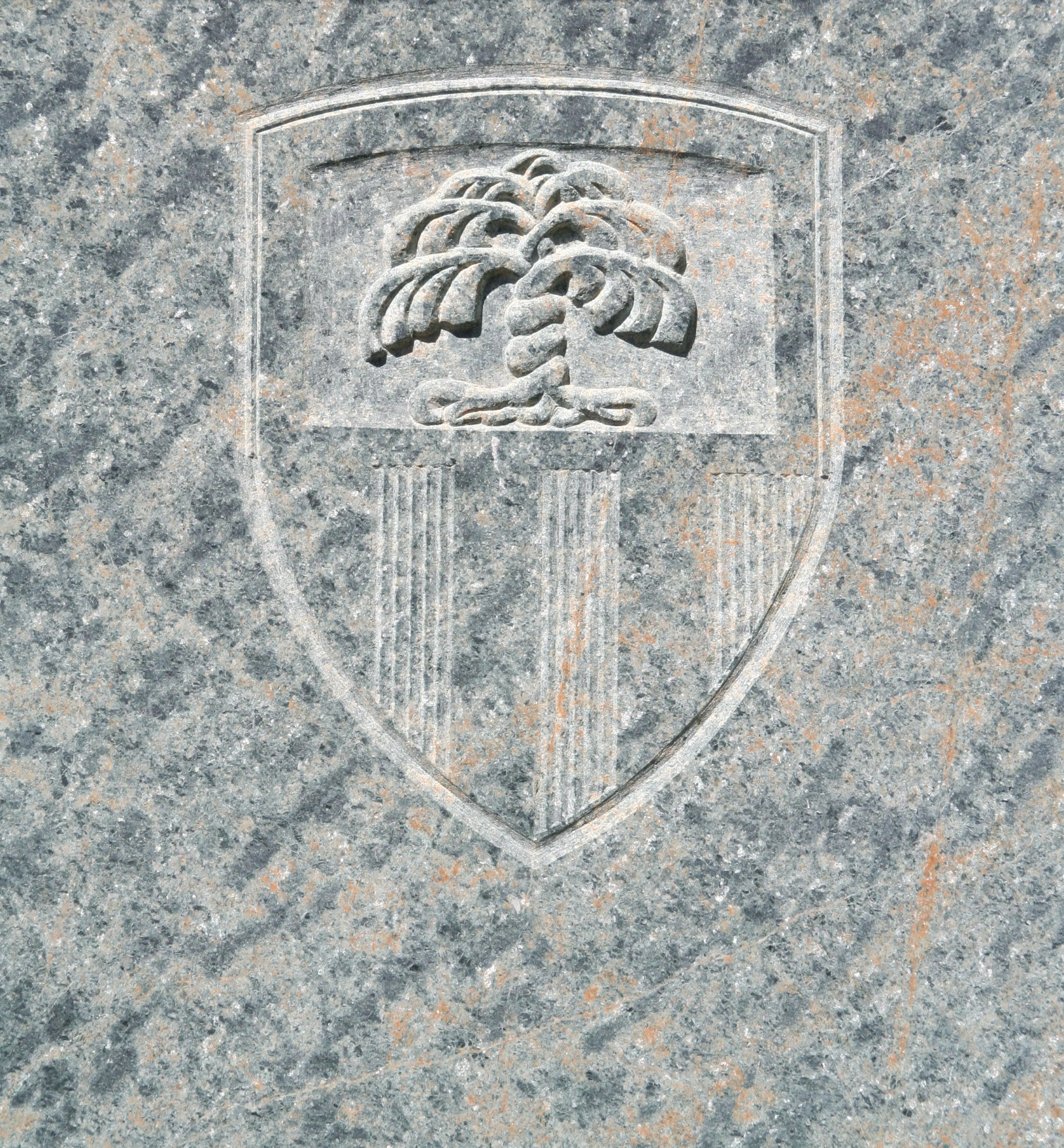
Wappen auf einem Grabstein in Bondo GR

Historische Grabmäler und Epitaphe der Familie befinden sich u. a. in der Reformierten Kirche Soglio, den reformierten Kirchen in Casaccia, San Gaudenzio, Malans, Haldenstein, Igis, Seewis und auf dem Churer Friedhof Daleu.

### Münzen

Salis-Münze, Haldenstein, Revers
Salis-Münze, Haldenstein, Avers

### Fahnen der Regimenter der Familie Salis in französischen Diensten

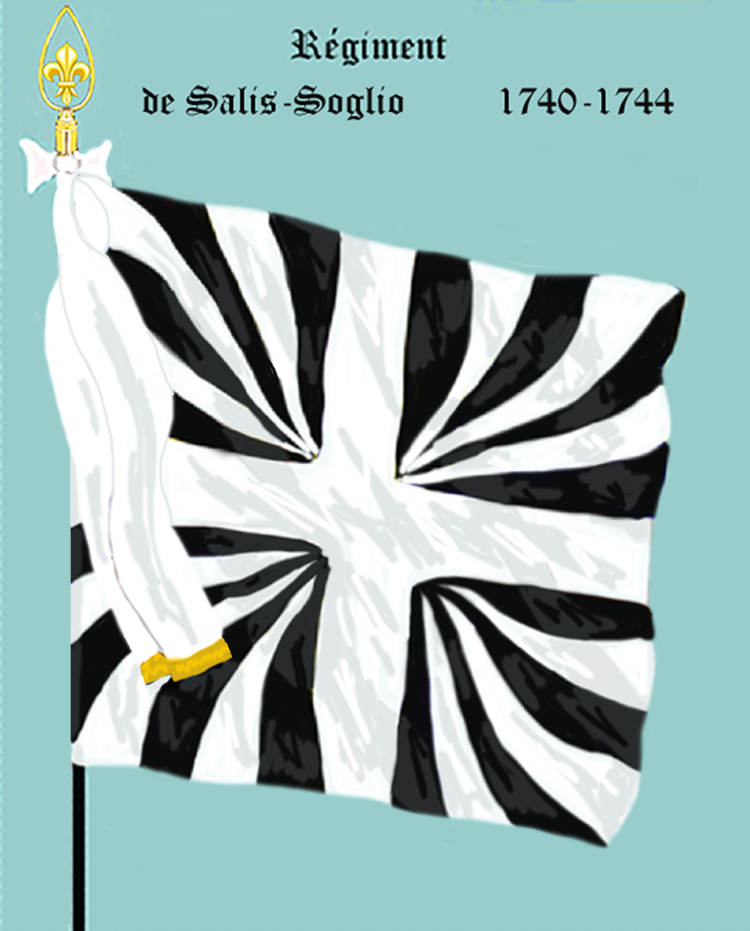
Regiment Salis-Soglio, 1740–1744
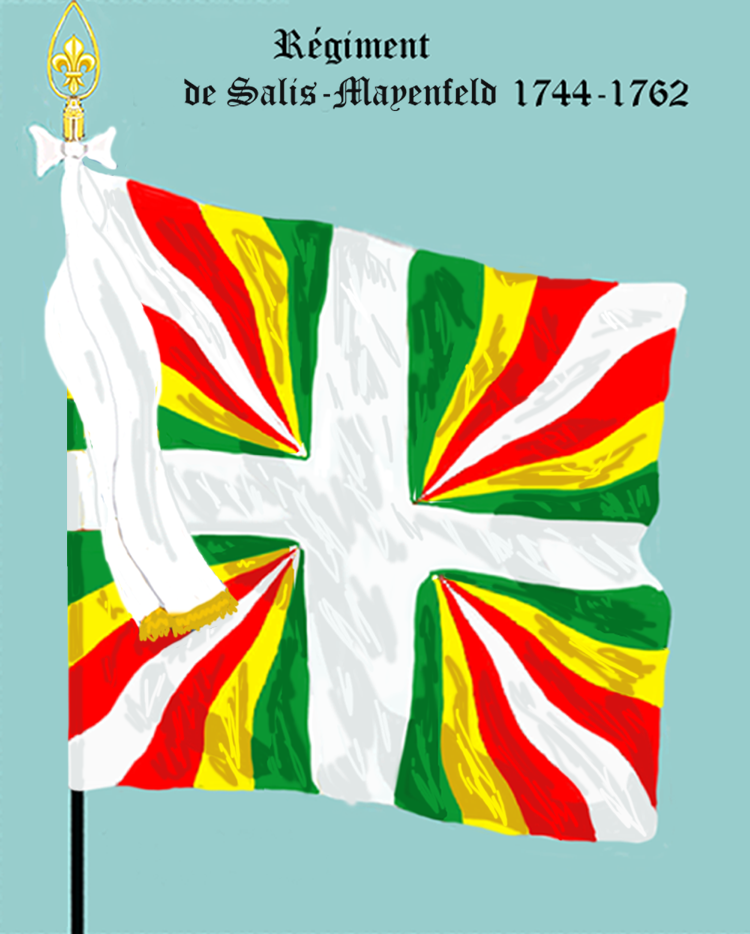
Regiment Salis-Maienfeld, 1744–1762
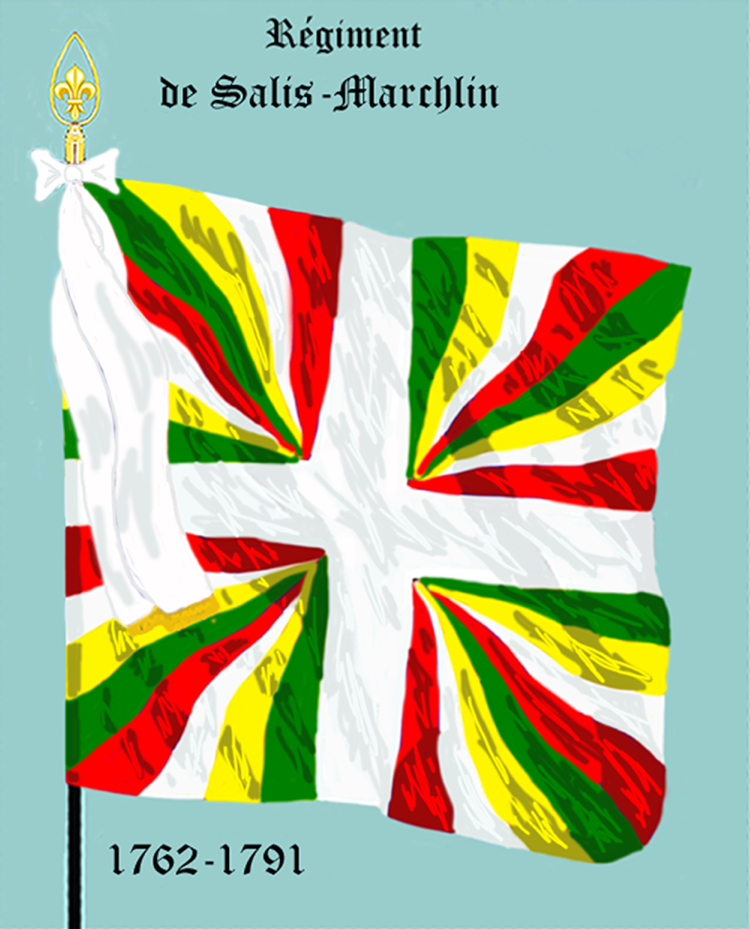
Regiment Salis-Marschlins, 1762–1791
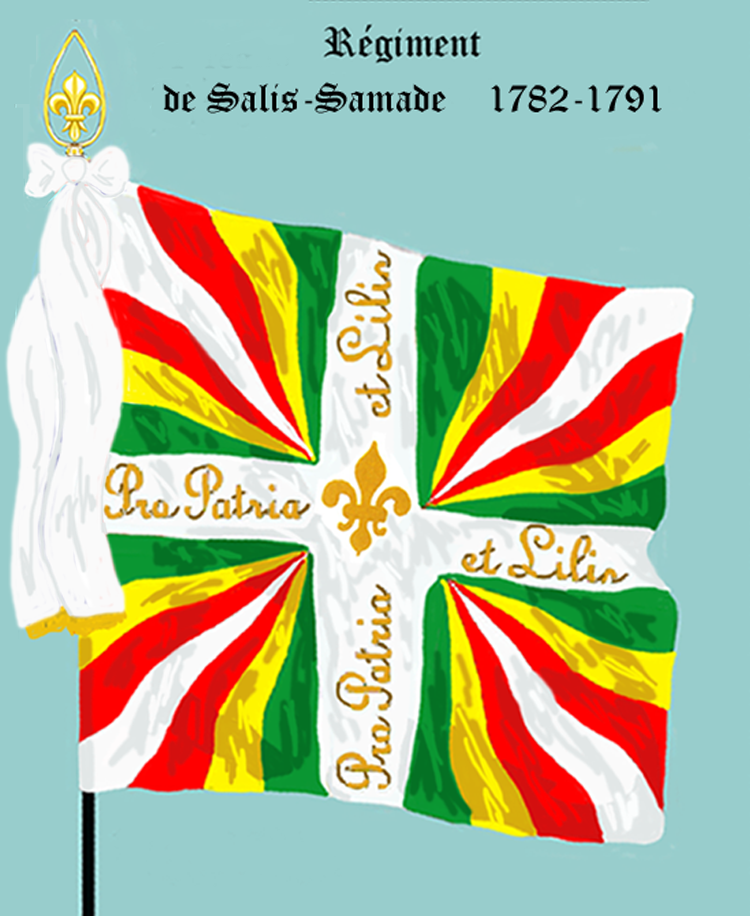
Regiment Salis-Samaden, 1782–1791

## Namensträger (chronologisch)

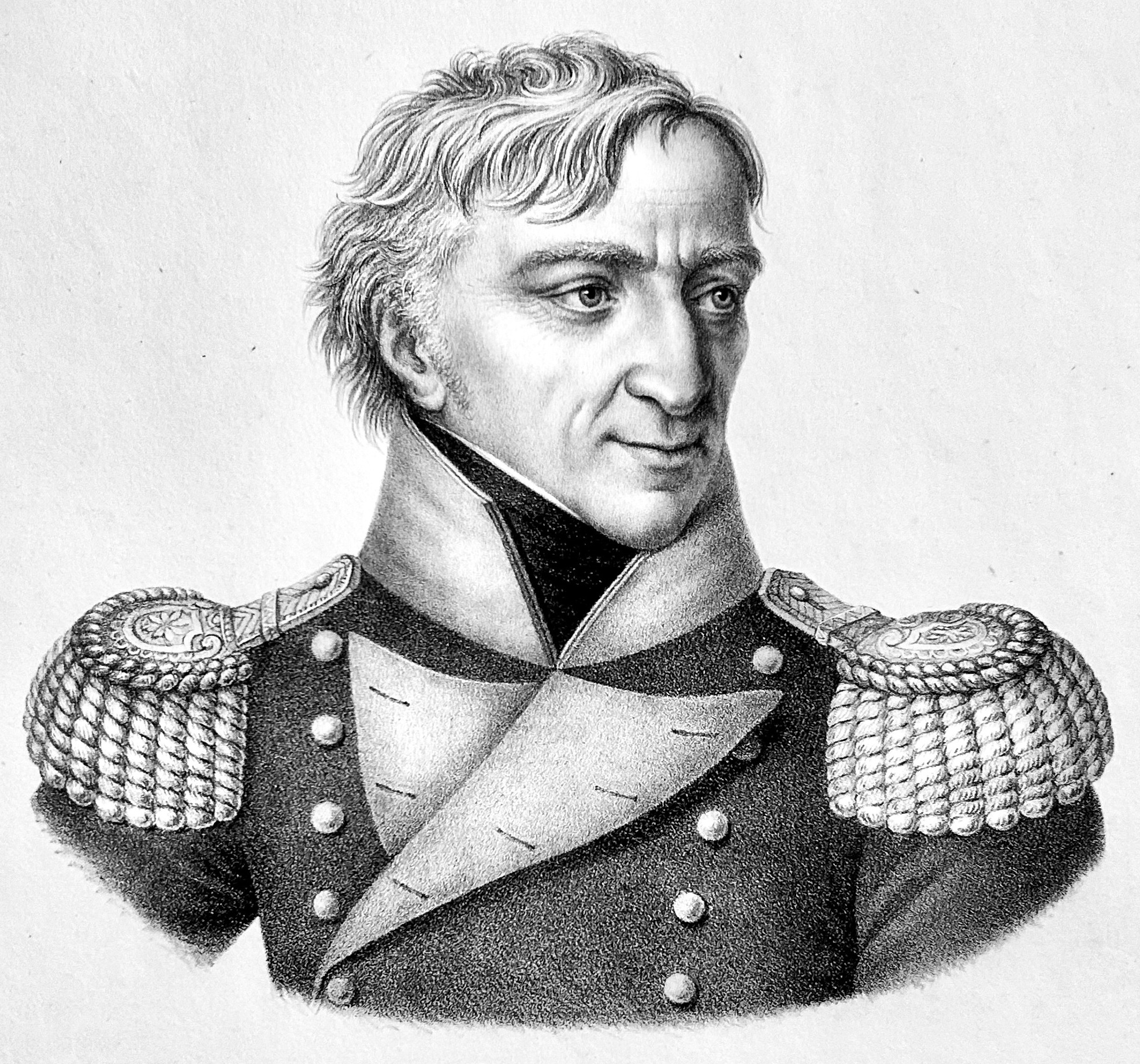
Johann Gaudenz von Salis-Seewis (1762–1834), französischer Offizier, Dichter, Generalstabschef der Helvetischen Republik

- Friedrich von Salis-Samedan (1512–1570), Oberst, Gesandter in Venedig
- Rudolf von Salis-Soglio (1529–1599), kaiserlicher Feldzeugmeister, Kriegsrat, Oberst
- Herkules von Salis-Grüsch (1566–1620), Führer der venezianischen Partei während der Bündner Wirren
- Ulysses von Salis (1594–1674), französischer Offizier, Landammann
- Hans Wolfgang von Salis (1597–1640), k. k. Feldzeugmeister
- Hans Jakob von Salis (1615–1659), kaiserlicher Generalfeldwachtmeister
- Hortensia Gugelberg von Moos, geb. von Salis-Maienfeld (1659–1715), Gelehrte, Heilkundige, Frauenrechtlerin
- Ulysses von Salis-Marschlins (1728–1800), Politiker
- Paul von Salis-Samaden (1729–1799), k. k. Feldmarschallleutnant
- Johann Baptista von Salis (1741–1816), Politiker
- Carl Ulysses von Salis-Marschlins (1760–1818), Politiker, Publizist
- Vincenz von Salis-Sils (1760–1832), Politiker, Diplomat
- Johann Gaudenz von Salis-Seewis (1762–1834), französischer Offizier, Dichter, 1799 Generalstabschef der Helvetischen Republik
- Johann Graf de Salis-Soglio-Bondo (1776–1855), Grundbesitzer in England und im Bergell, 1817 Präsident des Gotteshausbundes, Minister im Herzogtum Modena
- Franz Simon Fidelis Rudolf von Salis (1777–1845), französischer Offizier
- Rudolf Graf von Salis-Zizers (1779–1840), k. k. Feldmarschallleutnant
- Johann Ulrich von Salis-Soglio (1790–1874), 1847 General des Sonderbunds
- Ulysses Anton von Salis-Soglio (1792–1848), k. k. Offizier
- Johann Heinrich von Salis-Zizers (1805–1858), k. k. Feldmarschallleutnant
- Rodolph John Leslie Hibernicus de Salis (1811–1880), britischer Generalleutnant
- Giovanni Ulisse Salis (1819–1893), italienischer Patriot, Protagonist des Risorgimento
- Johann Gaudenz Dietegen von Salis-Seewis (1825–1886), 1848 Teilnehmer der Märzrevolution
- Daniel von Salis-Soglio (1826–1919), k. u. k. Feldzeugmeister
- Pierre de Salis-Soglio (1827–1919), Maler, Konservator
- Jakob Arnold von Salis (1847–1923), evangelischer Theologe
- Meta von Salis (1855–1929), Historikerin, Frauenrechtlerin
- Sir William de Salis (1858–1939), britischer Admiral
- Johann Ulrich von Salis-Seewis (1862–1940), k. u. k. Feldzeugmeister
- Sir John Francis Charles de Salis, Count de Salis-Soglio (1864–1939), britischer Diplomat, Staatssekretär, Grossgrundbesitzer in Irland
- Arnold von Salis (1881–1958), klassischer Archäologe
- Carl Albert von Salis (1886–1941), Maler
- Jean Rudolf von Salis (1901–1996), Historiker, Publizist
- Guido von Salis (* 1932), Schauspieler[22]
- Katharina von Salis (* 1940), Geologin

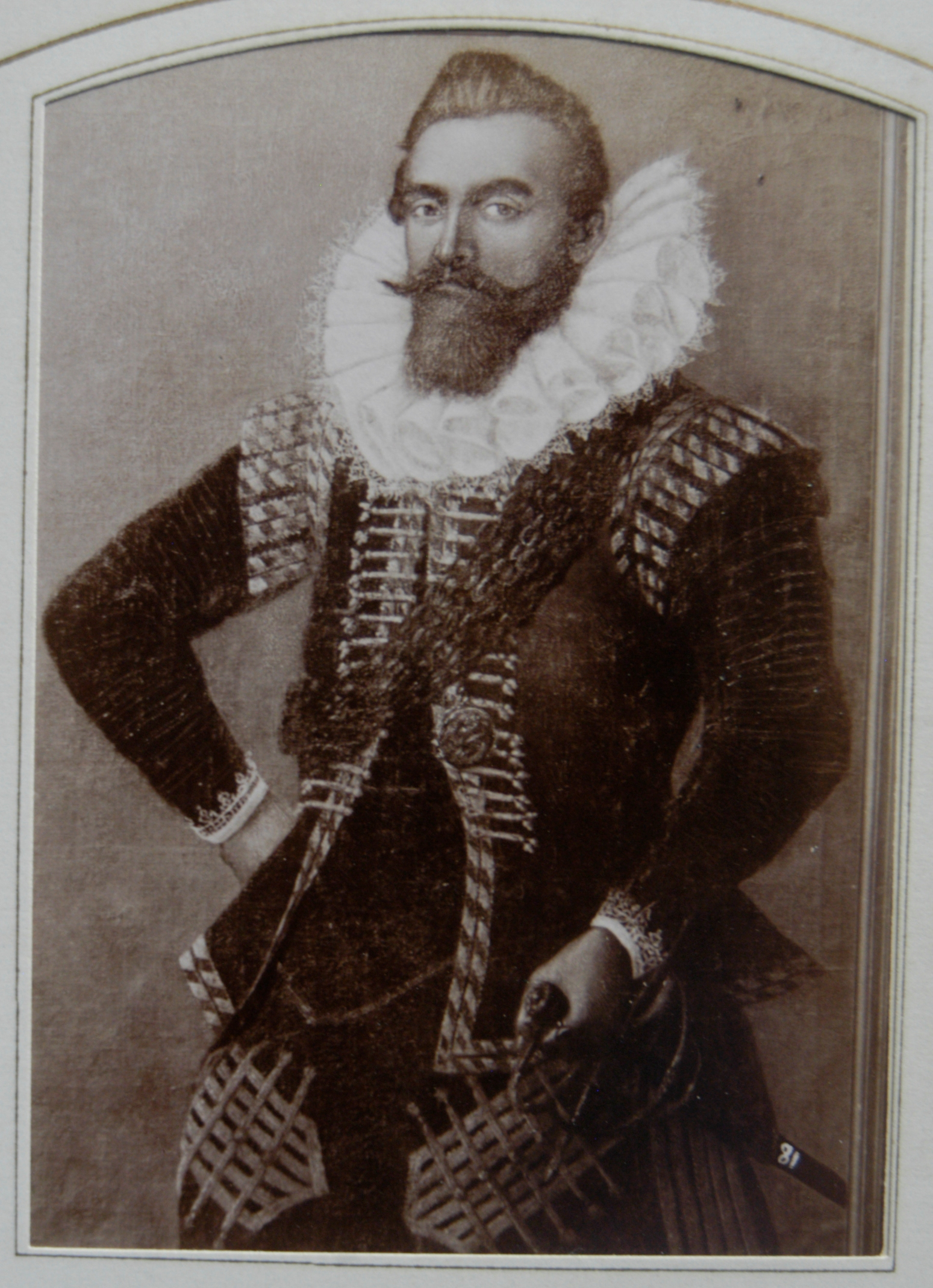
Giovanni Battista de Salis-Soglio (1521–1597), Ritter vom güldenen Sporn
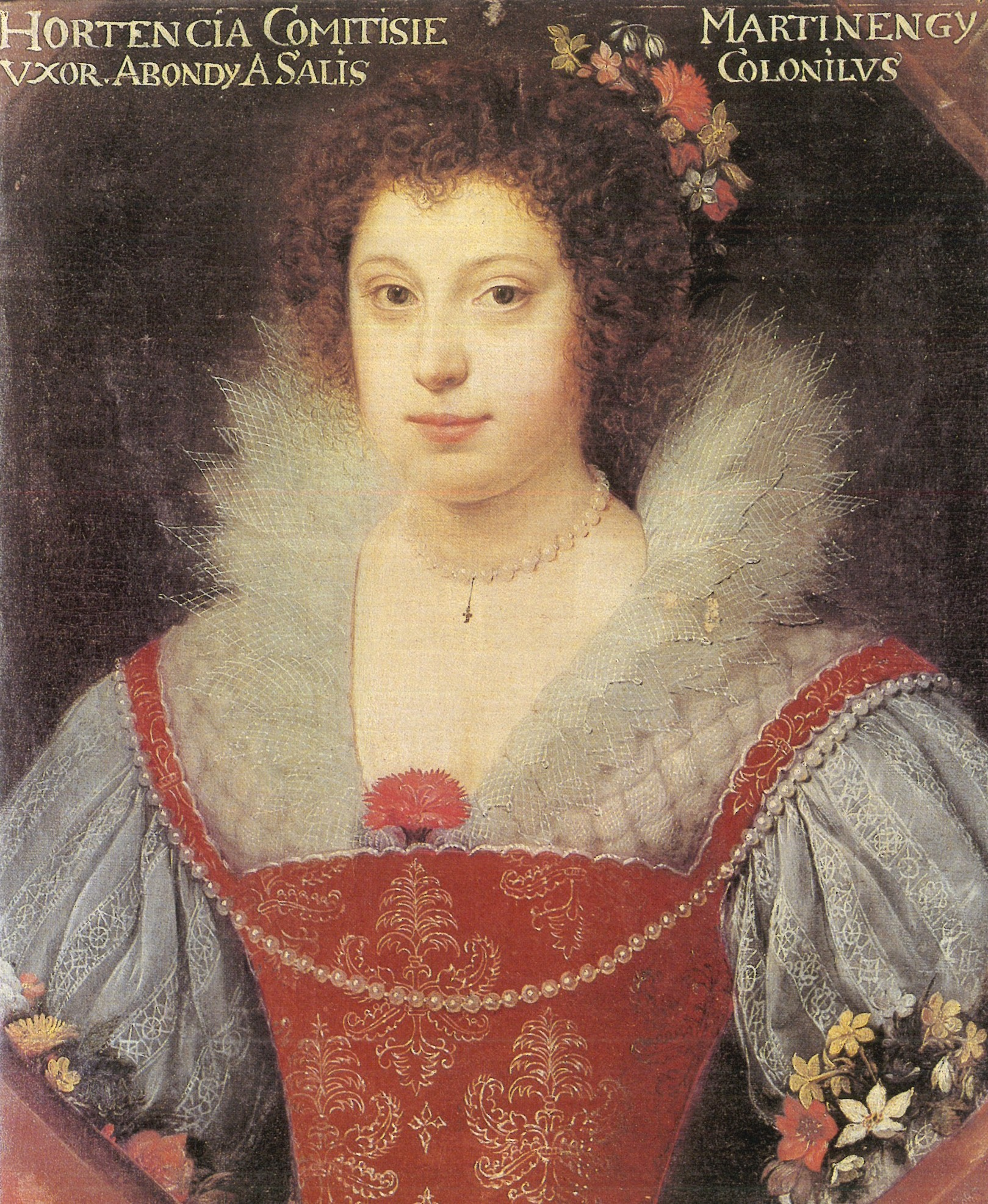
Hortensia von Salis-Soglio geb. Gräfin Martinengo (um 1565)
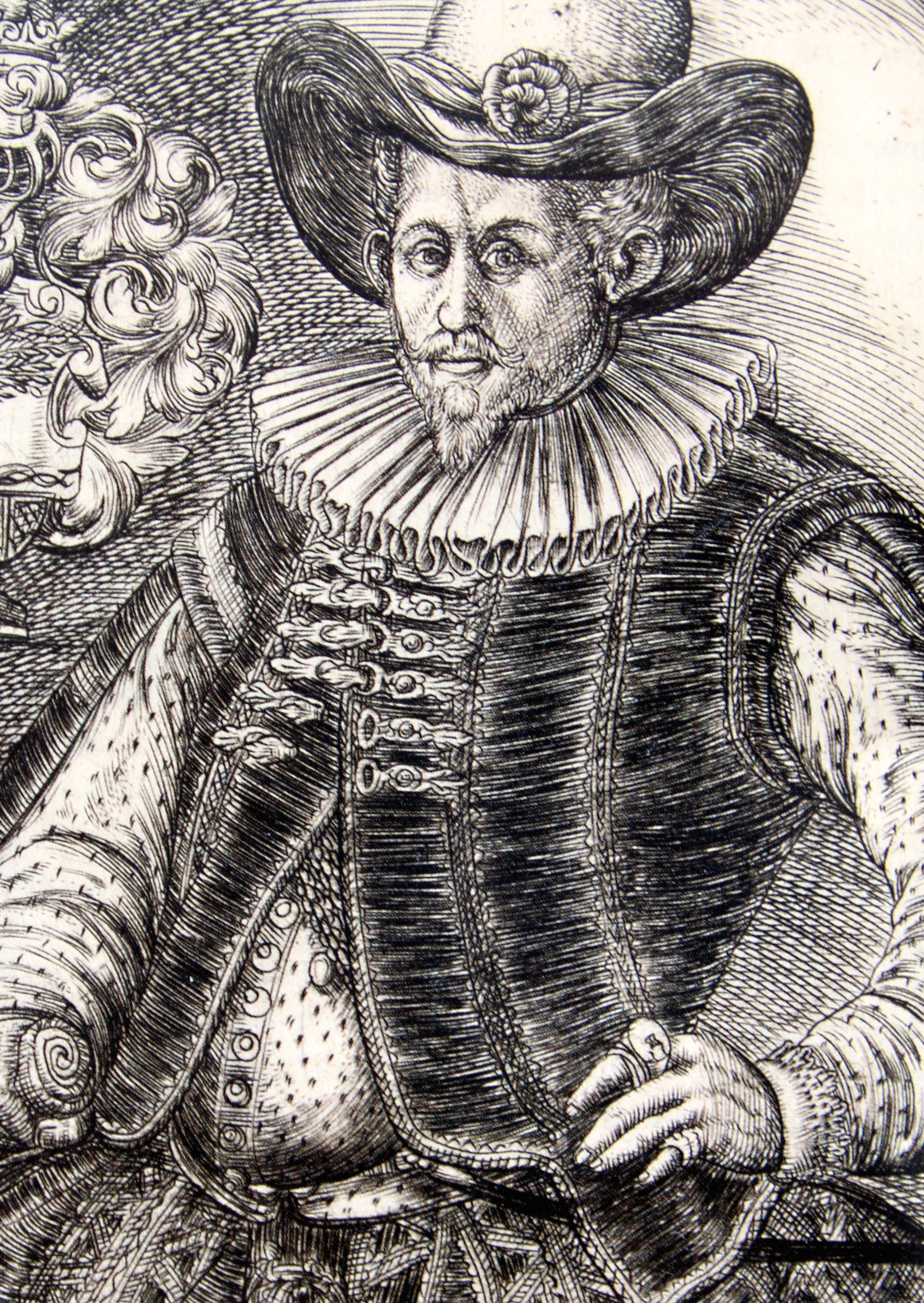
Herkules von Salis-Grüsch (1566–1620), Führer der venezianischen Partei während der Bündner Wirren
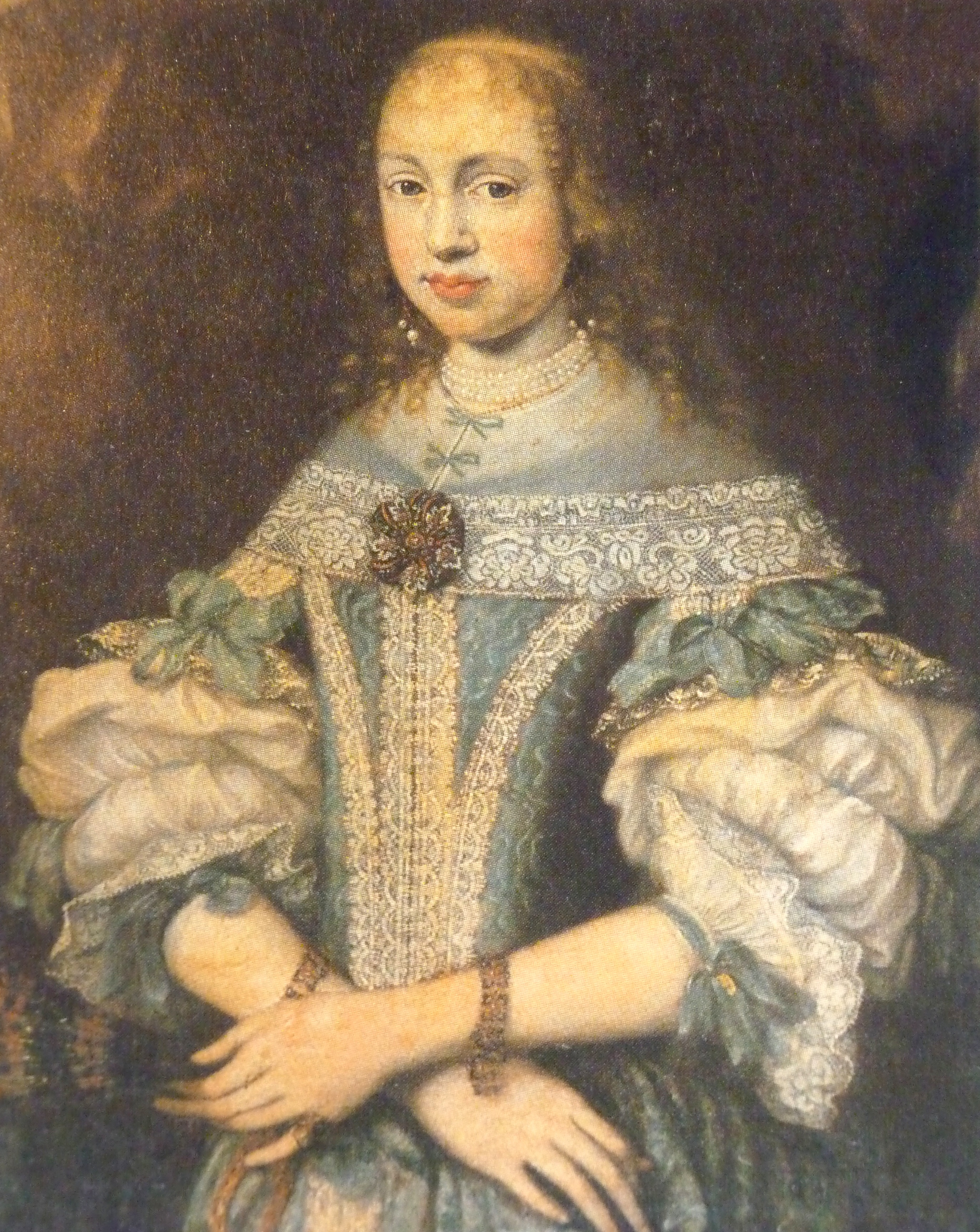
Hortensia Gugelberg von Moos, geb. von Salis-Maienfeld (1659–1715)
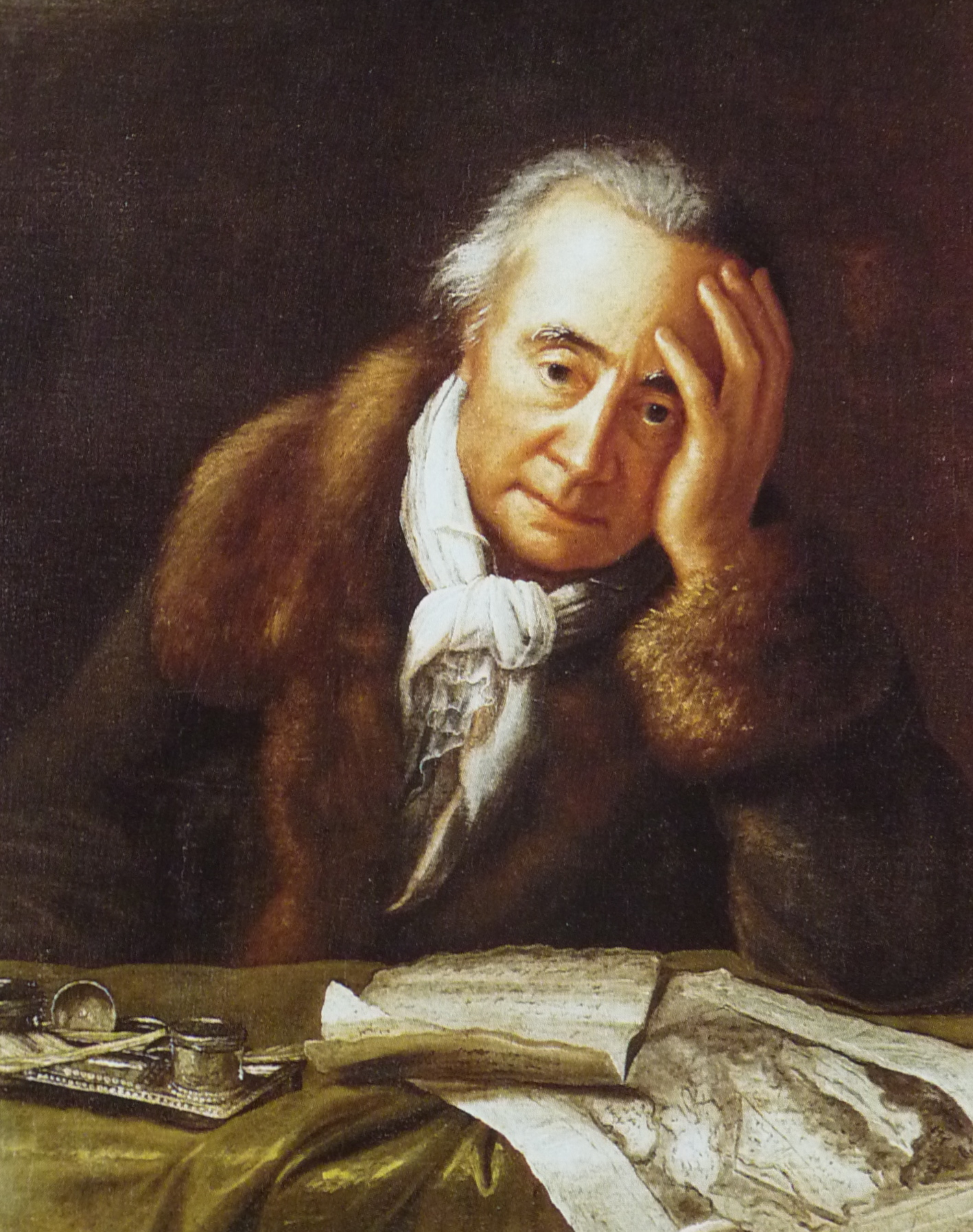
Ulysses von Salis-Marschlins (1728–1800), Politiker
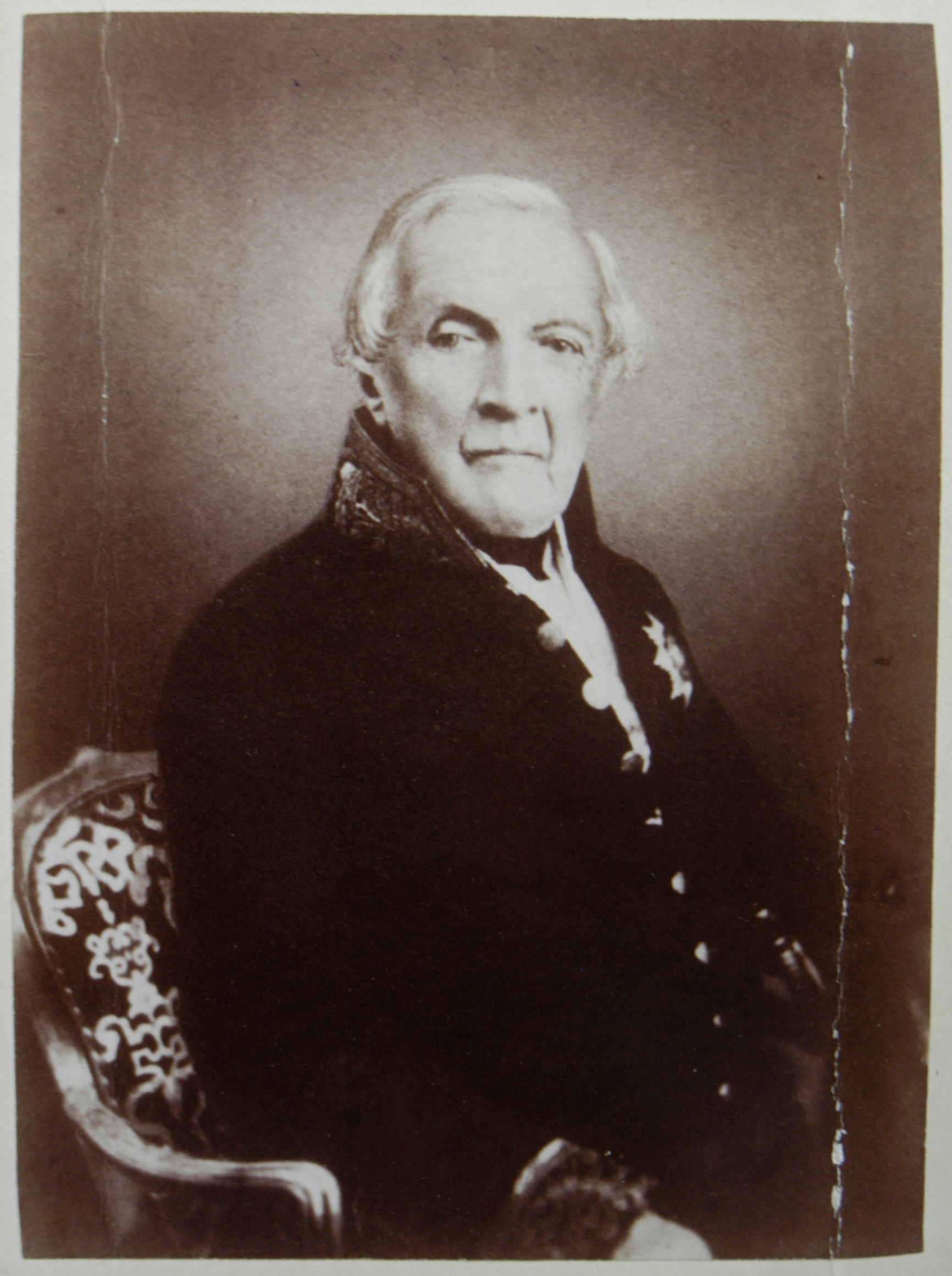
Johann Graf de Salis-Soglio-Bondo (1776–1855), Minister des Herzogtums Modena
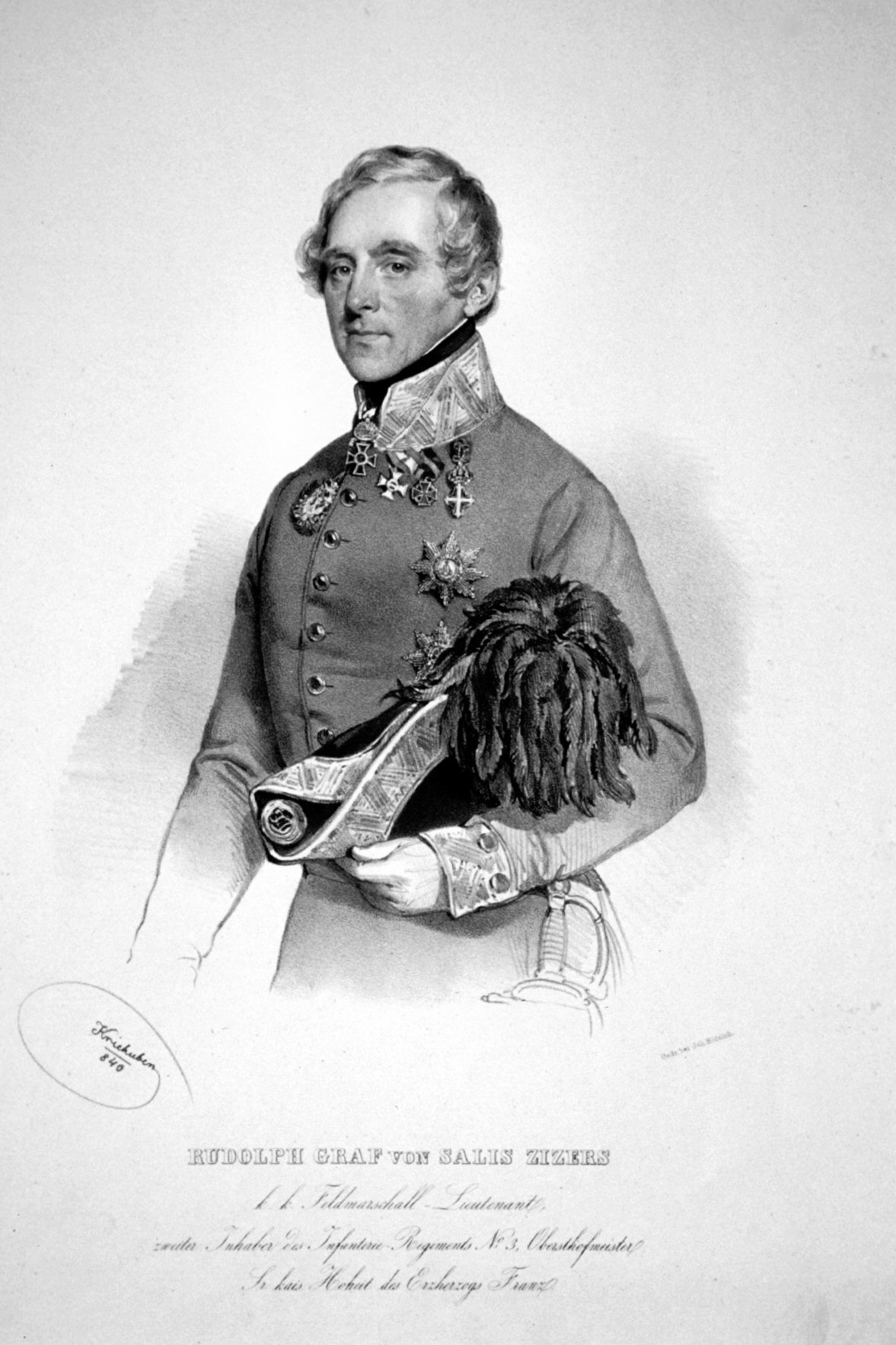
Rudolf Graf von Salis-Zizers (1779–1840), k. k. Feldmarschallleutnant
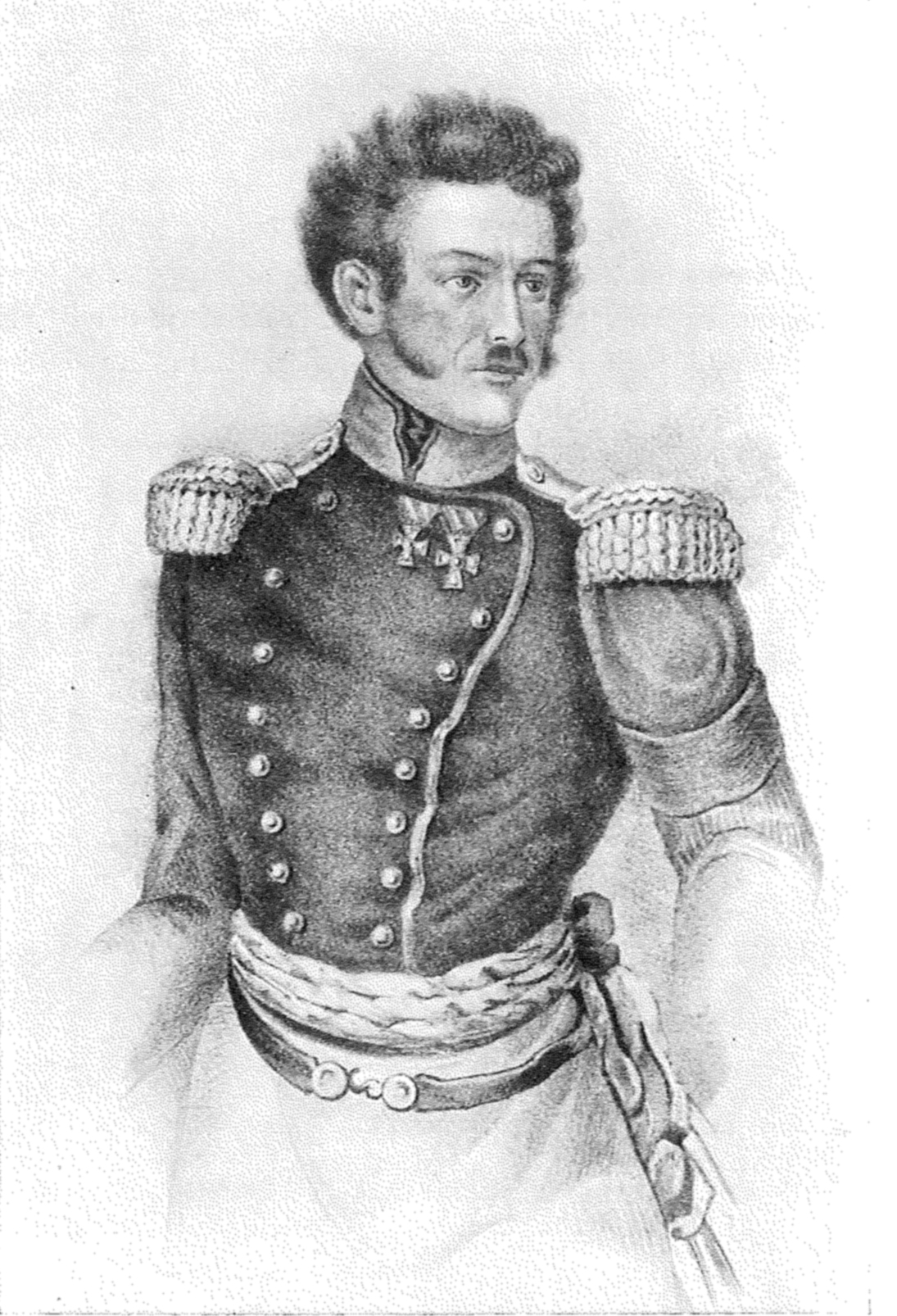
Johann Ulrich von Salis-Soglio (1790–1874), 1847 General des Sonderbunds
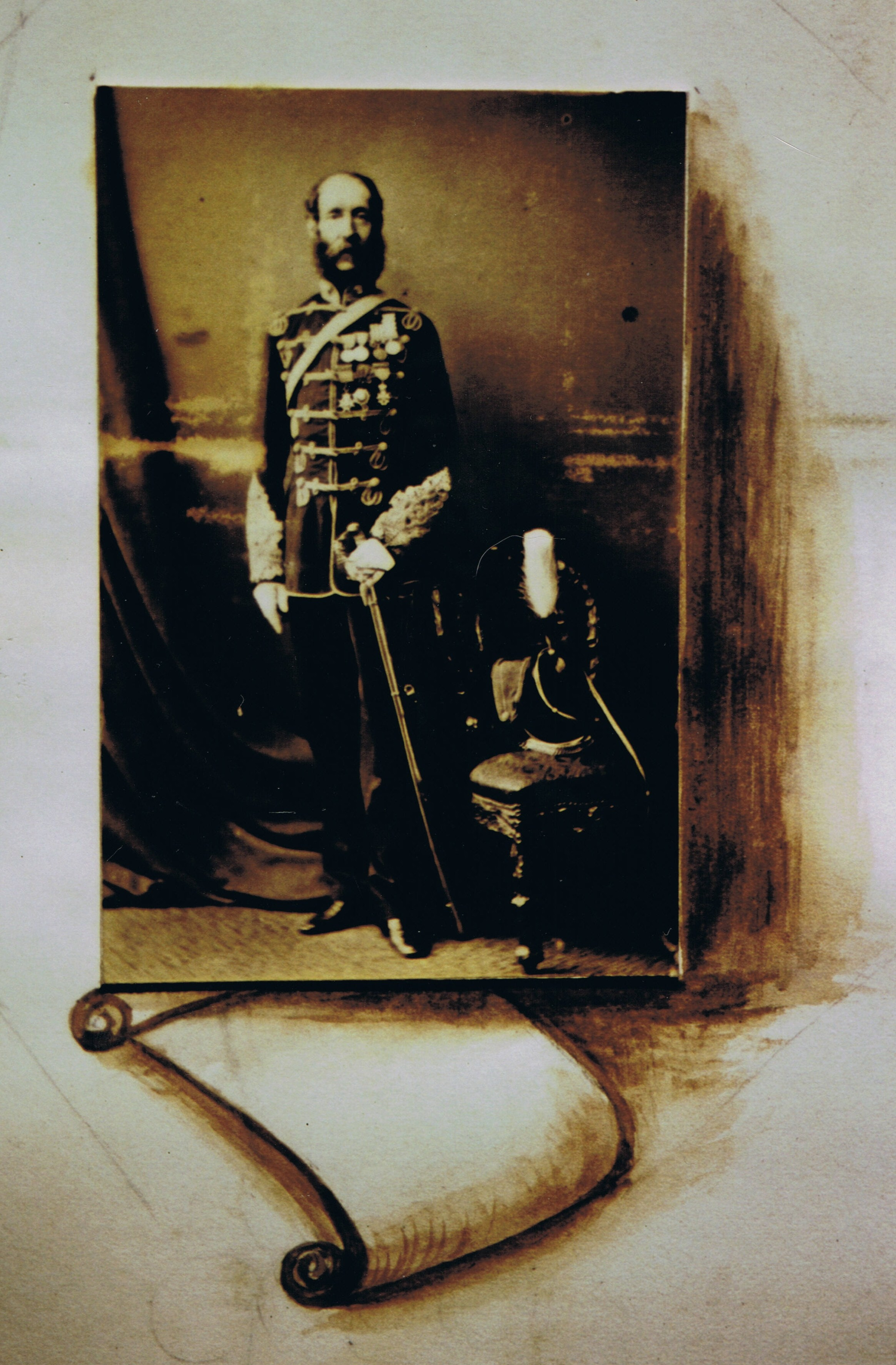
Rodolph John Leslie Hibernicus de Salis (1811–1880), britischer Generalleutnant
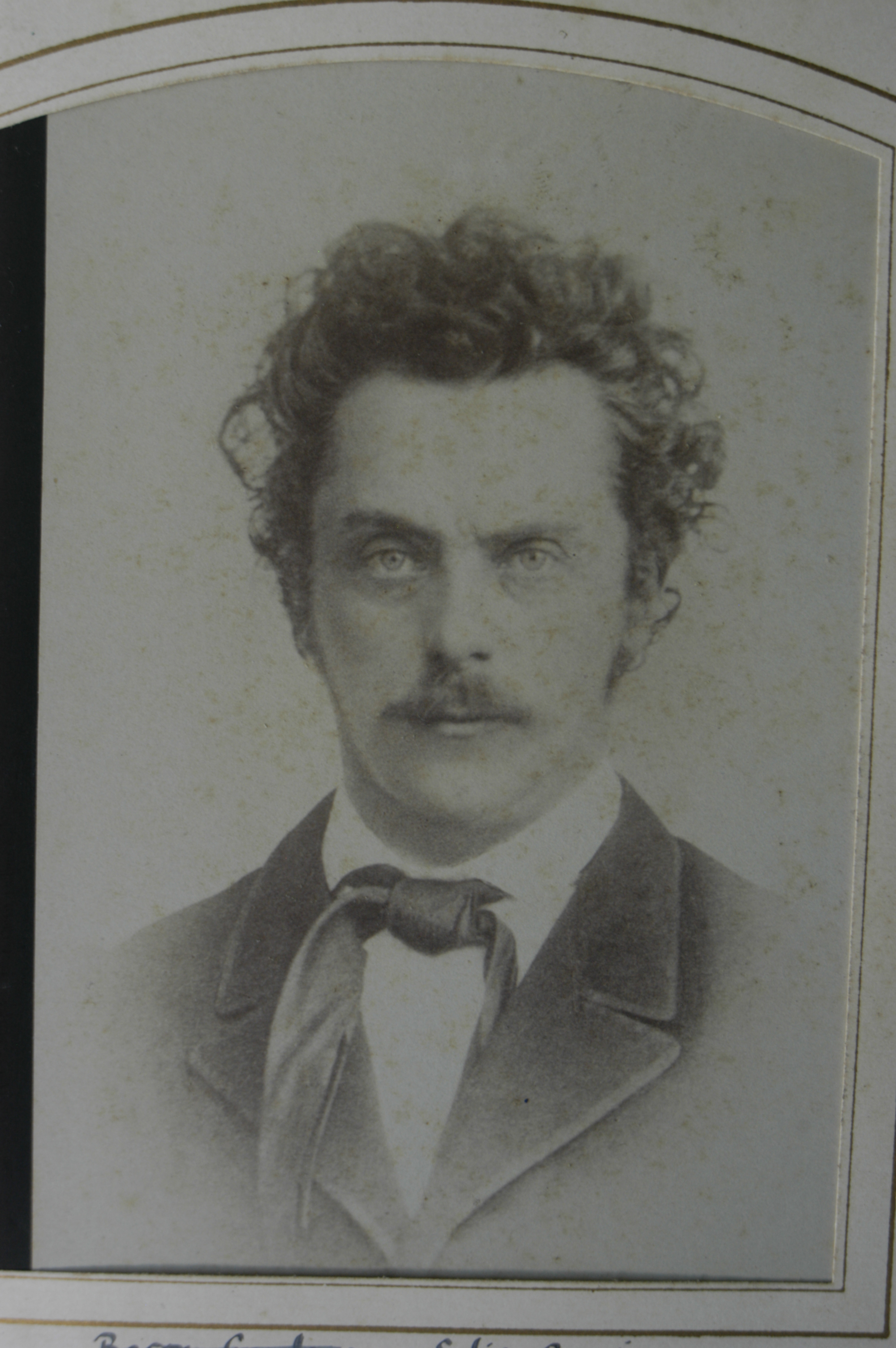
Johann Gaudenz Dietegen von Salis-Seewis (1825–1886), 1848 Teilnehmer der Märzrevolution
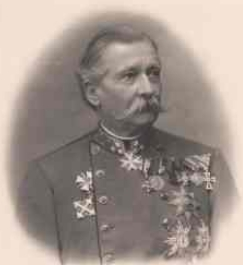
Daniel von Salis-Soglio (1826–1919), k. u. k. Feldzeugmeister
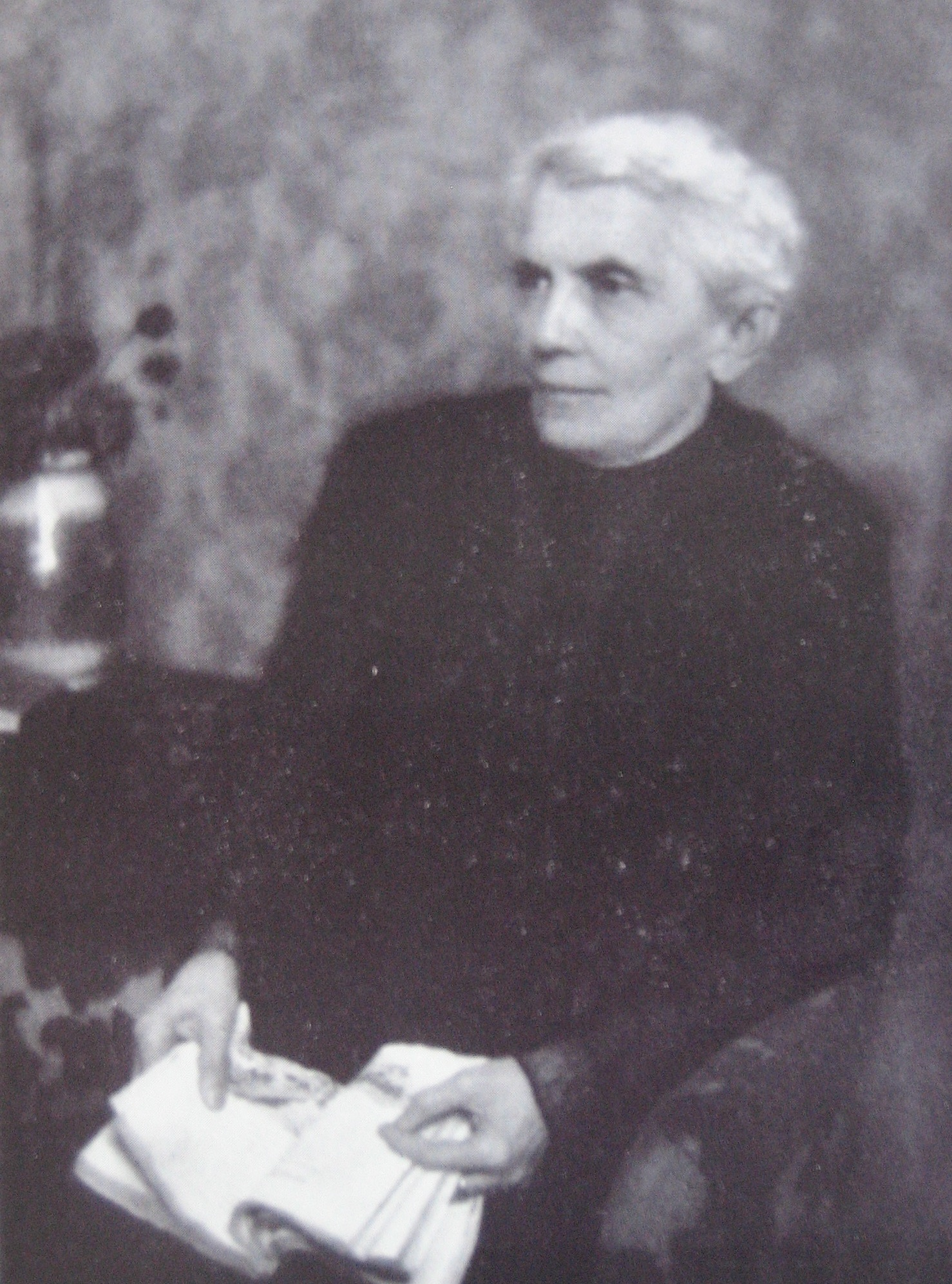
Meta von Salis-Marschlins (1855–1929), Frauenrechtlerin
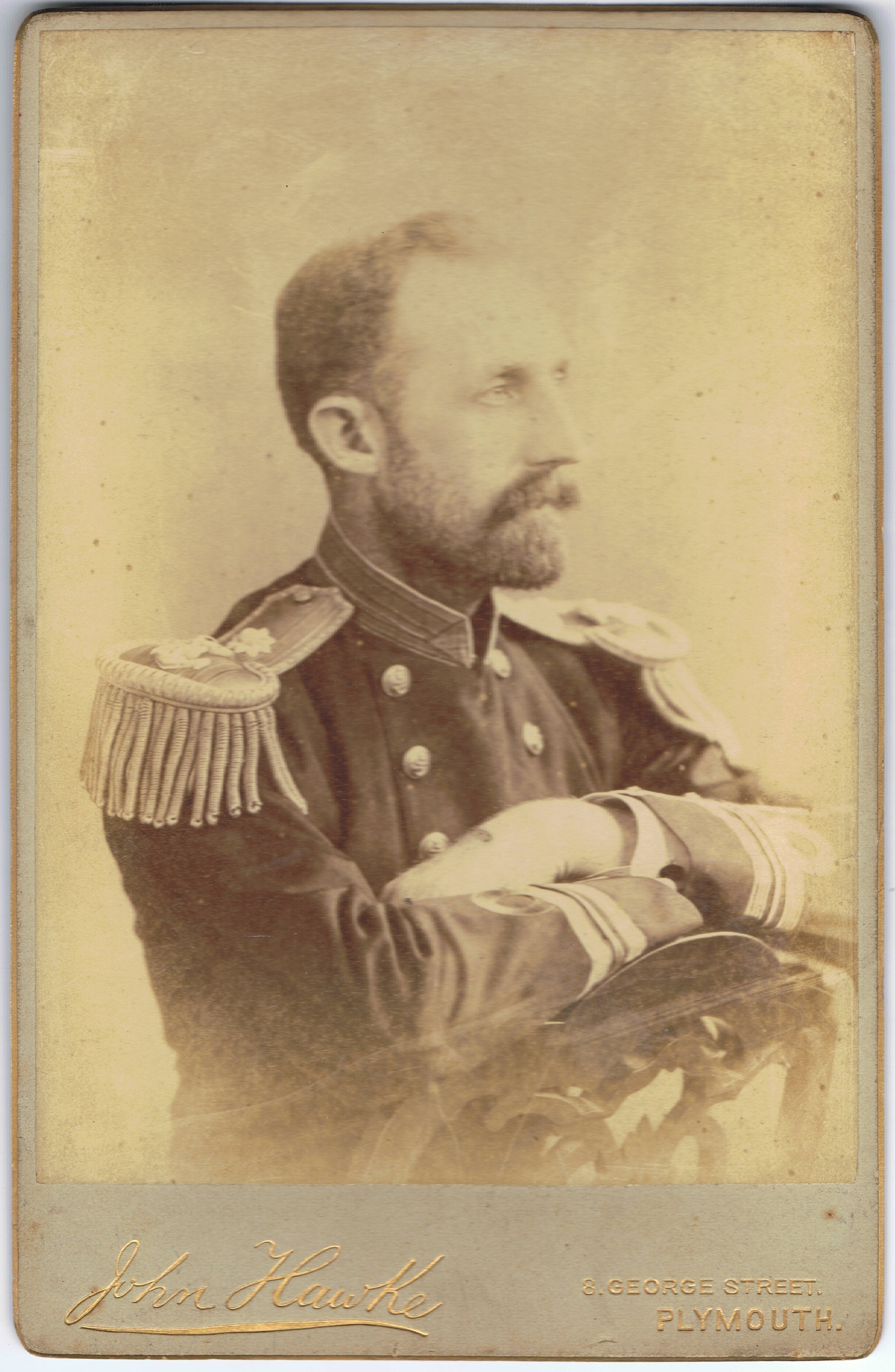
Sir William de Salis (1858–1939), britischer Admiral
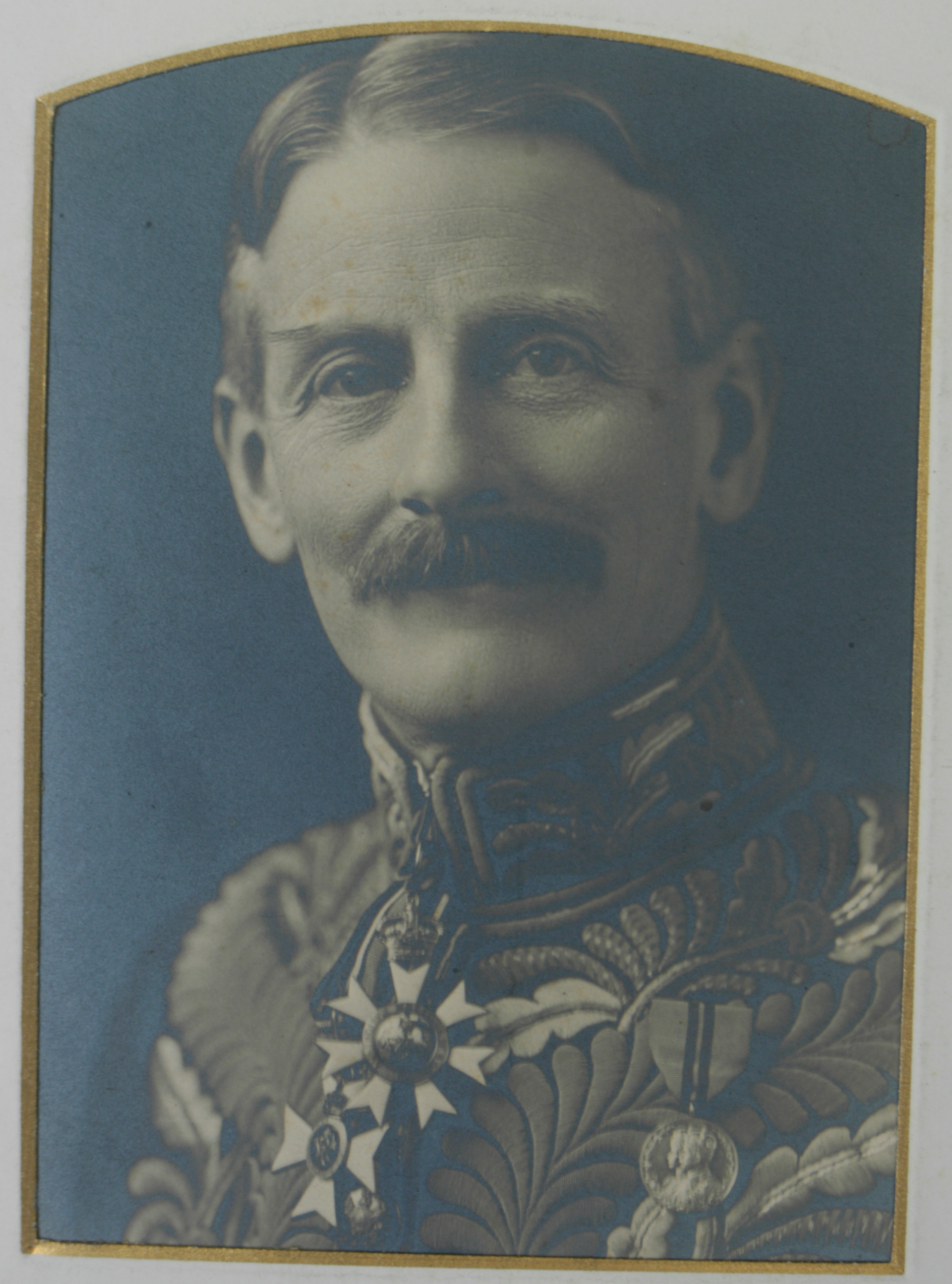
Sir John Francis Charles de Salis, Count de Salis-Soglio (1864–1939), britischer Diplomat, Staatssekretär
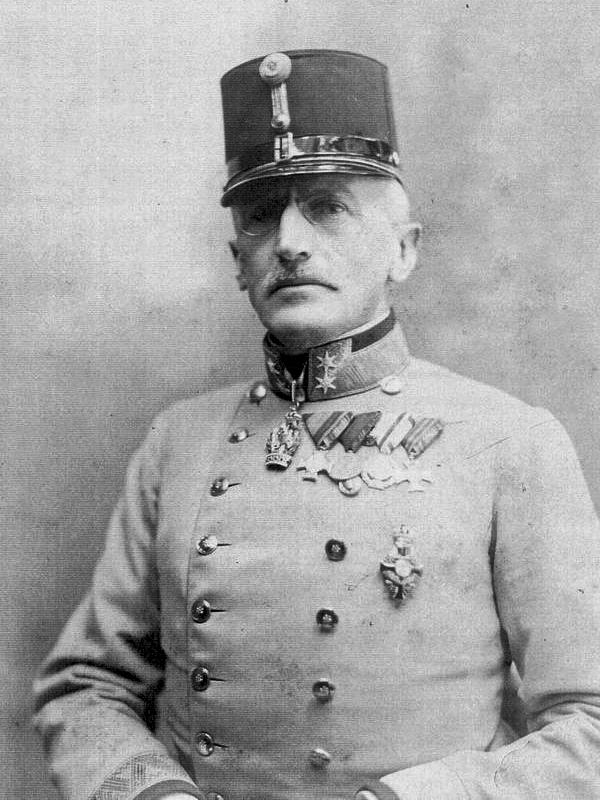
Johann Ulrich Graf von Salis-Seewis (1862–1940), k. u. k. Feldzeugmeister
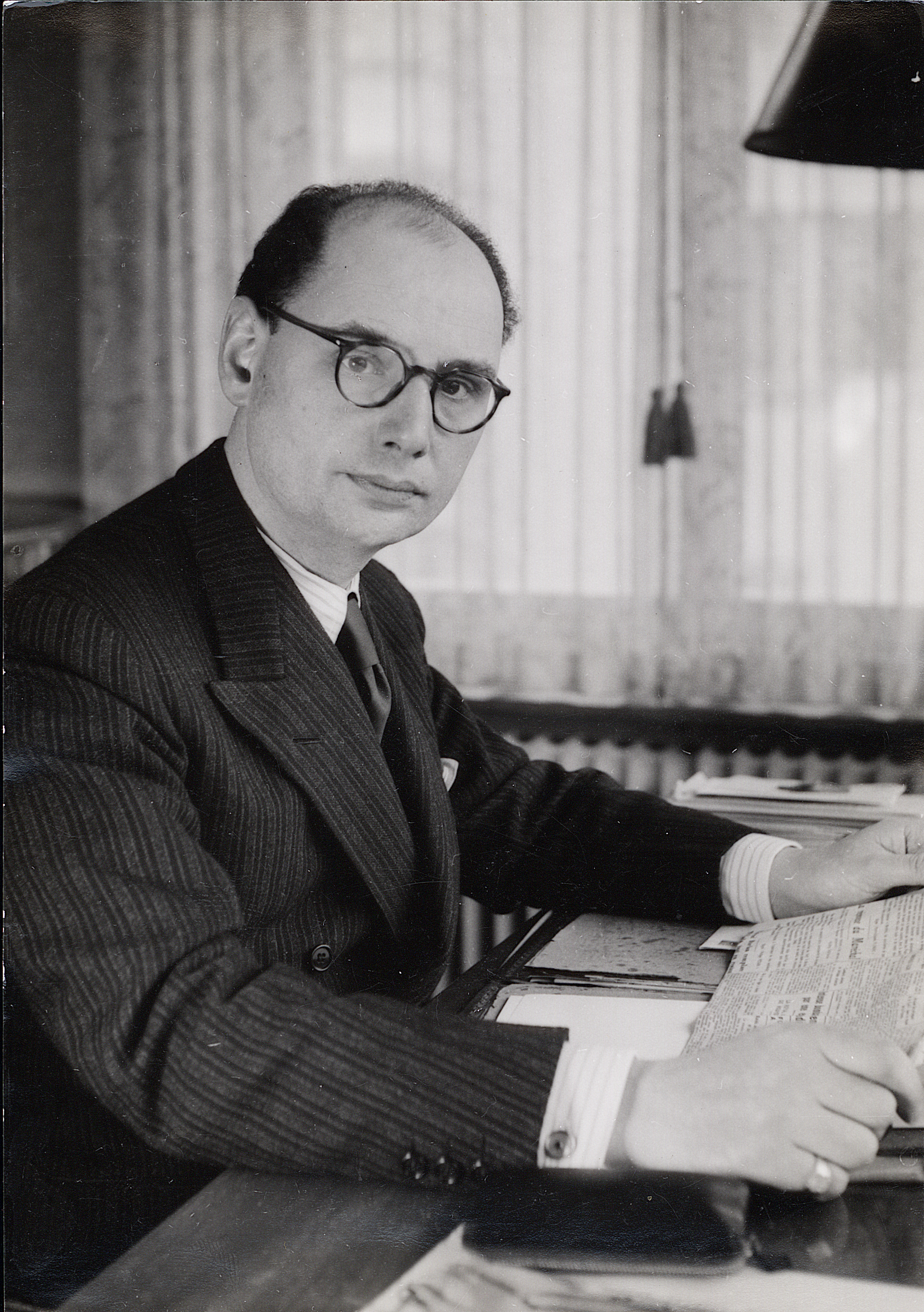
Jean Rudolf von Salis (1901–1996), Historiker
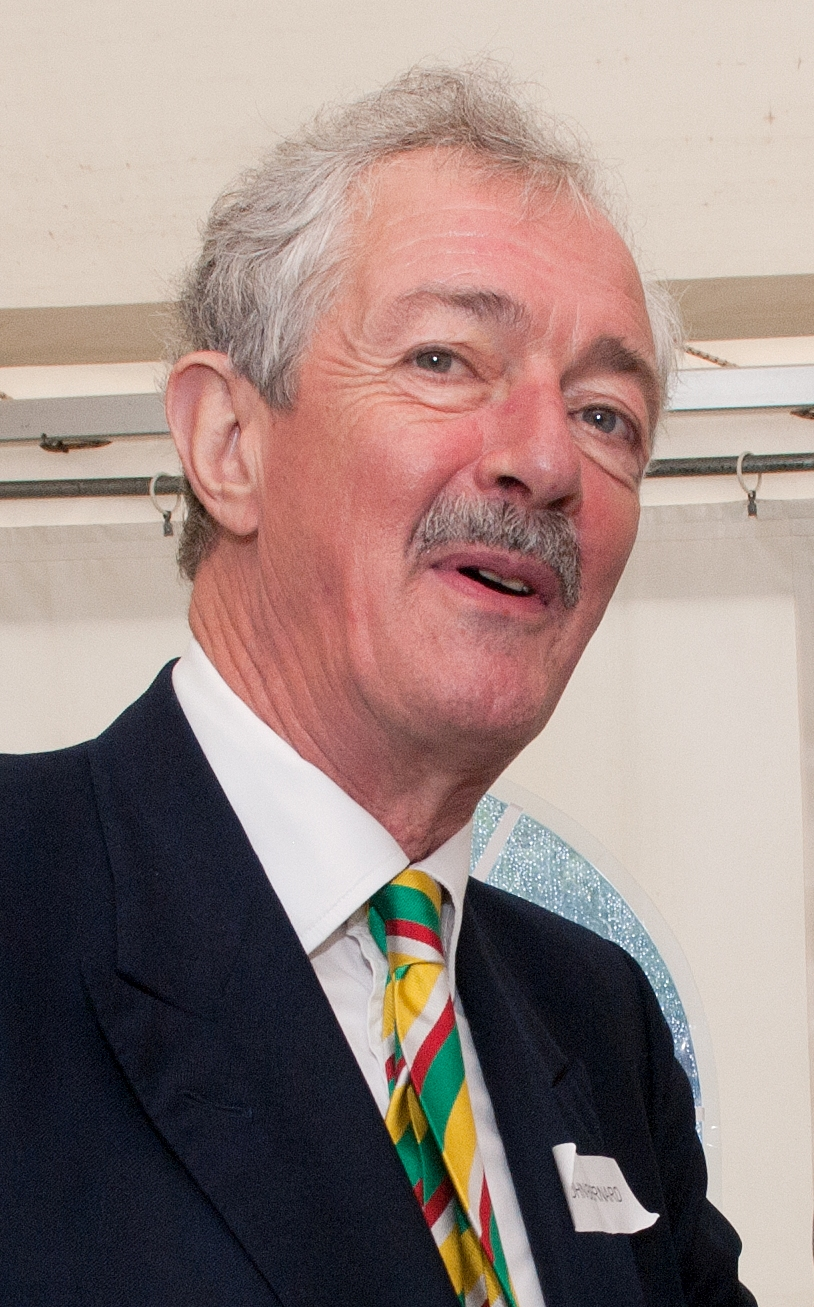
John de Salis, 9th Count de Salis-Soglio (1947–2014), Botschafter des Internationalen Komitees vom Roten Kreuz